# Brasil
Brasil, oficialmente República Federativa de Brasil (República Federativa do Brasilⓘ), es un país soberano de América del Sur que comprende la mitad oriental del continente y algunos grupos de pequeñas islas en el océano Atlántico. Su capital es Brasilia y su ciudad más poblada es São Paulo. Es el tercer país más grande de América. Con una superficie estimada en más de 8 500 000 km², es el quinto país más grande del mundo en área total (equivalente al 47,69 % del territorio sudamericano). Delimitado por el océano Atlántico al este, Brasil tiene una línea costera de 7491 km.
Al norte limita con el departamento ultramarino francés de la Guayana Francesa, Surinam, Guyana y Venezuela; al noroeste con Colombia; al oeste con Perú y Bolivia; al suroeste con Paraguay y Argentina, y al sur con Uruguay. De este modo tiene frontera con todos los países de América del Sur, excepto Ecuador y Chile. La mayor parte del país está comprendido entre los trópicos terrestres, por lo que las estaciones climáticas no se sienten de una manera radical en gran parte de su territorio. La selva amazónica cubre 3 600 000 km² del territorio. Gracias a su vegetación y al clima, es uno de los países con más especies de animales en el mundo.
La región del actual Brasil, hasta entonces habitada por pueblos indígenas, tuvo su primer contacto con los europeos en el año 1500 d. C. a través de una expedición portuguesa liderada por Pedro Álvares Cabral. Tras el Tratado de Tordesillas, el territorio brasileño fue el segmento del continente americano que correspondió al reino de Portugal, del cual obtuvo su independencia el 7 de septiembre de 1822. Así, el país pasó de ser parte central del reino de Portugal a un imperio para finalmente convertirse en una república. Su primera capital fue Salvador de Bahía, que fue sustituida por Río de Janeiro hasta que se construyó una nueva capital, Brasilia. Su constitución actual, formulada en 1988, define a Brasil como una república federativa presidencialista. La federación está formada por la unión del Distrito Federal, los 26 estados y los 5570 municipios.
A pesar de que sus más de 212 millones de habitantes hacen de Brasil el séptimo país más poblado del mundo, presenta un bajo índice de densidad poblacional. Esto se debe a que la mayor parte de la población se concentra a lo largo del litoral, mientras que el interior del territorio aún está marcado por enormes vacíos demográficos. El idioma oficial y el más hablado es el portugués, que lo convierte en el mayor país lusófono del mundo. Por su parte, la religión con más seguidores es el catolicismo, siendo el país con mayor número de católicos nominales del mundo. La sociedad brasileña es considerada una sociedad multiétnica al estar formada por descendientes de europeos, indígenas, africanos y asiáticos.
La economía brasileña es la mayor de América del Sur, Iberoamérica y del hemisferio sur, la undécima mayor del mundo por PIB nominal y la octava mayor por paridad del poder adquisitivo (PPC). Es considerado una economía de renta media alta por el Banco Mundial y un país recientemente industrializado, que tiene la mayor proporción de riqueza global de América Latina debido al abundante petróleo y diversos minerales encontrados fácilmente en el país. Sin embargo, su abundante riqueza está muy concentrada, convirtiendo al país en uno de los más desiguales del mundo, el 10 % más rico de su población recibió el 54 % de la renta nacional en 2018. Como potencia regional y media, la nación tiene reconocimiento e influencia internacional, siendo también clasificada como potencia global emergente y como potencial superpotencia por varios analistas.
El país es miembro fundador de la Organización de las Naciones Unidas (ONU), G20, Comunidad de Países de Lengua Portuguesa (CPLP), Unión Latina, Organización de los Estados Americanos (OEA), Organización de los Estados iberoamericanos (OEI), Mercado Común del Sur (Mercosur) y de la Unión de Naciones Sudamericanas (Unasur), además de ser uno de los países BRICS.

## Toponimia
En su origen, la palabra «brasil» aún no se identifica claramente. Una teoría difundida por el filólogo Adelino José da Silva Azevedo, postula que se trata de una palabra de origen celta, barkino —que se tradujo al español como «barcino»—, aunque en la misma aceptaba que la mención más remota del término podría encontrarse en el idioma de los antiguos fenicios. Este vocablo se utilizaba para nombrar a un colorante rojo usado por esta civilización. La mención escrita más antigua de la palabra se encuentra en un documento italiano de 1193, que incluye grana de brasil en una lista de mercancías. En los siglos XV y XVI se empleaba para referirse al palo brasil, nombre dado a una especie arbórea de la que se obtiene una madera de color rojizo utilizada en la ebanistería y para el teñido de textiles.
En las cartas náuticas medievales, aparece a menudo una «isla Brasil» en el océano Atlántico. El caso más antiguo es el mapa de Angelino Dulcert de 1325.
Tras el descubrimiento de América por parte de los españoles, se le comenzó a llamar Brasil a la región en la cual existía un árbol (Paubrasilia echinata) que usaban los amerindios de las selvas del litoral brasileño (Mata Atlántica), llamado por los portugueses tal árbol pau-brasil. Este árbol desprendía un color rojizo al hervirse en agua, que recordaba las llamas de un fuego, o las brasas del carbón ardiendo. De ahí el nombre a la terra do pau-brasil (tierra del palo brasil).
Durante la colonización de Brasil por parte de la Corona portuguesa, los portugueses exportaron ese nuevo tinte para teñir sus ropas en la vieja Europa. Su afán por los beneficios económicos llevó al pau-brasil a la extinción en casi la totalidad del territorio brasileño. En la actualidad, existen programas gubernamentales para la recuperación del árbol que ha dado nombre al tercer país más extenso de América.
En cuanto a la existencia de la "Gran Isla Brasil" los portugueses mantuvieron durante mucho tiempo (prácticamente hasta mediados del siglo XVIII) que ésta existía en verdad y que se encontraba separada del continente americano por los ríos Amazonas, Paraguay, Paraná y el Río de la Plata, pretendiendo así todos los territorios encuadrados entre tales ríos.
A partir de 1500, los portugueses anunciaron de manera rápida el descubrimiento del actual Brasil, pero lo llamaron inicialmente «Tierra de Santa Cruz». Los cronistas de la época colonial, como João de Barros, Vicente do Salvador y Pero de Magalhães Gândavo, coincidieron en que el cambio de nombre a «Brasil» tuvo lugar cuando empezó a llegar a Portugal madera de palo brasil proveniente del territorio recién descubierto.
Antes de tomar su nombre definitivo, el actual territorio de Brasil fue designado de diferentes maneras: Monte Pascual (cuando los portugueses avistaron el terreno por primera vez), Isla de Vera Cruz, Tierra de Santa Cruz, Nueva Lusitania, Cabralia, etc. Durante la época del imperio, el nombre oficial del país era «Imperio del Brasil» y posteriormente, al proclamarse la república, se denominó «Estados Unidos del Brasil». En 1967, con la primera Constitución del gobierno militar iniciado en 1964, Brasil pasó a llamarse oficialmente «República Federativa del Brasil», nombre que conservó la Constitución de 1988 tras el regreso de la democracia.

## Historia

### Período precolonial, colonización portuguesa y expansión territorial

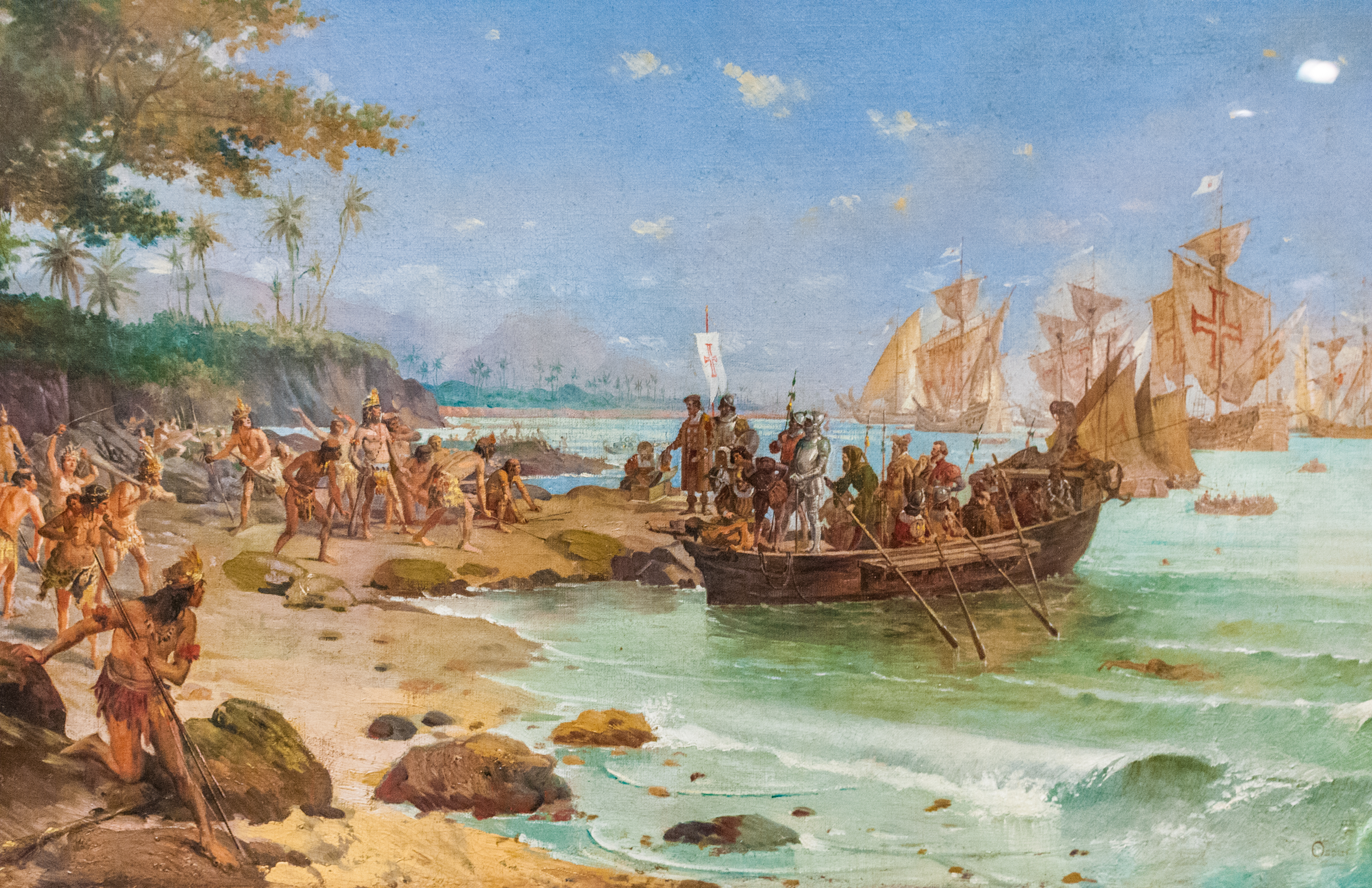
Llegada de Pedro Álvares Cabral a Porto Seguro en 1500.

Vicente Yáñez Pinzón fue el primer navegante europeo que llegó al Brasil. Descubrió las costas del extremo septentrional de Brasil en enero de 1500, tres meses antes de la llegada de la flota comandada por Pedro Álvares Cabral.[22] La expedición de Yáñez llega a Cabo de Consolación y siguiendo la costa noreste alcanza el río Amazonas que nombra Santa María de la Mar Dulce.
Poco antes de que arribaran los europeos, se estima que la costa oriental de América del Sur que yace en el actual territorio de Brasil estaba habitada por cerca de dos millones de indígenas. La población amerindia se encontraba dividida en grandes naciones indígenas, a su vez compuestas por varios grupos étnicos, entre los que se destacaban los tupí-guaraníes, los macro-jê y los aruacos (Algunas tribus tienen una mezcla de Oceanía debido a antiguas migraciones del océano Pacífico). Los primeros se subdividían en guaraníes, tupiniquines y tupinambás, entre otros. Los tupís se extendían entre los actuales territorios de los estados de Río Grande del Sur y Río Grande del Norte. Los portugueses encontraron a los nativos aún en la Edad de Piedra y divididos en varias tribus, la mayoría de las cuales pertenecían a la familia lingüística tupí-guaraní, y que constantemente luchaban entre sí. Según Luís da Câmara Cascudo, los tupís fueron «la primera raza indígena que tuvo contacto con los colonizadores y (...) derivó en una mayor presencia suya, como la influencia en el mameluco, en el mestizo y en el luso-brasileño que nacía y en el europeo que se quedaba.»

Imperios español y portugués en 1790.

La colonización se inició oficialmente en el año 1534, cuando Juan III dividió el territorio en doce capitanías hereditarias, pero debido a varios problemas con este sistema, en 1549 el rey Juan III nombró a un gobernador general para administrar toda la colonia. Los portugueses asimilaron algunas de las tribus nativas, mientras que otras fueron esclavizadas o exterminadas por las guerras prolongadas o por las epidemias causadas por las enfermedades traídas por los europeos, a las cuales los indígenas no tenían inmunidad. A mediados del siglo XVI, el azúcar se convirtió en el producto de exportación más importante de Brasil, y el comercio de esclavos africanos por parte de los portugueses comenzó a incrementarse en respuesta a la creciente demanda internacional.
Mediante varias guerras contra los franceses, los portugueses expandieron lentamente su territorio hacia el sudeste, apoderándose de Río de Janeiro en 1567, y hacia el noroeste, tomando São Luís en 1615. De esta forma, enviaron en 1669 varias expediciones militares hacia Amazonia y conquistaron las fortalezas inglesas y neerlandesas, fundando aldeas y nuevas fortalezas. En 1680 extendieron el territorio controlado en el extremo sur del país al fundar la Colonia del Sacramento en la orilla izquierda del Río de la Plata, en el actual Uruguay. No obstante, la expansión territorial brasileña hacia el sur provocó múltiples conflictos, entre ellos la guerra con las misiones jesuíticas, que poseían una organización semiautónoma y la posterior Guerra Guaranítica.

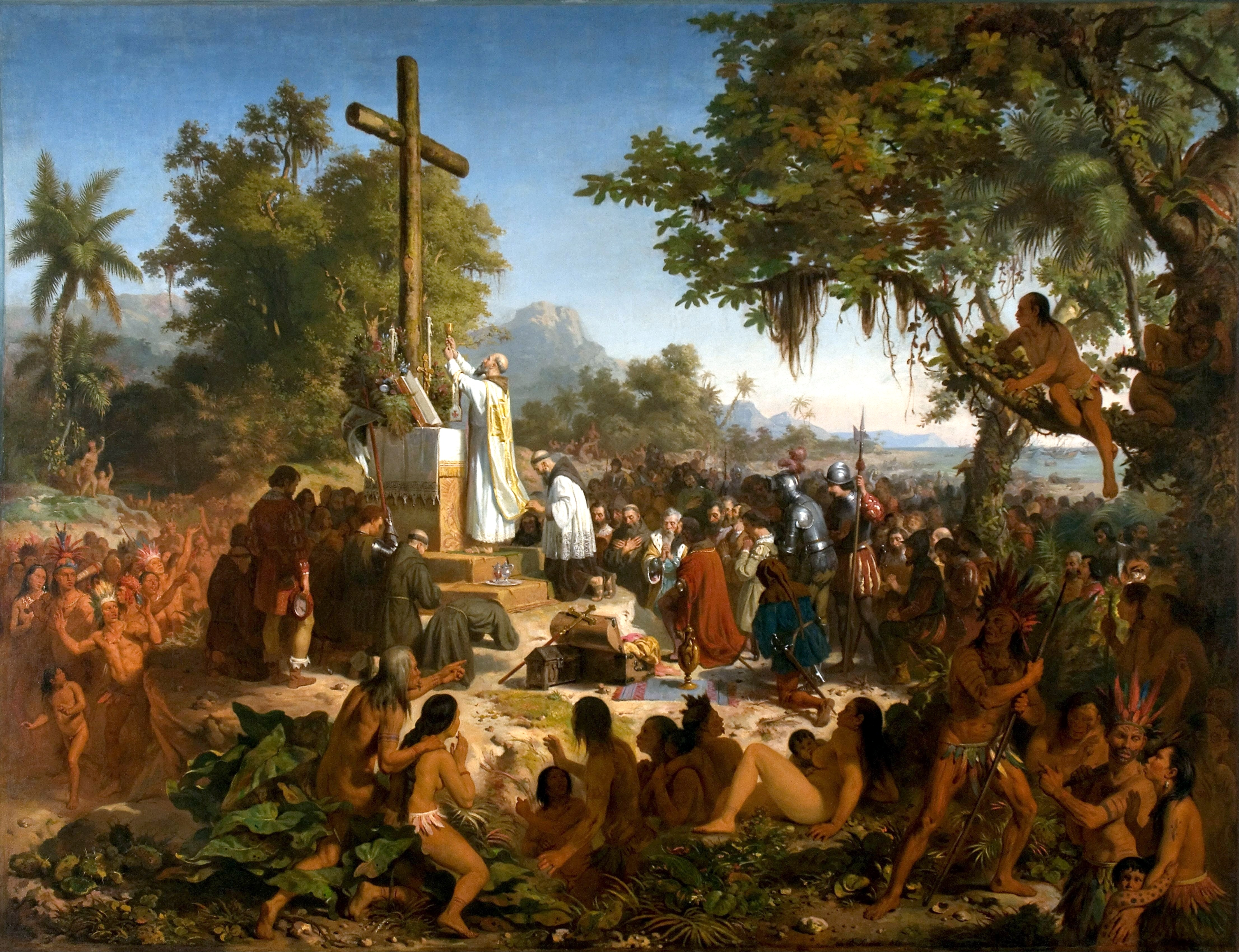
La primera misa en Brasil, por Victor Meirelles.

A finales del siglo XVII, las exportaciones de azúcar comenzaron a disminuir, pero alrededor de 1693, el descubrimiento de yacimientos de oro en la región que más tarde sería llamada de Minas Gerais, así como la explotación de otras minas en Mato Grosso y Goiás en las décadas siguientes, salvaron a la colonia de un colapso económico inminente. Miles de inmigrantes provenientes de la costa de Brasil y de Portugal se desplazaron hacia las minas. Los españoles intentaron impedir la expansión de los portugueses dentro del territorio que les pertenecía de acuerdo con lo establecido en el tratado de Tordesillas de 1494, y consiguieron reconquistar la Banda Oriental en 1777. Sin embargo, el tratado de San Ildefonso firmado ese mismo año confirmó la soberanía portuguesa sobre casi todas las tierras ocupadas durante su expansión territorial, menos la Banda Oriental, configurando la mayor parte de las fronteras actuales brasileñas.
En 1808, la familia real portuguesa —y la nobleza portuguesa— huyeron de las tropas del emperador francés, Napoleón Bonaparte, que estaba invadiendo Portugal y la mayor parte de la Europa Central, y se estableció en la ciudad de Río de Janeiro, que de esta manera se convirtió en la capital de facto del Imperio portugués. En 1815, Juan VI, entonces el príncipe regente de Portugal en nombre de su madre María I, elevó al Estado de Brasil, una colonia portuguesa, a un Reino soberano en unión con Portugal. En 1809, los portugueses invadieron la Guayana Francesa, que finalmente fue devuelta a Francia en 1817, y en 1816, la Banda Oriental, que fue posteriormente rebautizada Provincia Cisplatina. En el año 1825, las Provincias Unidas del Río de la Plata iniciaron una guerra para recuperarla, la cual concluyó en 1828 mediante un acuerdo en el cual se disponía la independencia de la provincia.

### Independencia e imperio

Declaración de la Independencia de Brasil por el emperador Pedro I el 7 de septiembre de 1822.

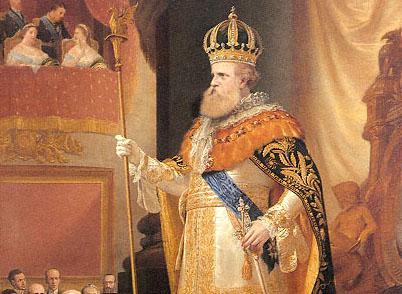
Pedro II, emperador de Brasil.

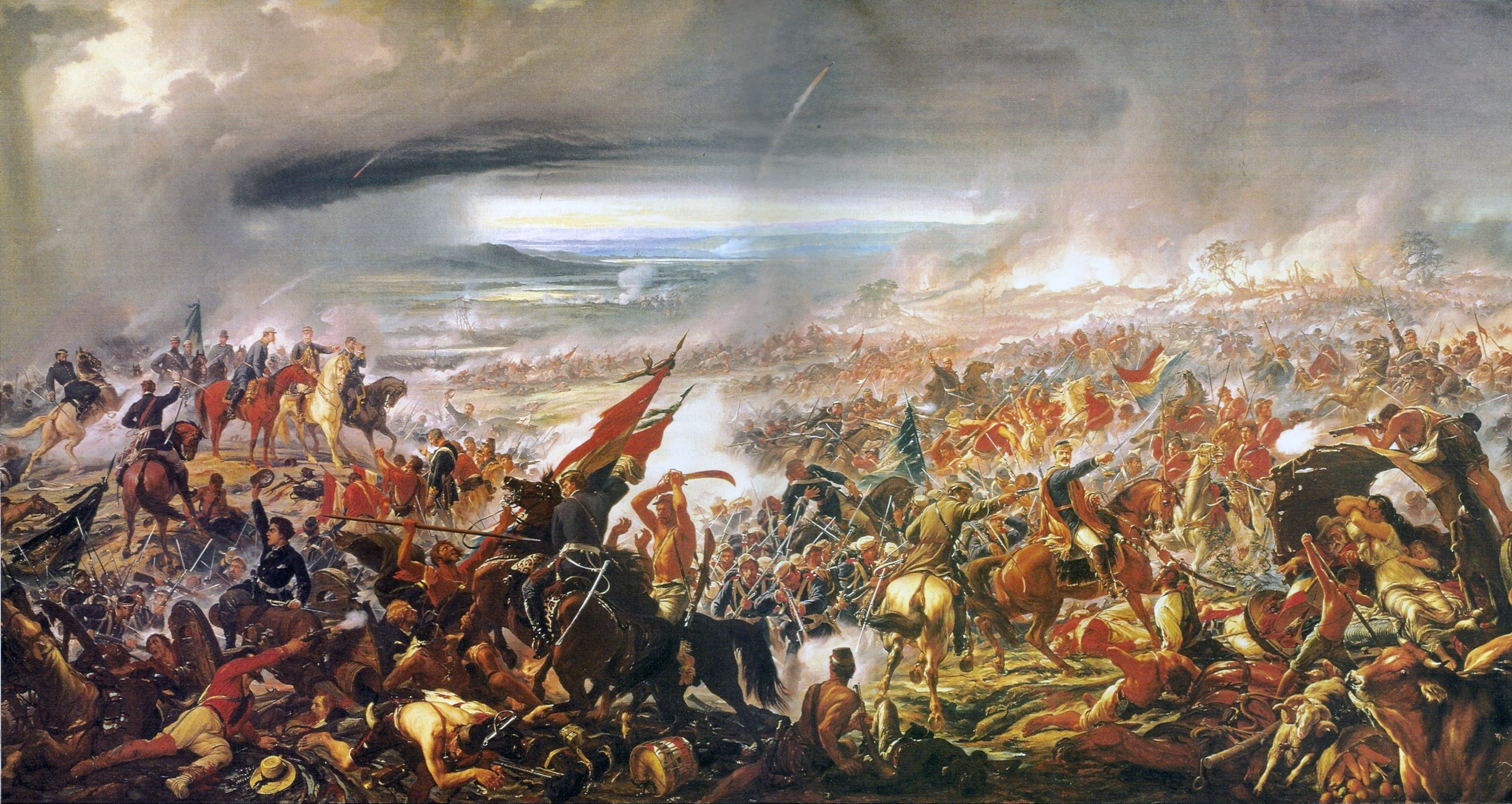
Fuerzas brasileñas (de uniforme azul oscuro) luchando contra el Ejército Paraguayo durante la batalla de Avay, de la guerra de la Triple Alianza.

Ley que abolió la esclavitud en Brasil (Ley Áurea, Lei Áurea en portugués), 1888. Archivo Nacional de Brasil.

Juan VI regresó a Europa el 26 de abril de 1821, dejando a su primogénito, Pedro de Alcántara, como príncipe regente. El gobierno portugués intentó transformar a Brasil en una colonia una vez más, privándolo de los derechos que poseía desde 1808. Los brasileños se resistieron a ceder y Pedro se adhirió a su causa, declarando la independencia del país el 7 de septiembre de 1822. El 12 de octubre, Pedro fue declarado primer emperador del Brasil y coronado como Pedro I el 1 de diciembre.
Aunque los primeros intentos por independizar al país del dominio portugués adoptaron los ideales republicanos —como el caso de la Conspiración Minera, dirigida por Tiradentes—, en el siglo XIX casi todos los brasileños estaban a favor de la monarquía, y el republicanismo tenía poco apoyo. La Guerra de Independencia de Brasil se propagó por casi todo el territorio, mientras que las principales batallas se libraron en las regiones norte, noreste y sur. Los últimos soldados portugueses se rindieron el 8 de marzo de 1824, y la independencia fue reconocida por Portugal el 29 de agosto de 1825, en el tratado de Río de Janeiro.
Tras haber sido aprobada por los consejos municipales de todo el país, el 25 de marzo de 1824 se promulgó la primera constitución. El 7 de abril de 1831, Pedro I abdicó cuando regresó a Europa para recuperar el trono de su familia, dejando a su hijo de cinco años como sucesor, Pedro II. Como el nuevo emperador no podía ejercer sus funciones, se creó una regencia.
Las disputas entre distintas facciones políticas llevaron a rebeliones y a una regencia inestable y casi anárquica. Sin embargo, los grupos rebeldes no estaban en contra de la monarquía, aunque algunos declararon la secesión de sus provincias como repúblicas independientes, pero solo mientras Pedro II fuese incapaz de gobernar. El caso más notorio fue el de Río Grande del Sur y Santa Catarina, los cuales, por medio de la Guerra de los Farrapos, se proclamaron independientes del Imperio brasileño. Debido a esto, Pedro II fue declarado emperador prematuramente y «Brasil disfrutó de casi medio siglo de paz interna y un rápido progreso económico».
Durante los 59 años del reinado de Pedro II, Brasil resultó victorioso en tres guerras internacionales —la guerra Grande, la guerra contra Aguirre y la guerra de la Triple Alianza—, además de que atestiguó la consolidación de la democracia representativa, principalmente debido a la realización de elecciones sucesivas y a la libertad de imprenta.
La esclavitud se extinguió en un proceso más lento, pero constante, que comenzó en 1850 con el fin del tráfico internacional de esclavos, y terminó con la total abolición de la esclavitud en 1888. Sin embargo, desde la independencia la población esclava se encontraba experimentando un declive: en 1823, el 29 % de la población estaba compuesta por esclavos, pero para 1887 este porcentaje se había reducido hasta el 5 %.
Cuando el Imperio fue derrocado, el 15 de noviembre de 1889, hubo poco interés por parte del pueblo brasileño para cambiar la forma de gobierno de una monarquía a una república, ya que Pedro II estaba en el auge de su popularidad entre sus súbditos. El golpe militar republicano fue apoyado por los antiguos propietarios de esclavos que se negaban a aceptar la abolición de la esclavitud pactada en 1888 por el gobierno monárquico.

### La Primera República y la Era Vargas

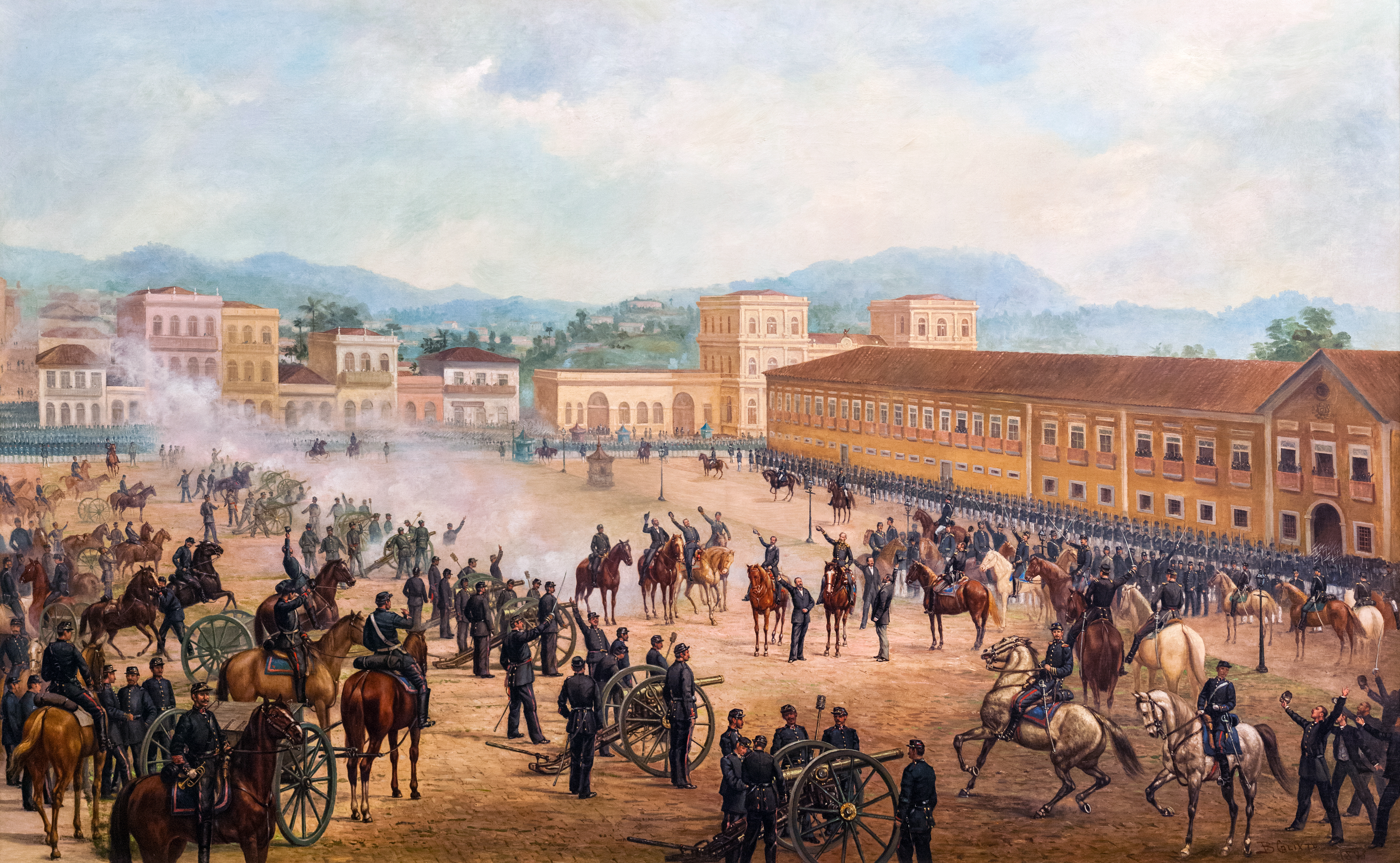
Proclamación de la República de Brasil en 1889.

Como en un principio el gobierno republicano era poco más que una dictadura militar, la nueva Constitución promulgada en 1891 convocó elecciones directas para el año 1894. Este documento también abolió las restricciones del derecho al voto que existían en el período monárquico, cuando solo se les otorgaba a aquellos que tuviesen un nivel de ganancias determinado, aunque mantuvo el carácter abierto —y no secreto— del voto y, entre otras medidas, solo se permitía la participación de los hombres alfabetizados, en una época en la que la mayoría de la población brasileña era analfabeta.
Durante el primer periodo de gobierno republicano, Brasil mantuvo una política exterior pacífica y neutral, que solo fue interrumpida por la Guerra del Acre, y la Primera Guerra Mundial. Internamente, luego de la crisis del ensillamiento, y de la Revuelta de la Armada en 1891, se inició un ciclo prolongado de inestabilidad financiera, política y social que se extendería hasta la década de 1920, manteniendo al país asolado por diversas rebeliones que poco a poco minaron el régimen. Entre estas se destacan la Revolución Paulista, la Revolución del Fuerte de Copacabana, la Comuna de Manaos y la Columna Prestes. Finalmente, en 1930 Getúlio Vargas, que había sido candidato presidencial en las elecciones de ese año, lideró un golpe de Estado y asumió la presidencia de la república con el apoyo de los militares.

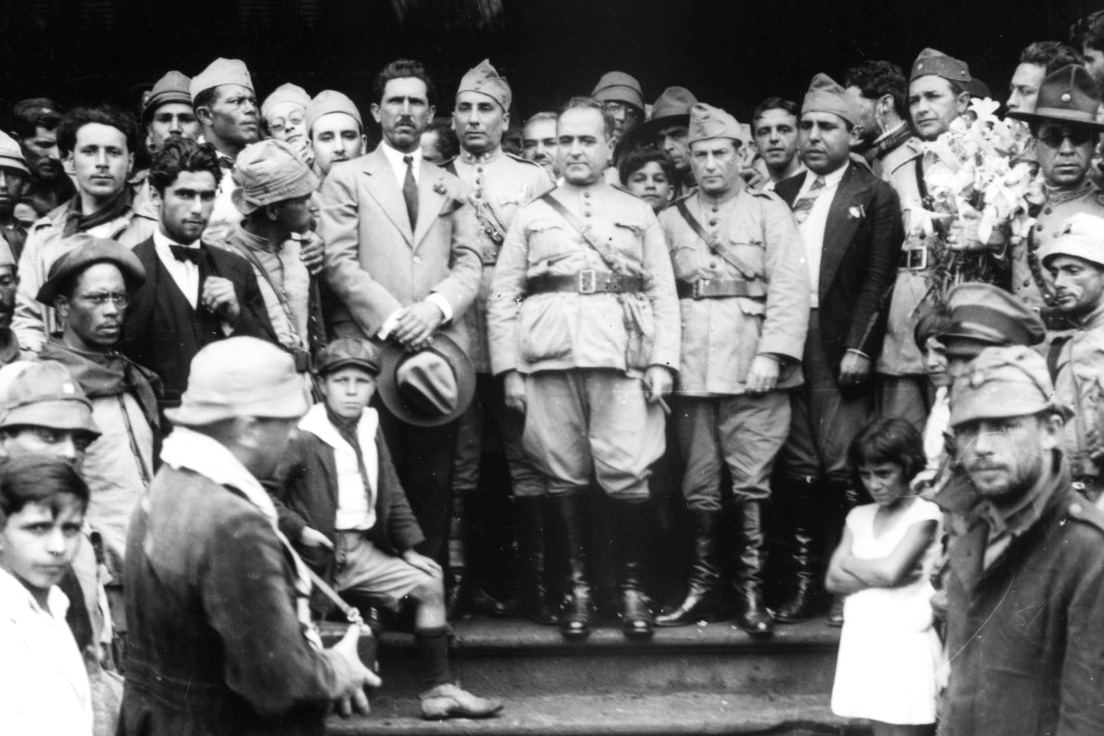
El golpe de 1930 llevó a Getúlio Vargas (al centro con uniforme militar, sin sombrero) al poder, donde permanecería por quince años.

Vargas y los militares, quienes dijeron asumir la presidencia temporalmente a fin de implementar reformas democráticas, disolvieron al Congreso y continuaron su mandato bajo un estado de emergencia, sustituyendo a los gobernadores de los estados por sus aliados. En 1932, con el pretexto de implementar las promesas de reformas democráticas, la oligarquía paulista intentó recuperar el poder mediante una revuelta, y en 1935 los comunistas se rebelaron, pero ambos movimientos fueron derrotados. No obstante, la amenaza comunista sirvió de pretexto para impedir las elecciones previamente estipuladas, y también para que Vargas y los militares efectuaran otro golpe de Estado en 1937, estableciendo una dictadura. En mayo de 1938 hubo otro intento fallido por tomar el poder, esta vez por parte de los fascistas brasileños.
Brasil se mantuvo neutral durante los primeros años de la Segunda Guerra Mundial, pero diversos acontecimientos y presiones internacionales, donde incluso se analizó una posible invasión del país, llevaron al país a alinearse en favor de Estados Unidos durante la Conferencia de Río de 1942, rompiendo relaciones diplomáticas con las potencias del Eje. En represalia, las armadas de la Alemania nazi y la Italia fascista extendieron su campaña de guerra submarina a Brasil, y después de meses de continuo hundimiento de navíos mercantes brasileños y la intensa presión pública, el gobierno les declaró la guerra en agosto de aquel año, aunque recién en 1944 se envió una fuerza expedicionaria para combatir en Europa. Con la victoria aliada al año siguiente y el fin de los dos regímenes totalitarios europeos, la posición de Vargas se tornó insustentable y fue rápidamente depuesto por otro golpe militar. En 1946, la democracia fue restablecida y el general Eurico Gaspar Dutra fue elegido presidente. Vargas regresó al poder a finales de 1950 al ser democráticamente elegido, pero se suicidó en agosto de 1954, en medio de una crisis política.

### Dictadura militar y era contemporánea

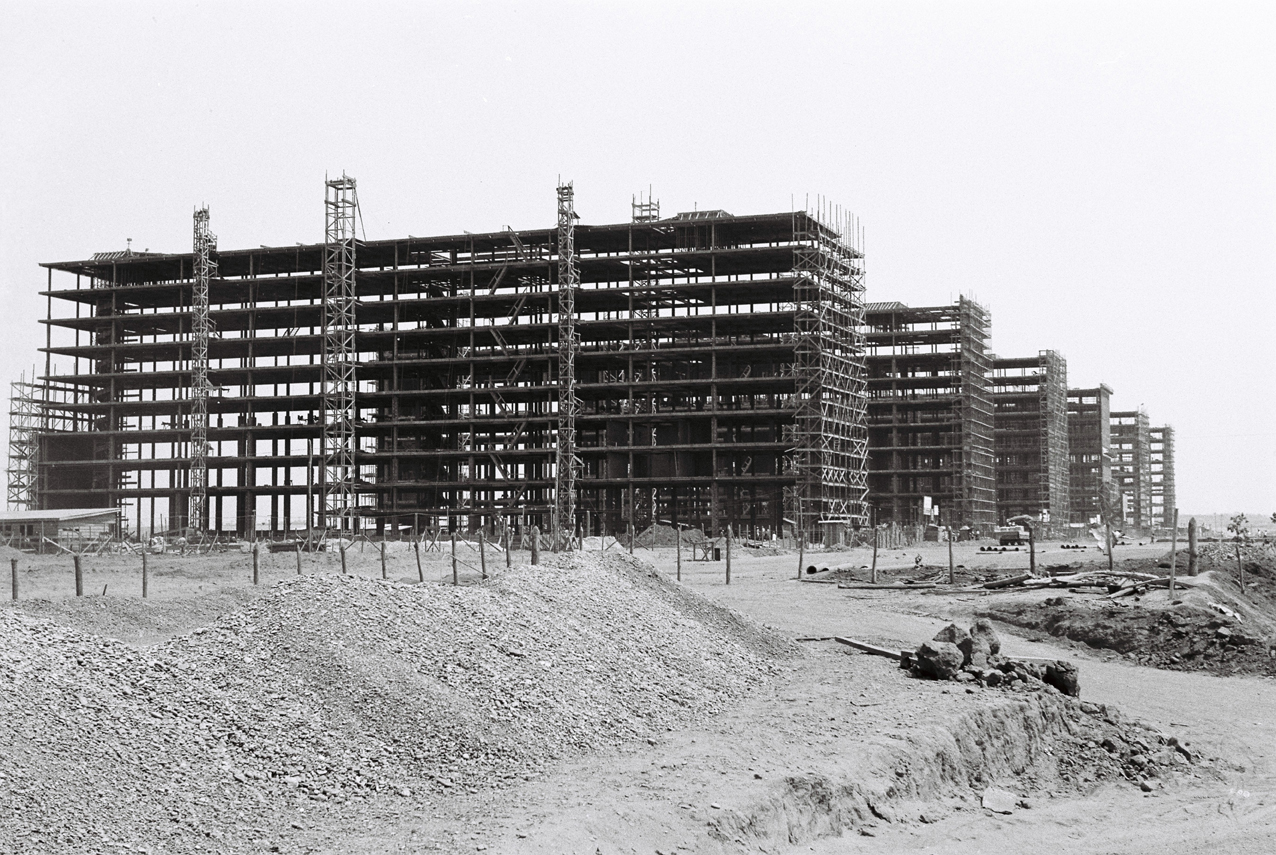
La construcción de Brasilia en 1959.

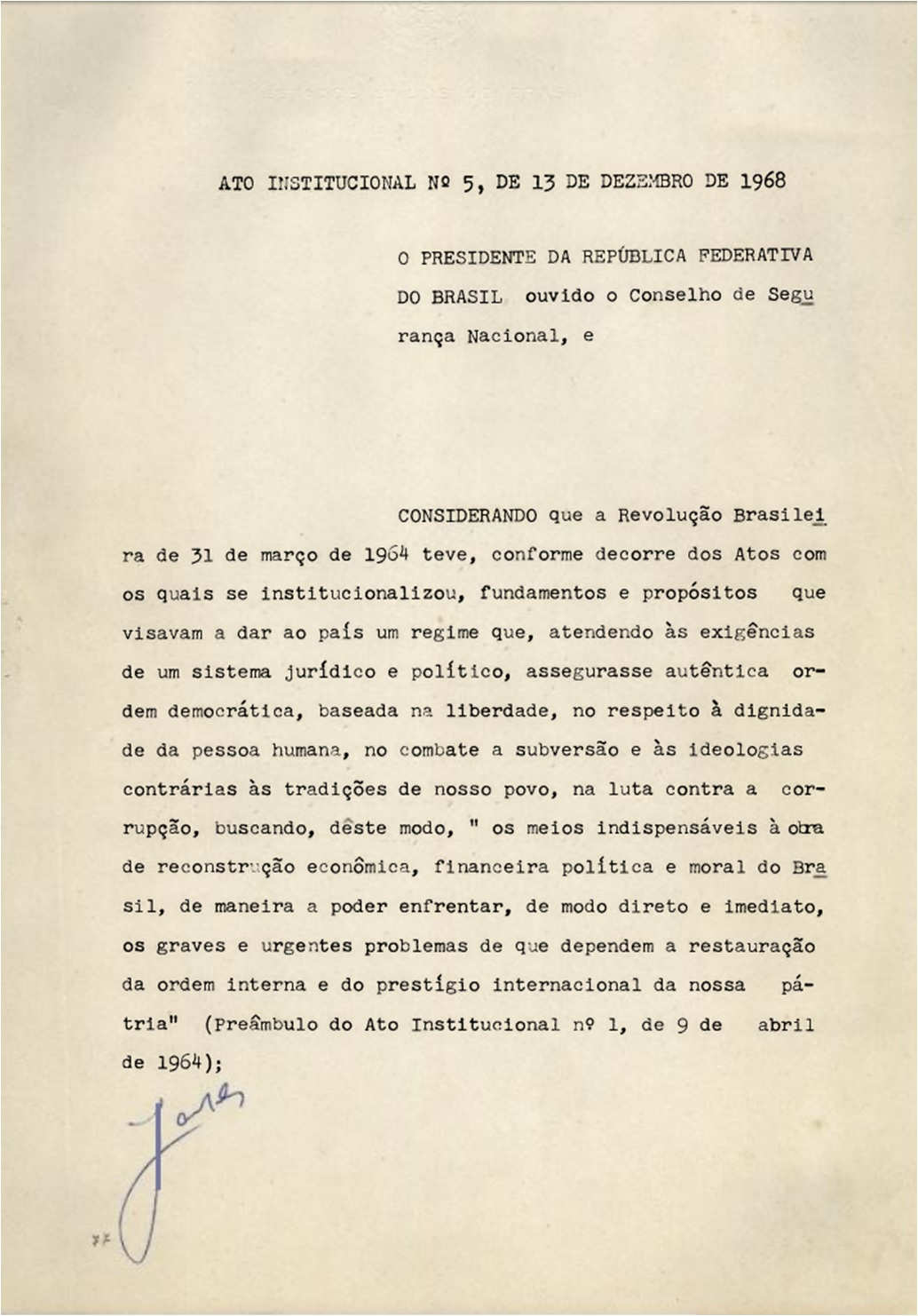
Documento que retiró derechos políticos durante la dictadura militar brasileña, 1968. Archivo Nacional de Brasil.

Varios gobiernos provisionales de breve duración sucedieron al difunto presidente Vargas. Juscelino Kubitschek se convirtió en el nuevo presidente en 1956 y asumió una postura conciliadora con la oposición política que le permitió gobernar sin crisis importantes. La economía y el sector industrial crecieron considerablemente, pero su mayor conquista fue la construcción de la nueva capital, Brasilia, inaugurada en 1960. Su sucesor, Jânio Quadros, renunció en 1961, menos de un año después de asumir el cargo. Su vicepresidente, João Goulart, tomó la presidencia, pero suscitó una fuerte oposición política, y fue depuesto por el Golpe de 1964 que resultó en un régimen militar.
Se pretendía que el nuevo régimen sea transitorio, pero se convirtió en una dictadura plena con la promulgación de la Ley Institucional Número Cinco de 1968. La represión de los opositores a la dictadura, incluyendo la guerrilla urbana, fue dura, pero no tan brutal como en otros países de América Latina. El régimen militar fomentó la colonización de los territorios de los pueblos indígenas, dilapidó recursos naturales, armó campos de concentración de pueblos indígenas y asesinó al menos 8000 personas indígenas. Debido al extraordinario crecimiento económico, conocido como «el milagro brasileño», el régimen alcanzó su nivel más alto de popularidad en los años de mayor represión.
El general Ernesto Geisel asumió la presidencia del país en 1974 y comenzó su proyecto de redemocratización a través de un proceso, que según él sería «lento, gradual y seguro». Geisel acabó con la indisciplina militar que había asolado al país desde 1889, así como con la tortura de presos políticos, la censura a los medios y, en 1978, luego de anular la Ley Institucional Número Cinco, con la propia dictadura. Sin embargo, el régimen militar continuó con su sucesor, el general João Figueiredo, para completar la plena transición hacia la democracia. La Comisión de la Verdad establecida en 2011 por el gobierno de Brasil contabilizó 434 víctimas mortales y desaparecidos por la dictadura; también recogía testimonios de los torturados —entre los que se encontraba la futura presidenta Rousseff— al tiempo que confirmó la cooperación de algunas multinacionales con intereses en Brasil en la represión política y sindical.
Luego del movimiento popular Diretas Já, los civiles regresaron al poder en 1985, inaugurando la llamada Nueva República, con la elección del opositor Tancredo Neves, quien, sin embargo, no asumió debido a su muerte por una grave enfermedad. Su vicepresidente, José Sarney, asumió la presidencia, tornándose impopular a lo largo de su mandato debido al recrudecimiento de la crisis económica y la hiperinflación heredada del régimen militar, incluso con una breve euforia inicial por su Plan Cruzado. Sarney continuó el programa de gobierno de Tancredo Neves al establecer, en 1987, una Asamblea Nacional Constituyente, que promulgó la actual Constitución Federal de Brasil. Sin embargo, el fracaso del Gobierno de Sarney en el terreno económico y el consiguiente desgaste político permitieron la elección, en 1989, del casi desconocido Fernando Collor, que luego sufrió un juicio político por parte del Congreso Nacional de Brasil en 1992, en 1992, con su vicepresidente, Itamar Franco, asumiendo el cargo como consecuencia.

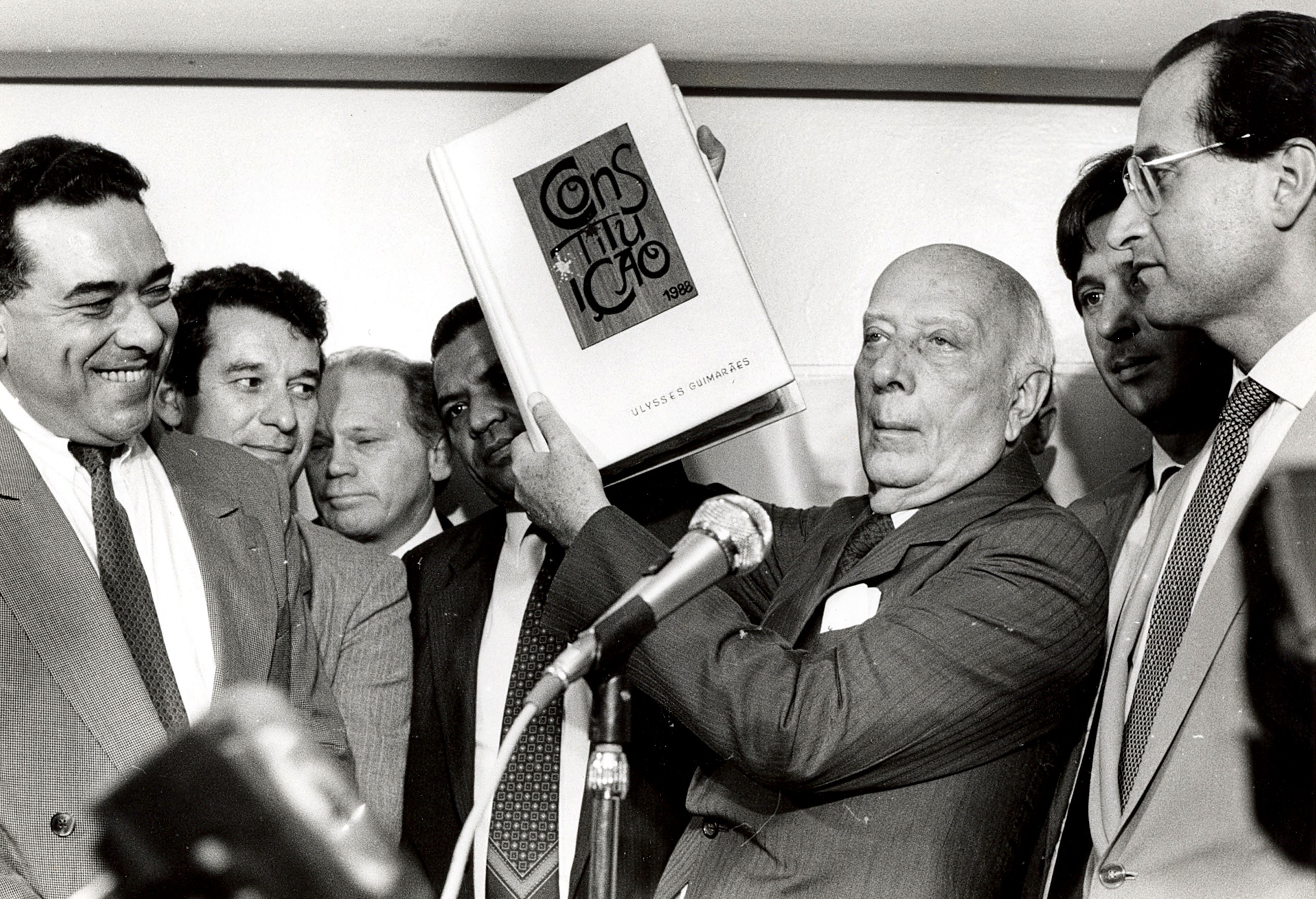
Ulysses Guimarães con la Constitución de 1988 en las manos.

Del nuevo gabinete designado por Itamar Franco, con miembros de prácticamente todos los partidos que aprobaron la destitución de Collor. Fernando Henrique Cardoso (FHC) se destacó como Ministro de Hacienda y coordinador del exitoso Plan Real, que trajo estabilidad a la economía brasileña, luego de décadas de numerosos planes económicos de gobiernos anteriores que habían fracasado en el intento de controlar hiperinflación. Como resultado, FHC fue elegido presidente en las elecciones de 1994 y nuevamente en 1998. La transición pacífica del poder a su principal oponente, Luiz Inácio Lula da Silva, elegido en 2002 y reelegido en 2006, perteneciente al Partido de los Trabajadores (PT), demostró que Brasil finalmente había logrado alcanzar la estabilidad política que tanto anhelaba.
En las elecciones de 2010, Dilma Rousseff se convirtió en la primera mujer elegida presidenta. En junio de 2013 estallaron manifestaciones populares en el país por diversas demandas sociales. Luego de las polarizadas elecciones de 2014, Rousseff fue reelegida, sin embargo, en 2015 su rechazo alcanzó casi el 70% en medio de protestas populares, al mismo tiempo que varios políticos eran investigados por la Policía Federal. En abril de 2016, la Cámara inició juicio político contra la presidenta, que fue ratificado por el Senado en mayo. Rousseff fue depuesta el 31 de agosto y su vicepresidente, Michel Temer, asumió el cargo. En 2018, el expresidente Lula fue condenado y encarcelado por corrupción y lavado de dinero en el marco de la Operación Lava Jato. En las elecciones de ese año resultó electo presidente el candidato Jair Bolsonaro, del Partido Social Liberal (PSL), quien ganó en segunda vuelta a Fernando Haddad, del Partido de los Trabajadores (PT), con el apoyo del 55,13% de los votos válidos. En la segunda vuelta de las elecciones de 2022, el expresidente Lula fue elegido por tercera vez con el apoyo del 50,9 % del electorado, en la elección más reñida de la historia además de ser la única persona elegida tres veces presidente de Brasil, mientras que Bolsonaro se convirtió en el primer presidente brasileño no pudiendo ser reelegido después de la redemocratización cuando está figura se implementó.
El 8 de enero de 2023, partidarios de Bolsonaro intentaron un golpe de Estado que fue condenado por la Comunidad Internacional.

## Gobierno y política

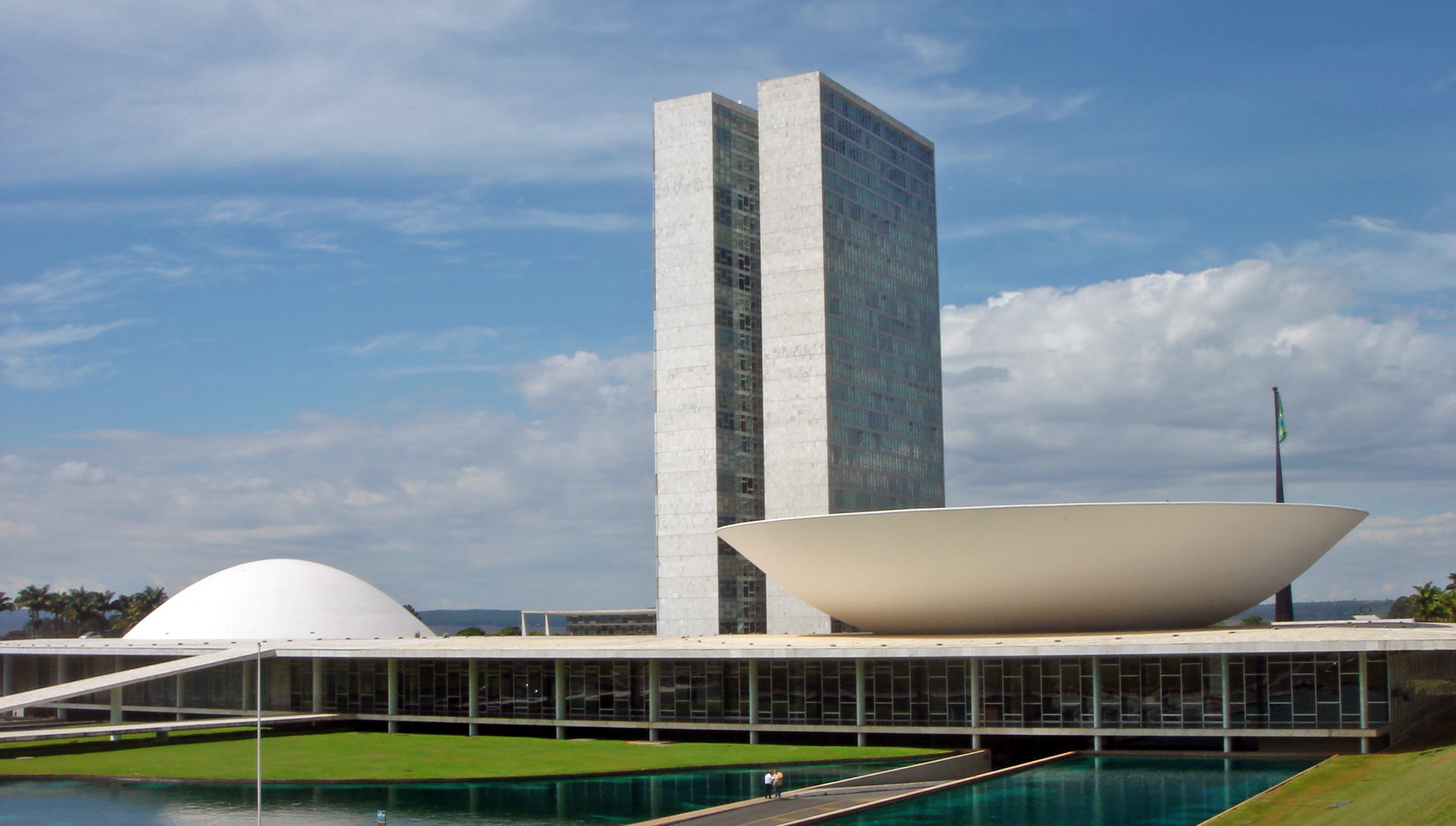
Congreso Nacional de Brasil, sede del poder legislativo.

La Federación Brasileña está formada por la unión indisoluble de tres entidades políticas distintas: los estados, los municipios, y el Distrito Federal. La Unión se conforma por los estados, el Distrito Federal, y los municipios, son las «esferas del gobierno». La Federación está definida en cinco principios fundamentales: soberanía, ciudadanía, dignidad de la persona, los valores sociales del trabajo y de la libre iniciativa, y el pluralismo político. La clásica división del poder en tres —ejecutivo, legislativo, y judicial— está establecida oficialmente por la constitución. El ejecutivo y el legislativo están organizados de forma independiente en las tres esferas del gobierno, en tanto que el judicial solo está organizado a nivel federal y en las esferas estatal y del Distrito Federal.
Todos los miembros del poder ejecutivo y del legislativo son elegidos directamente. Los jueces y otros funcionarios judiciales son nombrados tras aprobar un examen de admisión. El voto es obligatorio para los ciudadanos alfabetizados entre 18 y 70 años, y es facultativo para analfabetos y aquellos con 16 a 18 años de edad o con más de 70 años.

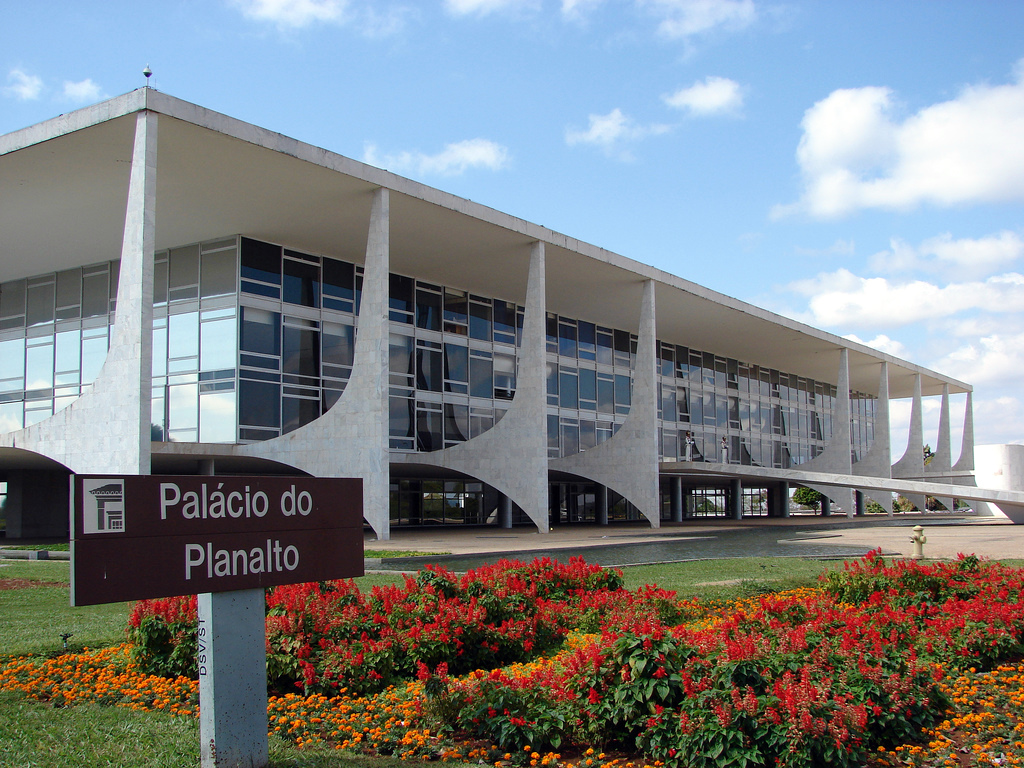
Palácio do Planalto, sede del poder ejecutivo.

Brasil es una república democrática con un sistema presidencial. El presidente es el jefe de Estado y el jefe de Gobierno de la Unión, y es elegido para un mandato de cuatro años, con la posibilidad de reelegirse para un segundo mandato consecutivo. También es el responsable del nombramiento de los ministros de Estado, que lo ayudan en el gobierno. El actual mandatario del país es el presidente Lula da Silva desde el 1 de enero de 2023.
Las sedes legislativas de cada entidad política son las principales fuentes del Derecho en Brasil. El Congreso Nacional es la legislatura bicameral de la Federación, compuesto por la Cámara de Diputados y por el Senado Federal. Las autoridades judiciales solo ejercen funciones jurisdiccionales, casi exclusivamente.
Quince partidos políticos están representados en el Congreso, esto se debe a que es común que los políticos cambien de partido y, de esta forma, la proporción de asientos parlamentarios ocupados por los partidos cambia regularmente. Junto con varios partidos menores, cuatro partidos políticos se destacan en las elecciones: el Partido de los Trabajadores (PT), el Partido de la Social Democracia Brasileña (PSDB), el Partido del Movimiento Democrático Brasileño (PMDB) y el Unión Brasil (UNIÃO). Casi todas las funciones gubernamentales y administrativas son ejercidas por autoridades y agencias del poder ejecutivo.

### Derecho

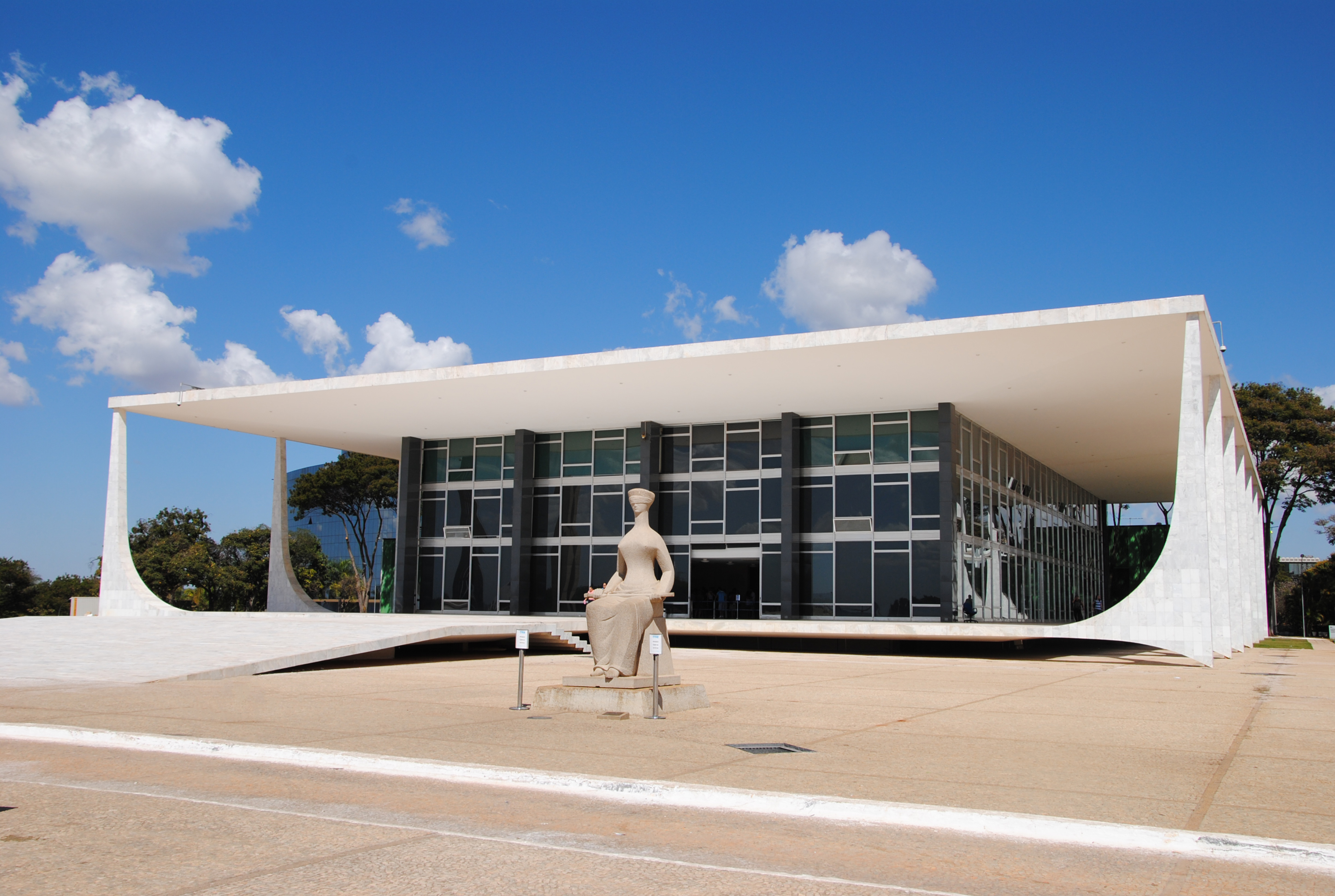
Edificio del Supremo Tribunal Federal, sede del poder judicial.

El derecho brasileño está basado en la tradición jurídica del Derecho continental. Así, los conceptos de derecho civil prevalecen sobre las prácticas del derecho anglosajón. La mayor parte de la legislación brasileña está codificada, a pesar de que las leyes no codificadas son una parte significativa del sistema, desempeñando un papel complementario. Las obras de doctrina, de juristas o académicos, tienen una fuerte influencia en la creación de leyes y en procesos judiciales. El sistema jurídico tiene como norma primordial a la Constitución Federal, que fue promulgada el 5 de octubre de 1988 y es la Ley Fundamental del país. Todos las demás normas legales y las resoluciones de los tribunales deben corresponder a sus principios. Los estados tienen sus propias constituciones, que no deben estar en contradicción con la Constitución Federal. Por su parte, los municipios y el Distrito Federal no tienen constituciones propias, sino leyes orgánicas. Las entidades legislativas son la principal fuente de las leyes, aunque, en determinadas cuestiones, organismos de los poderes judicial y ejecutivo pueden dictar normas jurídicas.
La administración de justicia corresponde a las entidades del poder judicial, aunque la Constitución Federal permite que el Senado Federal intervenga en las decisiones jurídicas en ocasiones muy especiales. También existen jurisdicciones especializadas como el tribunal militar, el tribunal del trabajo y el tribunal electoral. El tribunal más alto es el Supremo Tribunal Federal. Durante las últimas décadas, este sistema ha sido criticado debido a la lentitud con la que se emiten las resoluciones: los procesos judiciales pueden tomar varios años en resolverse y, en algunos casos, pasa más de una década antes de que se dicten las sentencias definitivas.

### Relaciones exteriores

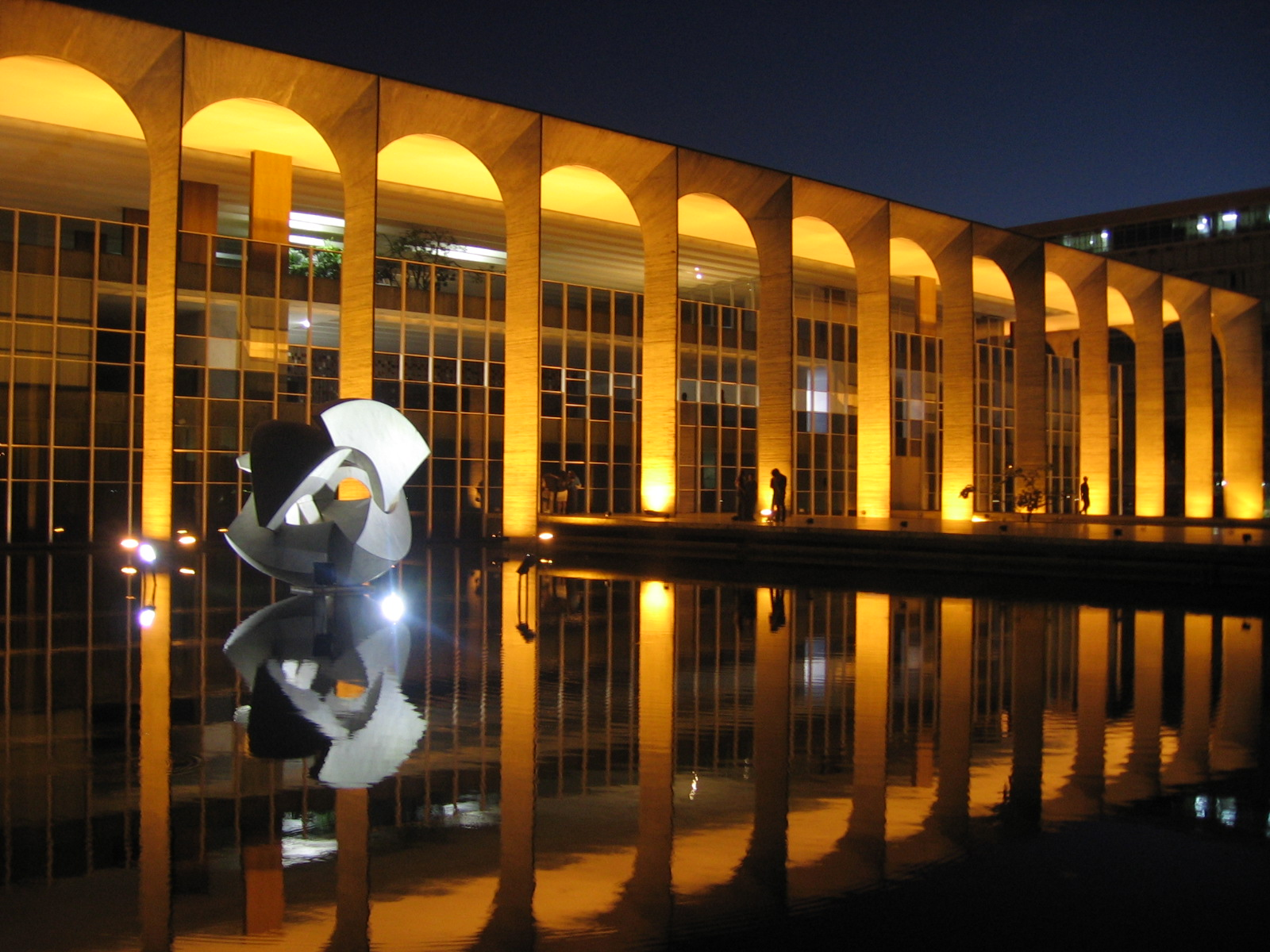
Palácio Itamaraty, sede del Ministerio de Relaciones Exteriores.

Aunque problemas sociales y económicos impiden que Brasil ejerza un poder global efectivo, el país es un líder político y económico en América Latina. Sin embargo, esta afirmación es parcialmente rechazada por otros países, como Argentina y México, que se oponen al objetivo brasileño de obtener un lugar permanente como representante de la región en el Consejo de Seguridad de las Naciones Unidas. Entre la Segunda Guerra Mundial y la década de 1990, los gobiernos democráticos y militares procuraron expandir la influencia de Brasil en el mundo, siguiendo una política exterior industrial e independiente. Actualmente, el país tiene como objetivo reforzar sus lazos con otros países de América del Sur y ejercer una diplomacia multilateral, a través de organizaciones como las Naciones Unidas y la Organización de los Estados Americanos.
La política exterior vigente de Brasil está basada en la posición del país como potencia regional en América Latina, un líder entre los países en vías de desarrollo y una de las superpotencias emergentes. Brasil también se ha convertido en un importante donante de ayuda al desarrollo a nivel internacional. Su actividad se concentraba especialmente en África a comienzos del siglo XX, donde destinaba más del 60 % de su ayuda; sin embargo, tras la crisis económica de 2014, el gobierno de Dilma Rousseff llevó a cabo un giro en esta política, dedicando más ayuda a la región iberoamericana. En África, su relación es destacadamente intensa con los países de habla portuguesa, los cuales reciben más del 80 % de la ayuda brasileña en el continente. En general, la política exterior brasileña se ha reflejado en el multilateralismo, la resolución de disputas de forma pacífica y la no intervención en los asuntos de otros países. La Constitución también determina que el país debe buscar una integración económica, política, social y cultural con las naciones latinoamericanas.

### Fuerzas armadas

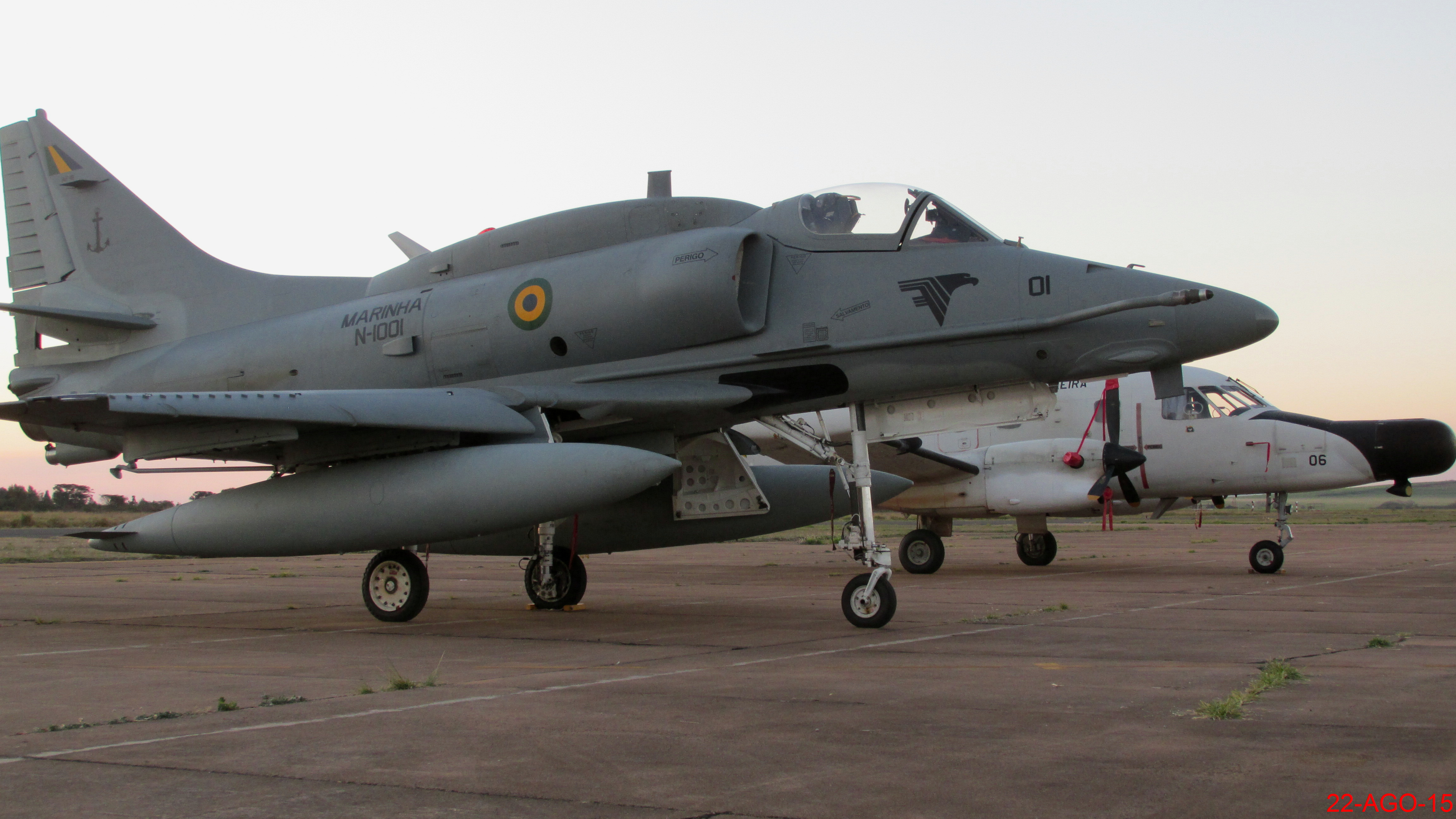
Un caza Douglas A-4 Skyhawk de la Armada Brasileña.

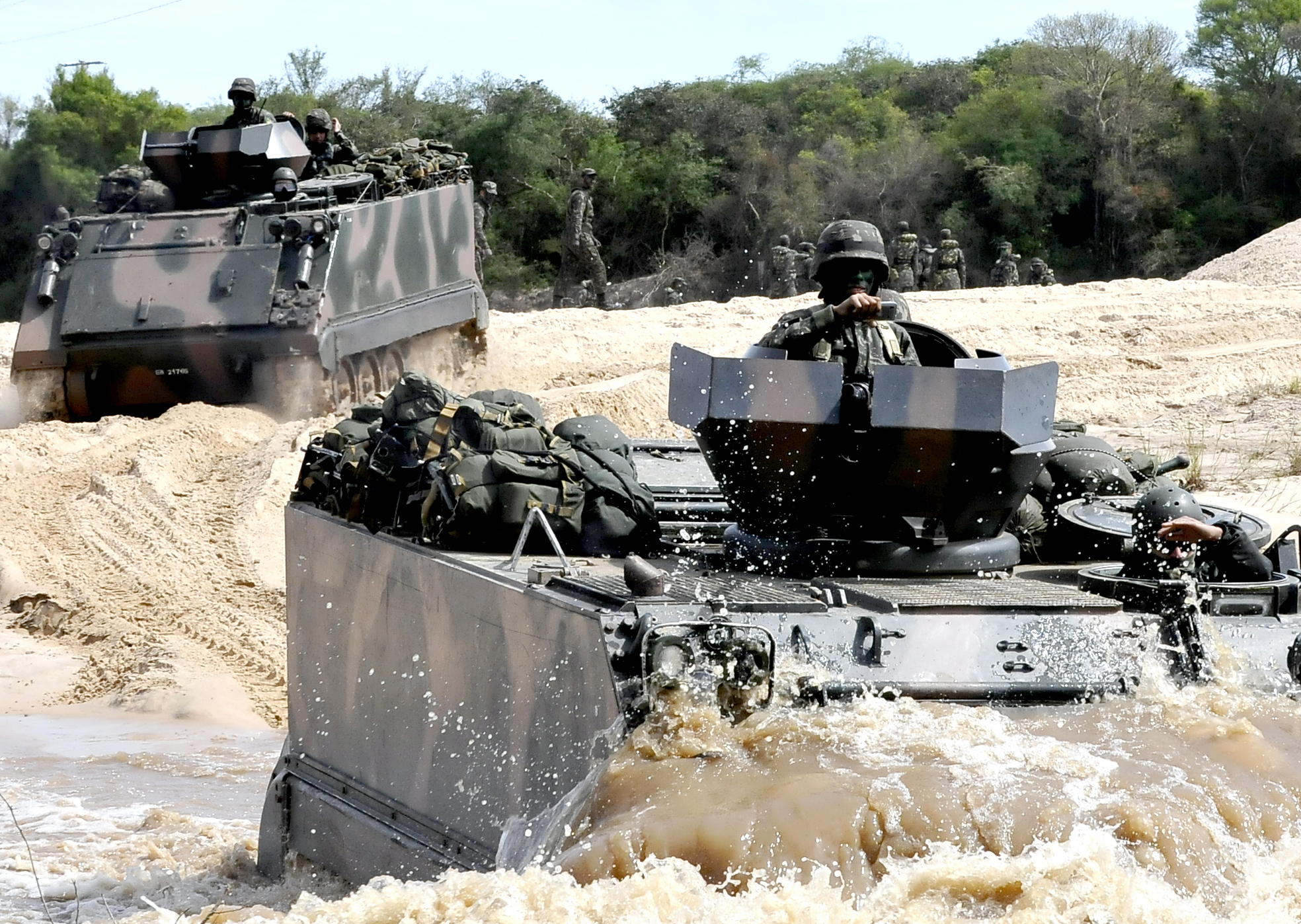
Ejército con vehículos blindados M113 en Río Grande del Sur.

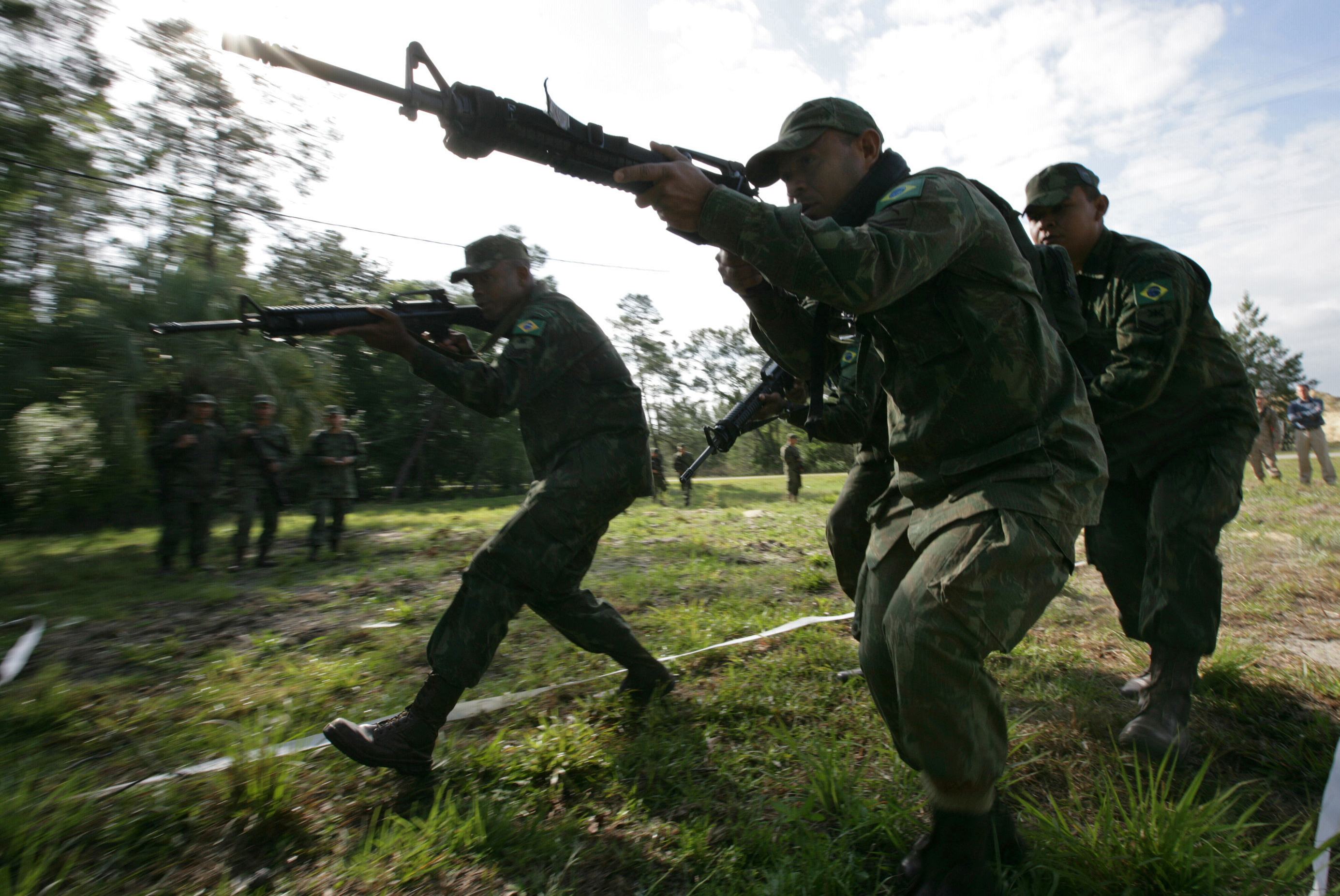
Infantería de la Marina en entrenamiento de pista.

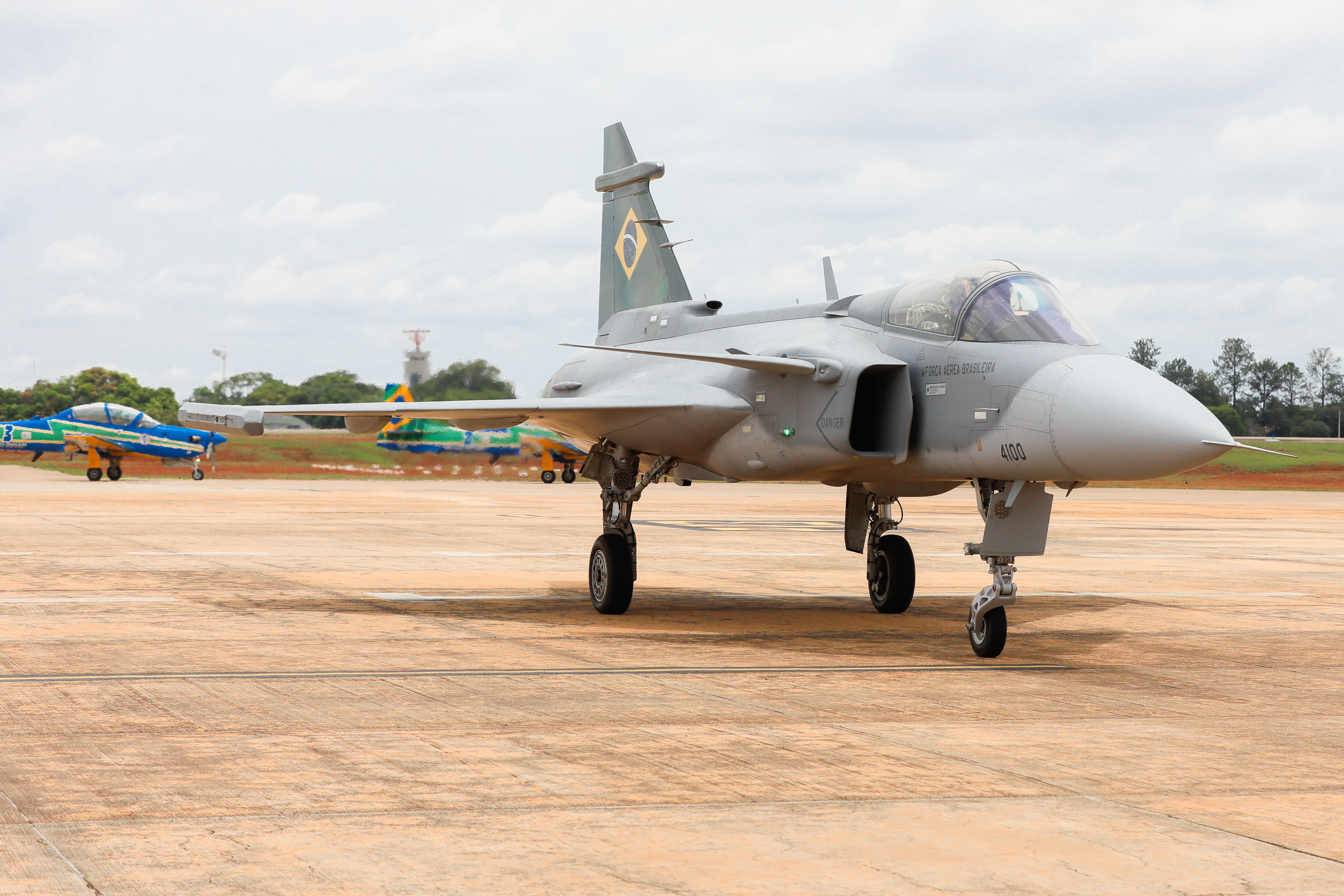
Aeronave Gripen NG de la Fuerza Aérea Brasileña.

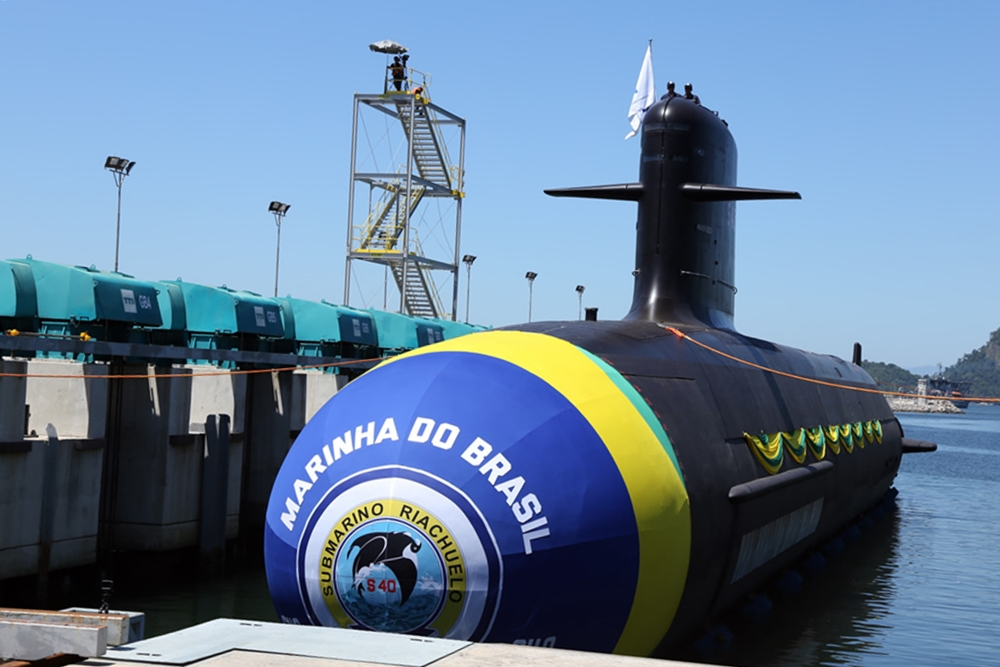
S40 Riachuelo.

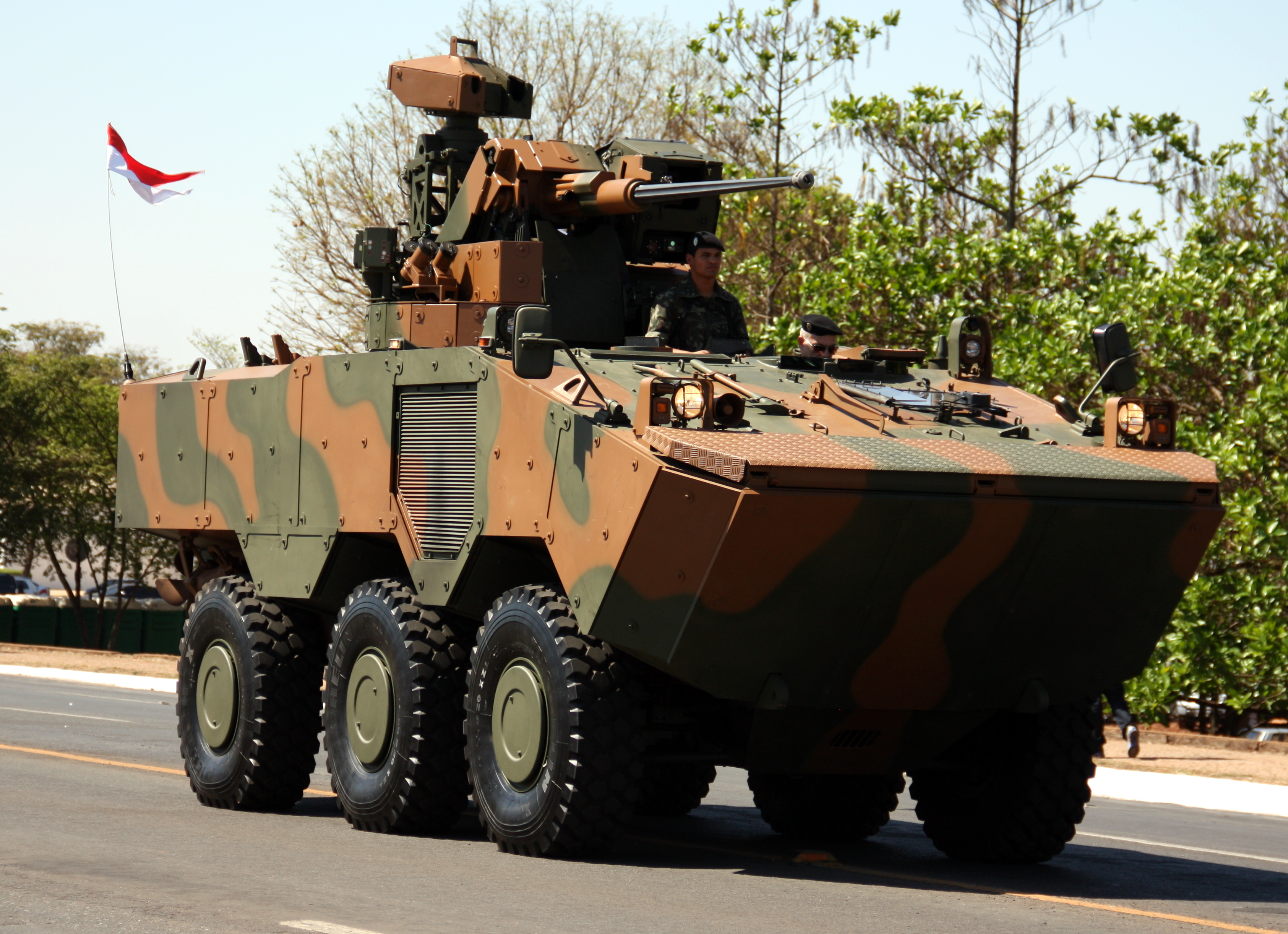
VBTP-MR Guarani.

Las Fuerzas Armadas de Brasil comprenden el Ejército Brasileño, la Marina de Brasil y la Fuerza Aérea Brasileña son la mayor fuerza militar de América Latina, la segunda más grande de toda América y también una de las fuerzas armadas mejor preparadas del mundo. El país fue considerado la novena potencia militar más grande del planeta en 2021. Han participado en la 2.ª Guerra Mundial y en misiones de paz bajo mandato de la ONU.
A diferencia de las demás fuerzas armadas de Latinoamérica, una parte expresiva del material de defensa brasileño es fabricado localmente a través de industrias como Embraer, Avibras, AMRJ y otros que, además, son exportados también para otros países, los ingresos de la Base Industrial de Defensa (BID) con exportaciones llegan a US $ 1 700 millones al 2021.
Son hechos en el país las fragatas Clase Niterói, submarinos Clase Tupi y Clase Riachuelo, aviones de transporte como el Embraer C-390 Millennium, entrenamiento Embraer EMB 314 Super Tucano y combate A-1 AMX. También material de tierra como el Fusil IMBEL IA2, blindados VBTP-MR Guarani, lanzacohetes Astros II además de municiones como bombas, misiles y cohetes.
Las policías militares estatales y los cuerpos de bomberos militares son descritos por la Constitución como fuerzas auxiliares y reservas del ejército, aunque se encuentran bajo el control de los gobiernos estatales. La Fuerza Aérea Brasileña es la división de guerra aérea de las Fuerzas Armadas Brasileñas, la mayor fuerza aérea de América Latina, y cuenta con cerca de 700 aviones tripulados en servicio y un personal de cerca de 67 000 militares.
La Marina de Brasil es responsable de las operaciones navales y de la seguridad de las aguas territoriales brasileñas. Es el componente más antiguo de las Fuerzas Armadas y posee la mayor cantidad de fusileros navales de América Latina, estimado en 15 000 hombres, que forman el Batallón de Operaciones Especiales de Fusileros Navales. La Marina de Brasil también posee un grupo de élite especializado en recuperar navíos e instalaciones navales, el Agrupamiento de Buzos de Combate, una unidad especialmente entrenada para proteger las plataformas petrolíferas brasileñas a lo largo de su costa. Es la última armada de América Latina en la que operó un portaaviones, el NAe São Paulo (A-12), en una época en que solo diez marinas del mundo operaban tal tipo de navío.
El Ejército Brasileño se encarga de las operaciones militares por tierra y posee el mayor número de efectivos en Latinoamérica, de cerca de 290 000 soldados. También tiene la mayor cantidad de vehículos blindados de Sudamérica, incluidos los vehículos blindados para transporte de tropas y los carros de combate principales. El ejército cuenta con una gran unidad de élite especializada en misiones no convencionales, la Brigada de Operaciones Especiales, única en Latinoamérica, además de una Fuerza de Acción Rápida Estratégica, formada por unidades altamente movilizables y preparadas (la Brigada de Operaciones Especiales, la Brigada de Infantería Paracaidista, el 1.er Batallón de Infantería de Selva y la 12.ª Brigada de Infantería Ligera) para actuar rápidamente en cualquier parte del territorio nacional, en caso de una agresión externa. Además de las anteriores, también se encuentran las unidades especialistas en combates en cada uno de los biomas característicos del territorio brasileño. Las unidades de la selva son de renombre internacional, reconocidas como las mejores unidades de combate en ese ambiente en el mundo. Están formadas por indígenas de la región amazónica y por militares oriundos de otras regiones, profesionales especialistas en la guerra en la selva. Finalmente, como en Brasil se adoptó el servicio militar obligatorio, su fuerza militar es una de las más grandes del mundo, con una fuerza calculada en más de 1 600 000 hombres en edad de reserva por año.

### Derechos humanos
En materia de derechos humanos, respecto a la pertenencia a los siete organismos de la Carta Internacional de Derechos Humanos, que incluyen al Comité de Derechos Humanos (HRC), Brasil ha firmado o ratificado:
| Brasil | Tratados internacionales | Tratados internacionales | Tratados internacionales | Tratados internacionales    | Tratados internacionales | Tratados internacionales    | Tratados internacionales | Tratados internacionales | Tratados internacionales | Tratados internacionales    | Tratados internacionales | Tratados internacionales  | Tratados internacionales  | Tratados internacionales    | Tratados internacionales | Tratados internacionales | Tratados internacionales | Tratados internacionales |
| --- | --- | ------------------------ | --- | --------------------------- | ------------------------ | --------------------------- | ------------------------ | ------------------------ | ------------------------ | --------------------------- | ------------------------ | ------------------------- | ------------------------- | --------------------------- | ------------------------ | ------------------------ | ------------------------ | ------------------------ |
| Brasil | CESCR | CESCR                    | CCPR | CCPR                        | CCPR                     | CERD                        | CED                      | CEDAW                    | CEDAW                    | CAT                         | CAT                      | CRC                       | CRC                       | CRC                         | CRC                      | MWC                      | CRPD                     | CRPD                     |
| Brasil | CESCR | CESCR-OP                 | CCPR | CCPR-OP1                    | CCPR-OP2-DP              | CERD                        | CED                      | CEDAW                    | CEDAW-OP                 | CAT                         | CAT-OP                   | CRC                       | CRC-OP-AC                 | CRC-OP-SC                   | CRC-OP-CP                | MWC                      | CRPD                     | CRPD-OP                  |
| Pertenencia | Brasil ha reconocido la competencia de recibir y procesar comunicaciones individuales por parte de los órganos competentes. | Sin información.         | Brasil ha reconocido la competencia de recibir y procesar comunicaciones individuales por parte de los órganos competentes. | Firmado pero no ratificado. | Firmado y ratificado.    | Firmado pero no ratificado. | Sin información.         | Sin información.         | Firmado y ratificado.    | Firmado pero no ratificado. | Sin información.         | Ni firmado ni ratificado. | Ni firmado ni ratificado. | Firmado pero no ratificado. | Sin información.         | Firmado y ratificado.    | Firmado y ratificado.    | Firmado y ratificado.    |
| Firmado y ratificado, firmado, pero no ratificado, ni firmado ni ratificado, sin información, ha accedido a firmar y ratificar el órgano en cuestión, pero también reconoce la competencia de recibir y procesar comunicaciones individuales por parte de los órganos competentes. | |                          | |                             |                          |                             |                          |                          |                          |                             |                          |                           |                           |                             |                          |                          |                          |                          |

## Organización territorial
Brasil es una federación constituida por la unión indisoluble de 26 Estados miembros, un Distrito Federal y los municipios. Los estados y municipios poseen la naturaleza de una persona jurídica de derecho público, por lo tanto, como cualquier persona en el territorio nacional (ciudadano o extranjero), tiene derechos y obligaciones establecidos por la Constitución de 1988. Los estados y municipios se caracterizan por tener autogestión, autogobierno y autoorganización, es decir, eligen a sus líderes y representantes políticos y administran sus asuntos públicos sin interferencia de otros municipios, estados o de la Unión. Para permitir la autogestión, la Constitución Federal define qué impuestos recauda cada unidad de la federación, así como la manera en que se pueden distribuir entre ellos. Los estados y municipios, atendiendo al deseo de su población expresado mediante el voto, pueden dividirse o unirse; sin embargo, la Constitución no les otorga el derecho a independizarse de la Unión.
Los estados de la federación están agrupados en cinco regiones geográficas: Centro-Oeste, Nordeste, Norte, Sudeste y Sur. Esta división tiene un carácter legal y fue propuesta, en primera instancia, por el Instituto Brasileño de Geografía y Estadística (IBGE) en 1969. Además de la proximidad territorial, el IBGE tomó en cuenta otros aspectos naturales para la división del país, tales como el clima, relieve, vegetación e hidrografía; por esa razón, las regiones también son conocidas como las «regiones naturales de Brasil». Las regiones, como son definidas por la ley, no poseen personalidad jurídica propia y los ciudadanos tampoco eligen representantes de cada región. En consecuencia, no existe ningún tipo de autonomía política de las regiones brasileñas como la existente en otros países.
Las unidades federativas son entidades subnacionales autónomas (autogobierno, autolegislación y autorrecaudación) dotadas de gobierno y constituciones propias que juntas conforman la República Federativa de Brasil. Actualmente el país está dividido política y administrativamente en 27 unidades federativas: 26 estados y un Distrito Federal. El poder ejecutivo es ejercido por un gobernador elegido cada cuatro años. El poder judicial se ejerce por los tribunales estatales de primera y segunda instancia que velan por la administración de la justicia. El Distrito Federal tiene características comunes a los estados y municipios, aunque al contrario de los Estados miembros, no puede ser dividido en municipios. Por otro lado, puede recaudar impuestos tanto a nivel estatal como a nivel municipal.

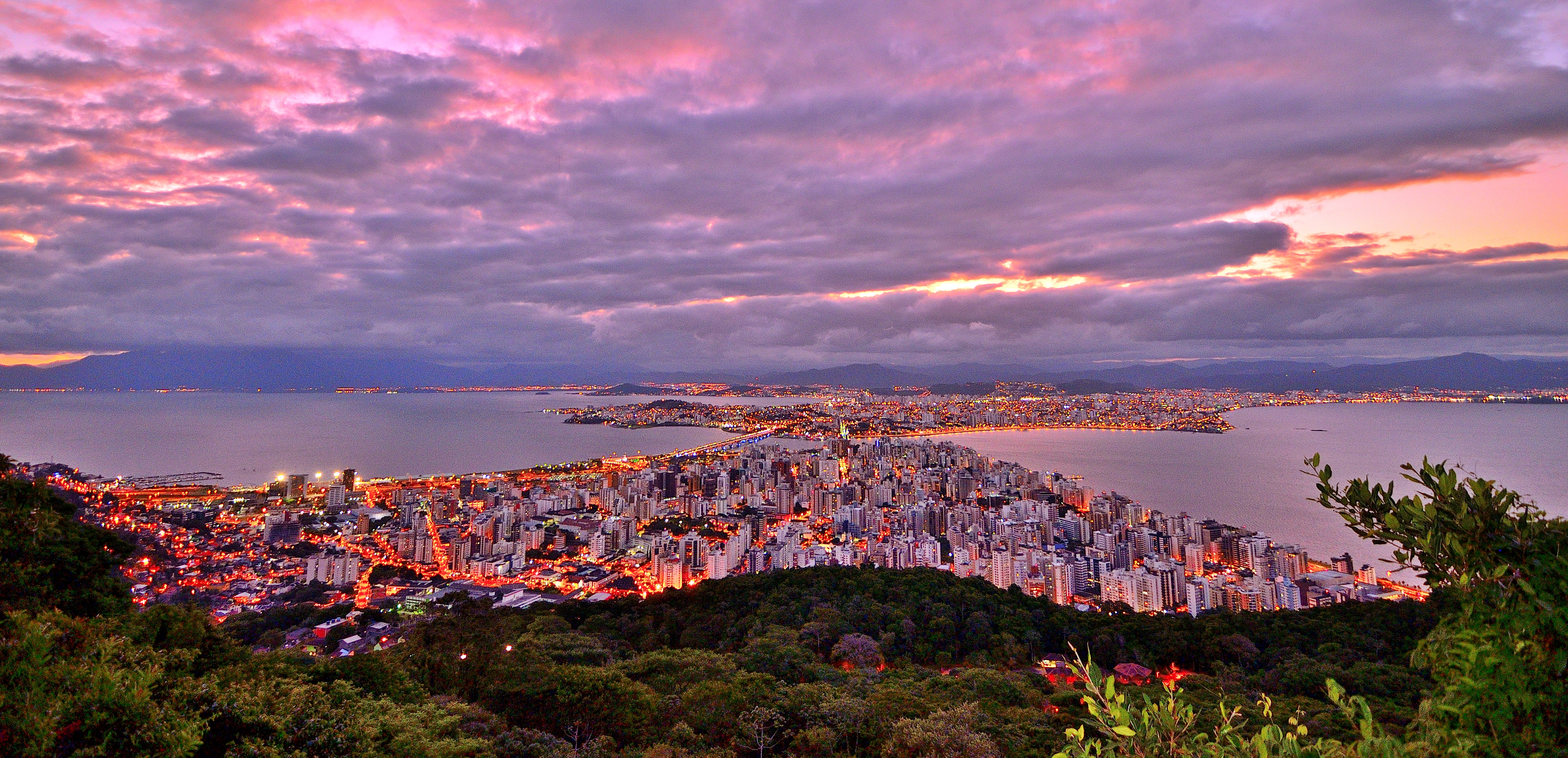
Ciudad de Florianópolis en el sur de Brasil

Los municipios son una circunscripción territorial dotada de personalidad jurídica y con cierta autonomía administrativa. Son las unidades autónomas más pequeñas de la Federación y cada uno de ellos tiene su propia Ley Orgánica que define su organización política, aunque está limitada por la Constitución Federal. Hay cerca de 5565 municipios en todo el territorio nacional, algunos con una población mayor que la de varios países del mundo (São Paulo cuenta con cerca de 11 millones de habitantes) y otros con menos de mil habitantes; mientras que algunos abarcan un área mayor que varios países (Altamira, en Pará, es casi dos veces mayor que Portugal), otros tienen menos de 4 km²).
La zona económica exclusiva de Brasil, también llamada la «Amazonia azul», son las aguas territoriales brasileñas que ocupan un área de aproximadamente 3,5 millones km², aunque podría ser ampliada a 4,4 millones km² en respuesta a la reivindicación brasileña sobre la Comisión de Límites de las Naciones Unidas, que propone prolongar la plataforma continental en 900 000 km² de suelo y subsuelo marinos que el país podrá explotar.

## Geografía

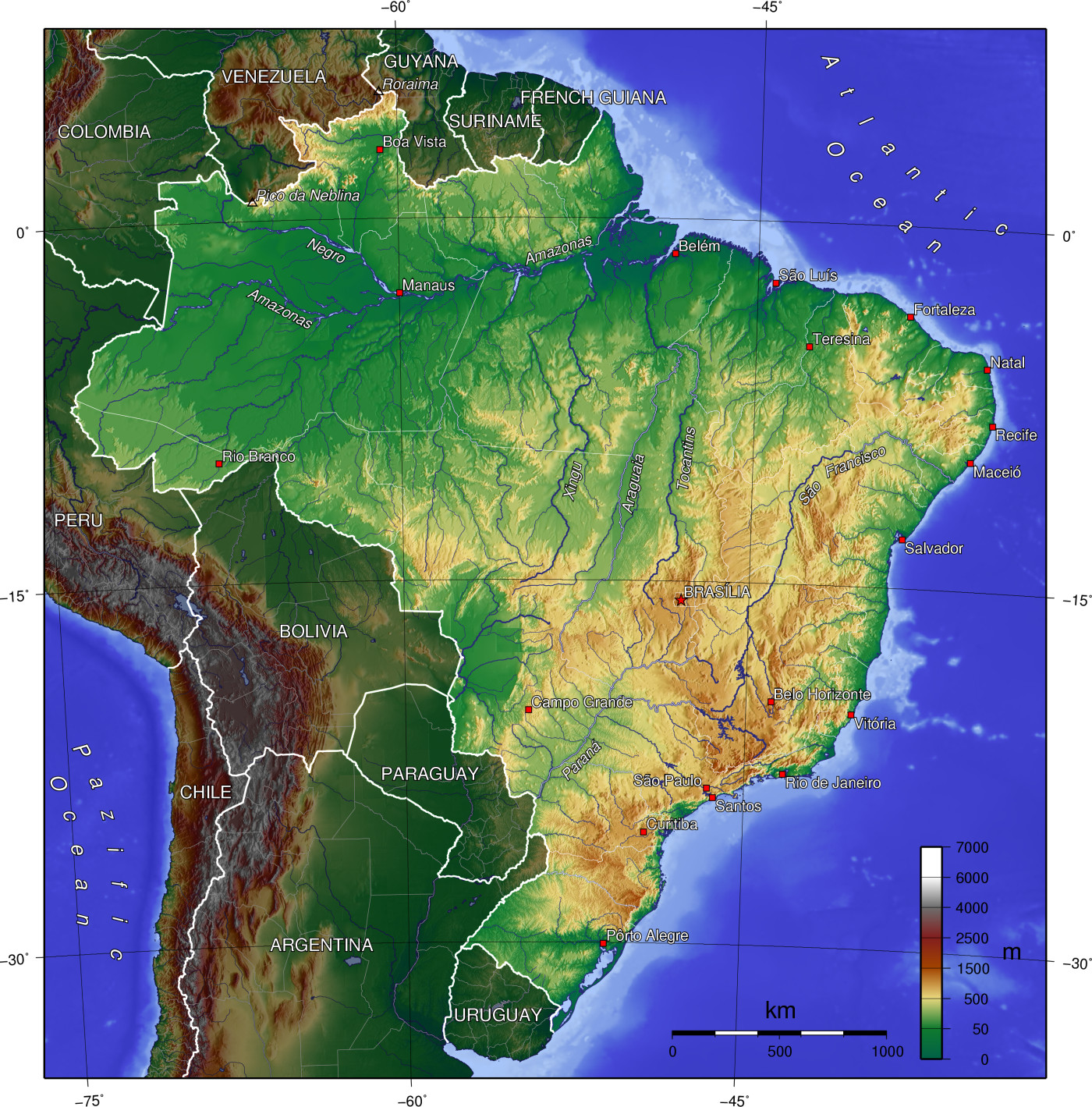
Mapa topográfico de Brasil.

El territorio brasileño es atravesado por dos líneas geográficas imaginarias: el ecuador, que pasa por la desembocadura del Amazonas, y el trópico de Capricornio, que cruza por la ciudad de São Paulo. El país ocupa un área vasta a lo largo de la costa este de América del Sur y abarca gran parte del interior del continente, compartiendo fronteras terrestres con Uruguay al sur; Argentina y Paraguay al suroeste; Bolivia y Perú al oeste; Colombia al noroeste y Venezuela, Surinam, Guyana y Guayana Francesa al norte. De esta forma, tiene una frontera en común con todos los países de Sudamérica, con excepción de Ecuador y Chile. Además tiene una de las 10 fronteras terrestres más larga y extensas del mundo que comparte con Bolivia. El territorio brasileño también engloba una serie de archipiélagos, como Fernando de Noronha, el Atolón de las Rocas, San Pedro y San Pablo y Trinidad y Martín Vaz. El tamaño, relieve, clima y recursos naturales hacen de Brasil un país geográficamente diverso.

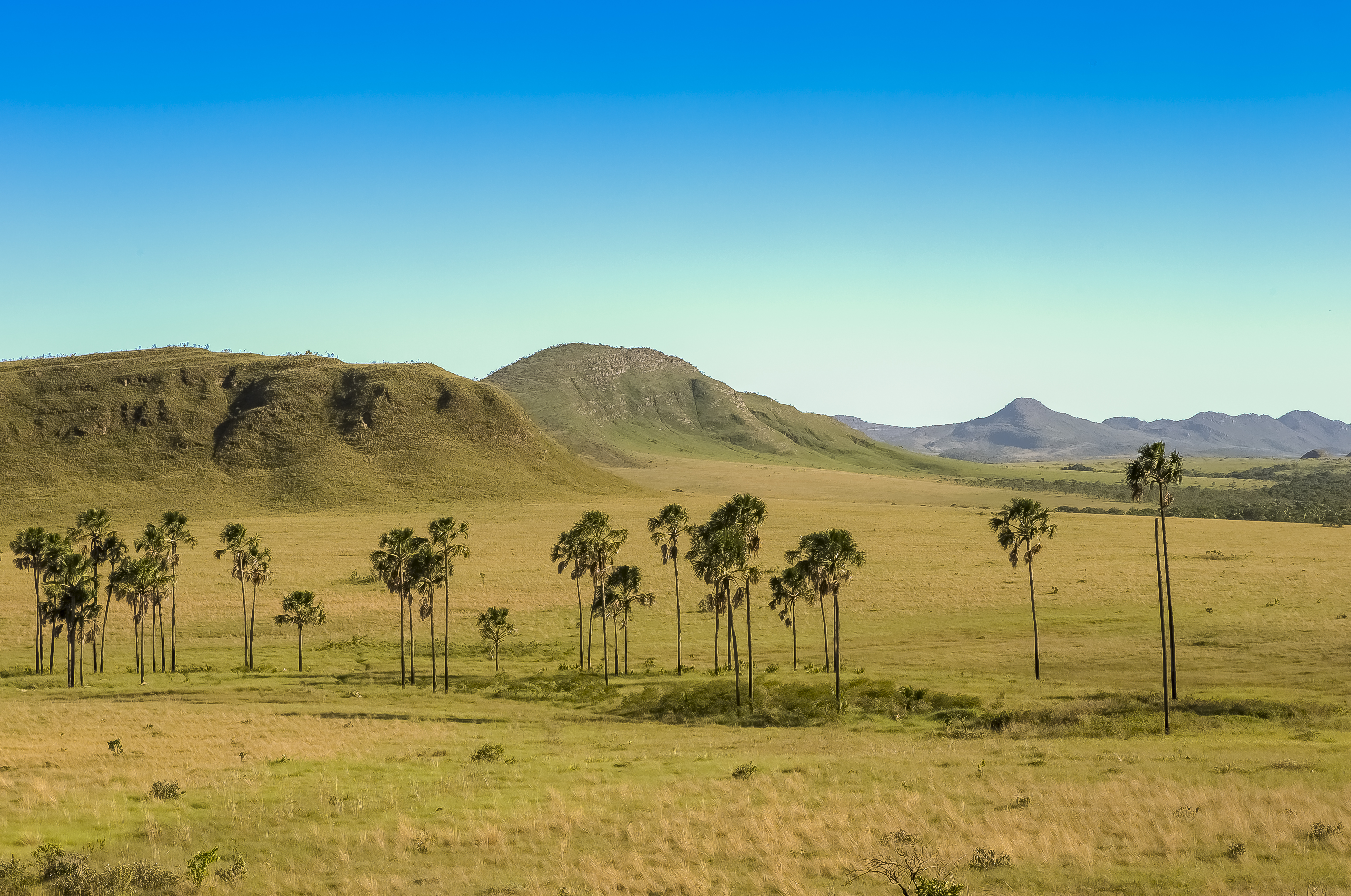
Chapada dos Veadeiros, Goiás.

Brasil es el quinto país más grande del mundo, después de Rusia, Canadá, China y Estados Unidos, además de ser el tercero más grande de América, con una superficie total de 8 515 770 km², incluyendo 157 630 km² de agua. Su territorio abarca cuatro husos horarios, desde UTC-5 en los estados occidentales, a UTC-3 para los estados del este (y la hora oficial de Brasil) y UTC-2 para las islas del Atlántico.

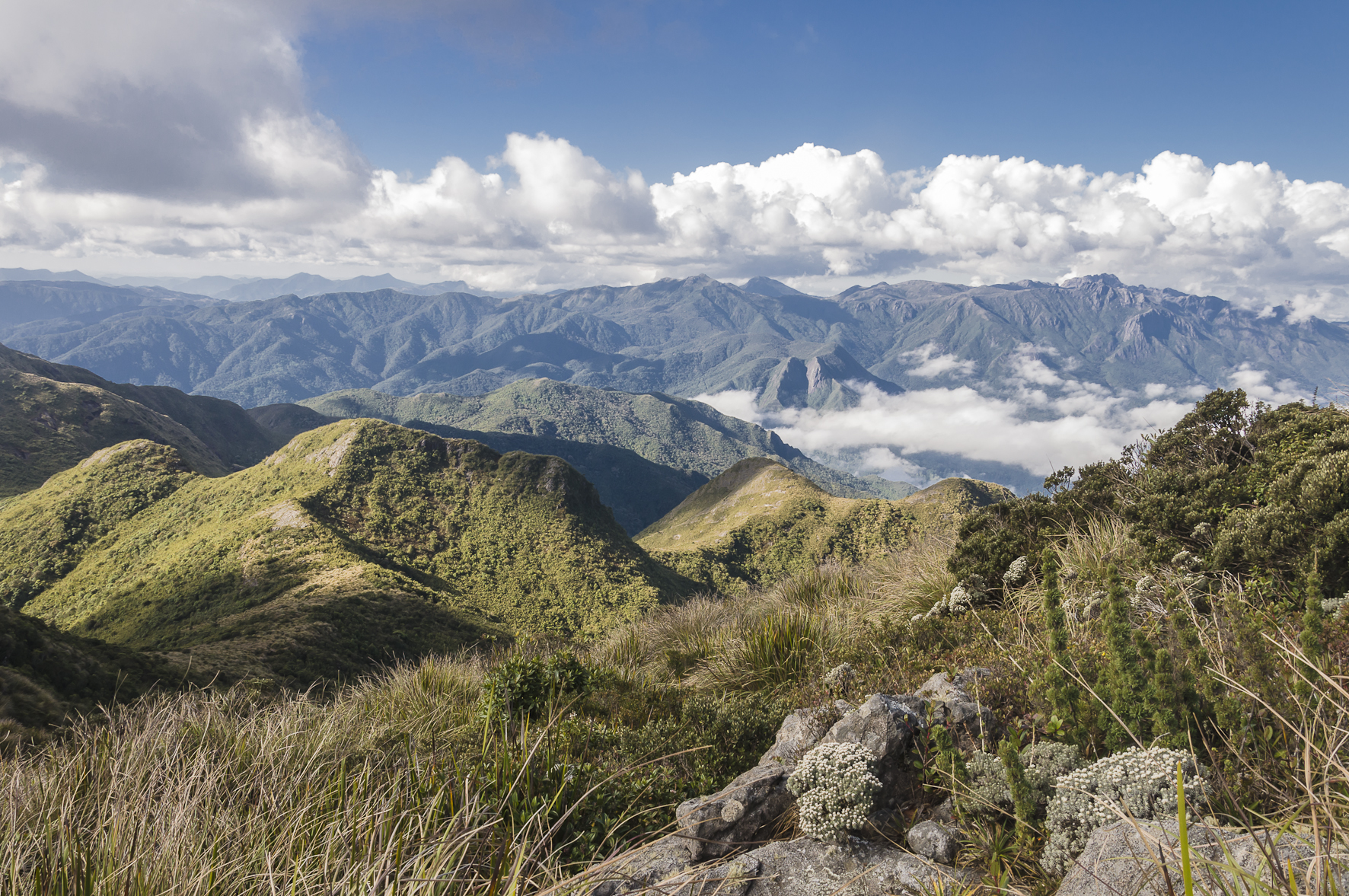
Panorámica de la Sierra de la Mantiqueira, en Minas Gerais.

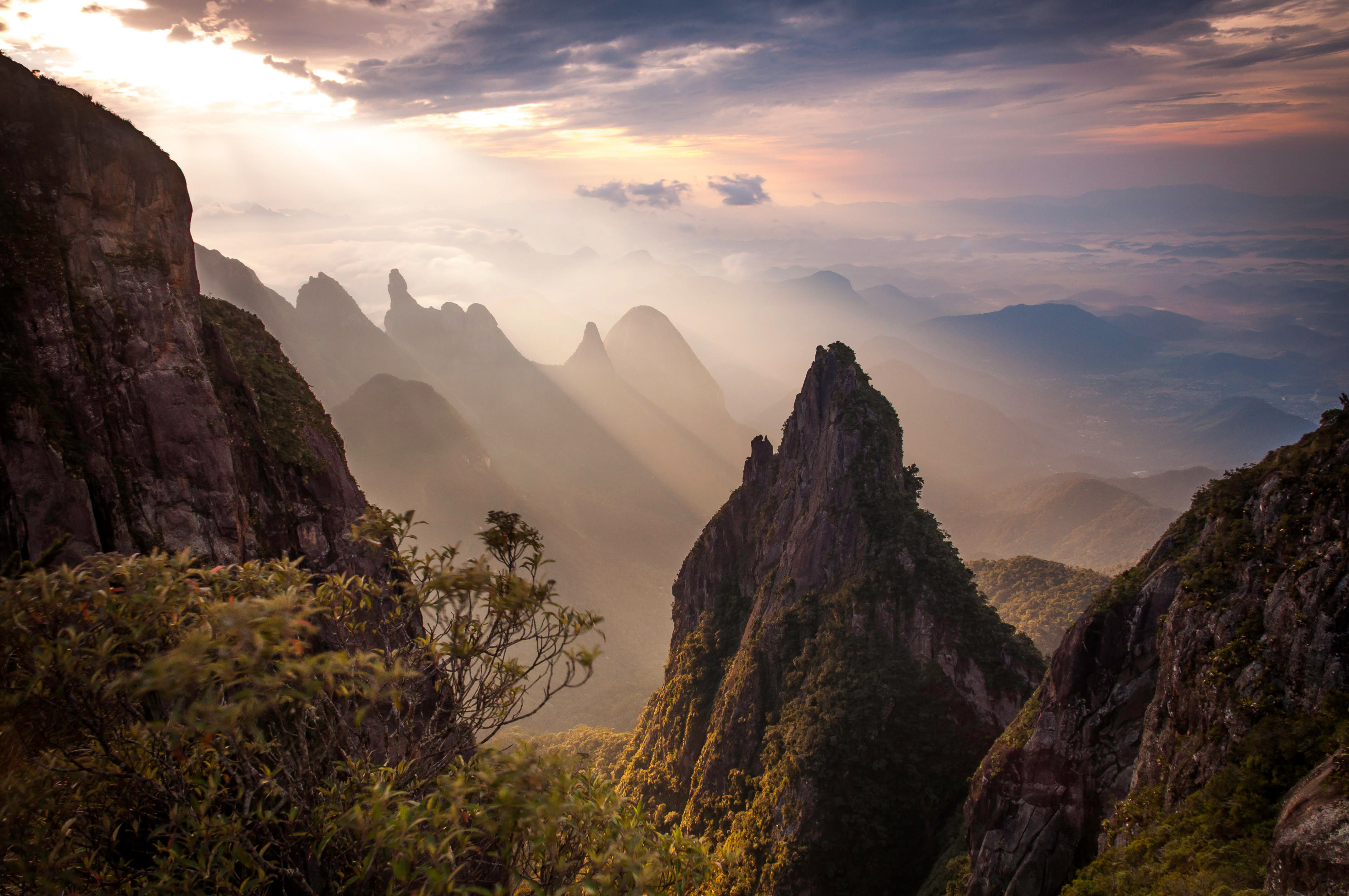
El parque nacional Serra dos Órgãos, Río de Janeiro, que forma parte de la Serra do Mar.

La topografía brasileña también es muy diversa, e incluye varias colinas, montañas, planicies, mesetas y cerros. Gran parte del terreno se sitúa a una altitud de entre 200 a 800 m s. n. m. La mayor parte de las tierras altas se ubican principalmente en la parte sur del país. El noroeste brasileño es una meseta compuesta por un terreno amplio interrumpido por algunos cerros. La región sureste es más accidentada, con una masa compleja de cordilleras y sierras que alcanzan altitudes de más de 1200 m s. n. m. Estos accidentes incluyen la sierra de la Mantiqueira, la sierra del Espinazo y la sierra del Mar. En el norte, el escudo guayanés constituye una fosa de drenaje principal, separando los ríos que corren hacia el sur de la cuenca del Amazonas de los ríos que desembocan en el sistema del río Orinoco, en Venezuela, al norte. El punto más alto en Brasil es el Pico da Neblina, en la frontera con Venezuela, con 2994 m s. n. m.
El país es bañado exclusivamente por el océano Atlántico, un tramo del litoral sudamericano en general poco recortado que va desde el cabo Orange, en el norte, hasta el arroyo Chuy, en el sur, con una longitud de 7491 km —que aumenta hasta los 9198 km si se consideran los salientes y entrantes costeros—; esto lo convierte en el 15.º litoral más largo del mundo. De los 26 estados brasileños nueve no tienen litoral, así como tampoco el Distrito Federal. La mayoría de los 17 estados costeros tienen sus capitales situadas cerca de la costa, salvo Porto Alegre (Río Grande del Sur), Curitiba (Paraná), São Paulo (São Paulo), Teresina (Piauí), Belém (Pará) y Macapá (Amapá). Porto Alegre, Belém y Macapá se encuentran emplazadas cerca de grandes ríos navegables, accesibles por ello desde el litoral.
Brasil cuenta con un sistema denso y complejo de ríos, uno de los más extensos del mundo, con ocho grandes cuencas hidrográficas que drenan en el Atlántico. Los ríos más importantes son el Amazonas —el río más grande del mundo tanto en extensión (6937,08 km) y en términos de volumen de agua (12 500 millones de litros por minuto)- el Paraná —su mayor afluente— el Iguazú —que da origen a las cataratas del Iguazú—, el Negro, San Francisco, Xingú, Madeira y el Tapajós.

### Clima
El clima de Brasil dispone de una amplia variedad de condiciones climáticas en una región grande y con una topografía variada, aunque se puede considerar que la mayor parte del país cuenta con un clima tropical. Según el sistema de Köppen, Brasil cuenta con seis subtipos climáticos principales: ecuatorial, tropical, semiárido, tropical de altitud, templado y subtropical. Las diferentes condiciones climáticas producen ambientes que varían desde el bosque tropical en el norte y las regiones semiáridas del noreste, hasta el bosque templado de coníferas en el sur y las sabanas tropicales del centro. Muchas otras regiones tienen microclimas totalmente diferentes.
El clima ecuatorial es el que predomina en gran parte del norte de Brasil. No existe una estación seca como tal, aunque sí existen algunas variaciones en la cantidad de precipitaciones entre cada periodo del año. La temperatura media es de 25 °C, la cual tiene una mayor variación entre el día y la noche que entre estaciones. Las lluvias en el centro de Brasil son más escasas, característico de un clima de sabana. Esta región es tan extensa como la cuenca del Amazonas, pero con un clima muy diferente, ya que se ubica más hacia el sur y en una altitud inferior. En el nordeste, la diferencia de precipitaciones entre las estaciones son aún más extremas, ya que esta región de clima semiárido generalmente recibe menos de 800 mm lluvia, la mayoría de estas cae en un periodo que abarca tres a cinco meses cada año y, cuando se presenta una menor cantidad de lluvia, se presentan largos periodos de sequía. La «Gran Sequía» de 1877-1878, fue la más grave registrada en el país y provocó la muerte de cerca de medio millón de personas.
Al sur de Bahía, a partir de São Paulo, la distribución de las lluvias cambia, ya que se presentan precipitaciones a lo largo de todo el año. El sur y la región sureste poseen condiciones de clima templado, con inviernos frescos y una temperatura media anual que no supera los 18 °C; las heladas invernales son bastante comunes, así como la caída ocasional de nieve en las áreas más elevadas.

### Cambio climático
El efecto invernadero del exceso de dióxido de carbono y metano hace que la selva amazónica sea más caliente y seca, resultando en más incendios forestales en Brasil. Partes de la selva tropical corren el riesgo de convertirse en sabana.

### Flora, fauna y medio ambiente
La gran extensión territorial de Brasil comprende diferentes ecosistemas, como la Amazonia, reconocida por albergar la mayor diversidad biológica en el mundo, la Mata Atlántica y el Cerrado, que también sustentan una gran biodiversidad, por los cuales Brasil es clasificado como un país megadiverso.
La rica vida silvestre de Brasil refleja la variedad de hábitats naturales. Los científicos estiman que el número total de especies vegetales y animales en Brasil es de aproximadamente cuatro millones. Dentro de los grandes mamíferos brasileños se incluye a pumas, jaguares, ocelotes, zorros vinagre, zorros, coyameles, tapires, osos hormigueros, perezosos, zarigüeyas y armadillos. Los venados son abundantes en el sur y muchas especies de platyrrhini pueden ser encontradas en la selva tropical del Norte. Según datos de 1993, Brasil albergaba entonces 69 de las 244 especies de primates conocidas en el planeta. La preocupación por el medio ambiente creció en respuesta al interés mundial en las cuestiones ambientales.
El patrimonio natural de Brasil está seriamente amenazado por la ganadería, la agricultura, la explotación forestal, la minería, el reasentamiento, la extracción de petróleo y gas natural, la sobrepesca, el comercio de especies salvajes, las presas e infraestructura, la contaminación del agua, el cambio climático, el fuego y las especies invasoras. En muchas áreas del país, el ambiente natural está amenazado por el desarrollo urbano. La construcción de carreteras en medio de la vegetación, tales como la BR-230 y la BR-163, abrieron áreas anteriormente aisladas a la agricultura y al comercio; las presas inundaron valles y hábitats salvajes y las minas crearon cicatrices en la tierra que alteraron el paisaje.
En diciembre de 2016, según estudios de EMBRAPA, la vegetación nativa preservada cubría el 61 % del territorio brasileño. La agricultura ocupaba el 8 % del territorio nacional mientras que los pastos cubrían el 19,7 %.

## Economía

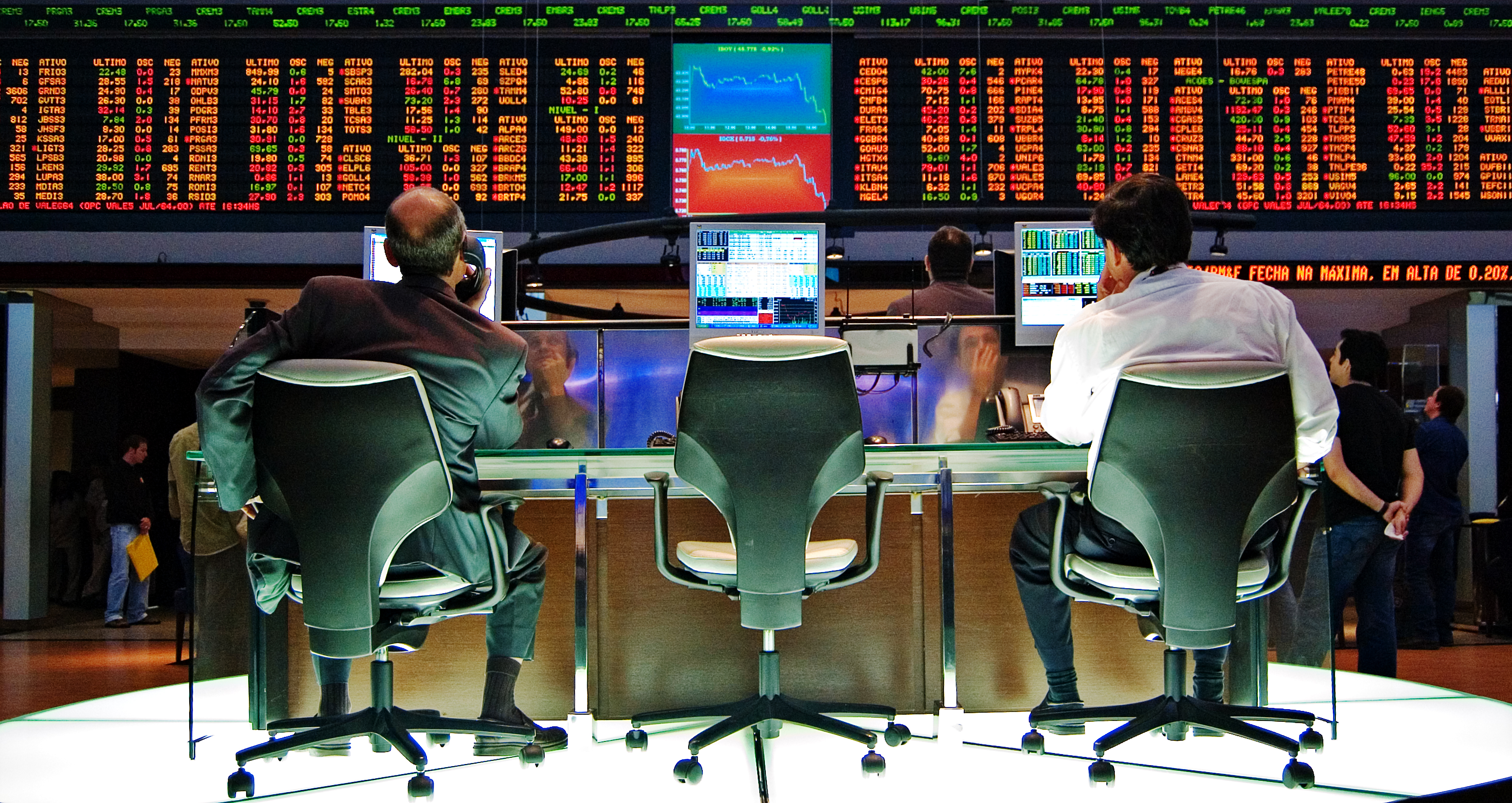
Bolsa de São Paulo, la bolsa de valores más grande en América y la décimo tercera en el mundo.

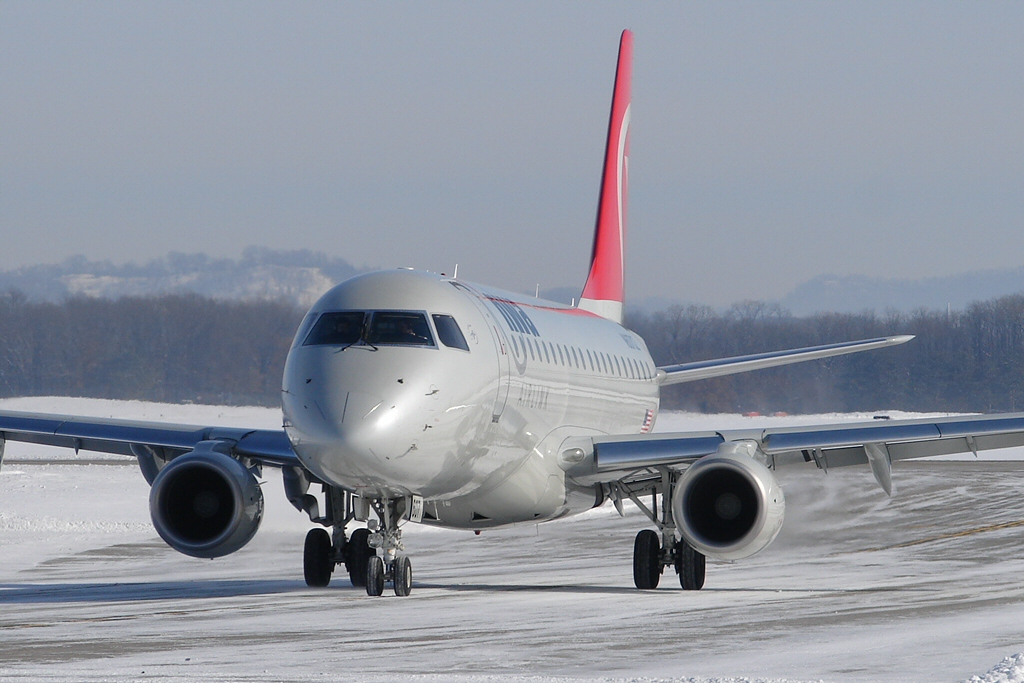
E-190, jet desarrollado por la empresa brasileña Embraer, la más grande en su tipo después de Airbus y Boeing.

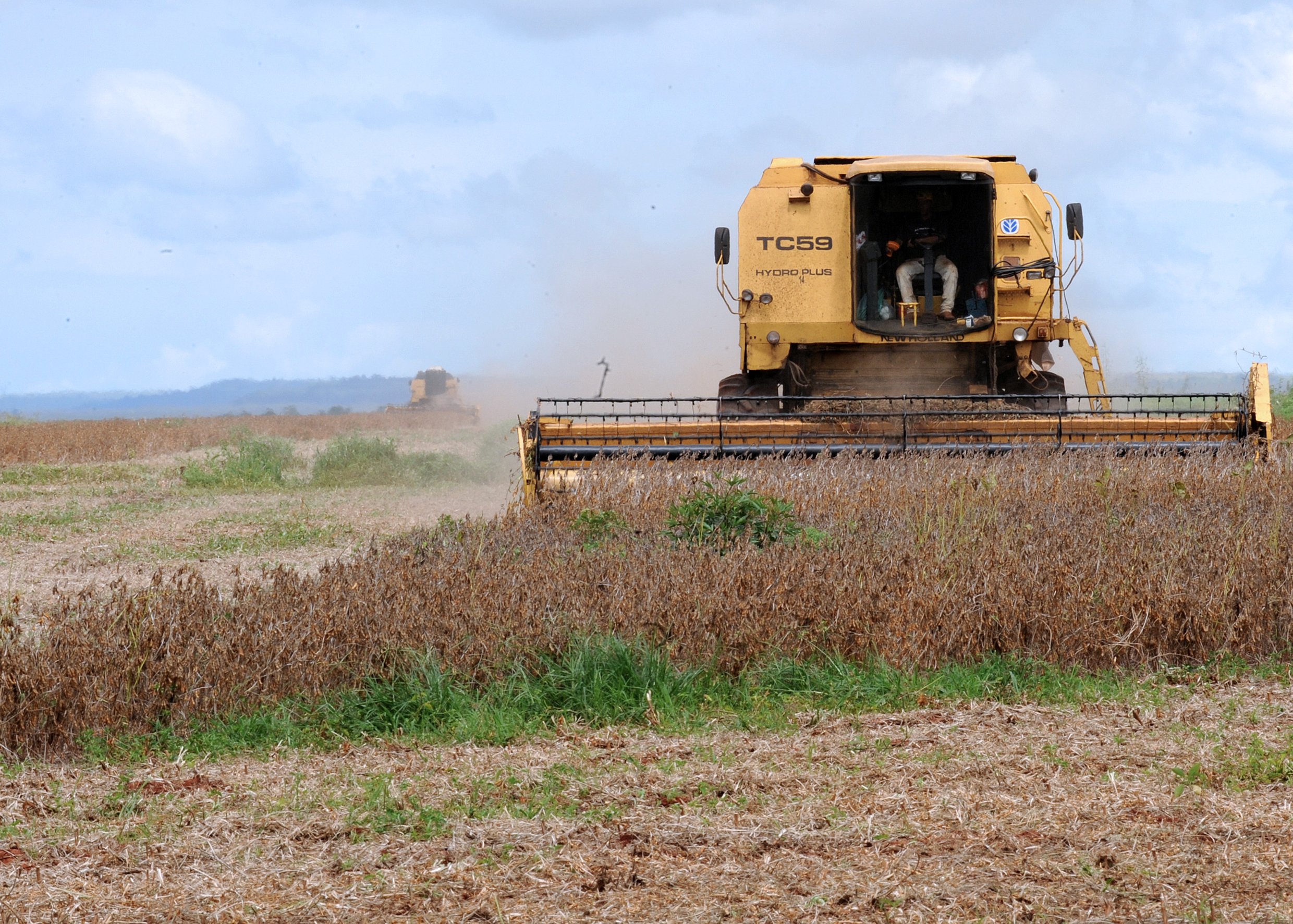
Cultivo de soja en Rondonópolis, Mato Grosso. Brasil es el segundo exportador agrícola más grande del mundo. El país es un importante exportador de soja, maíz, azúcar, café, tabaco, algodón y jugos de frutas, entre otros productos agrícolas.

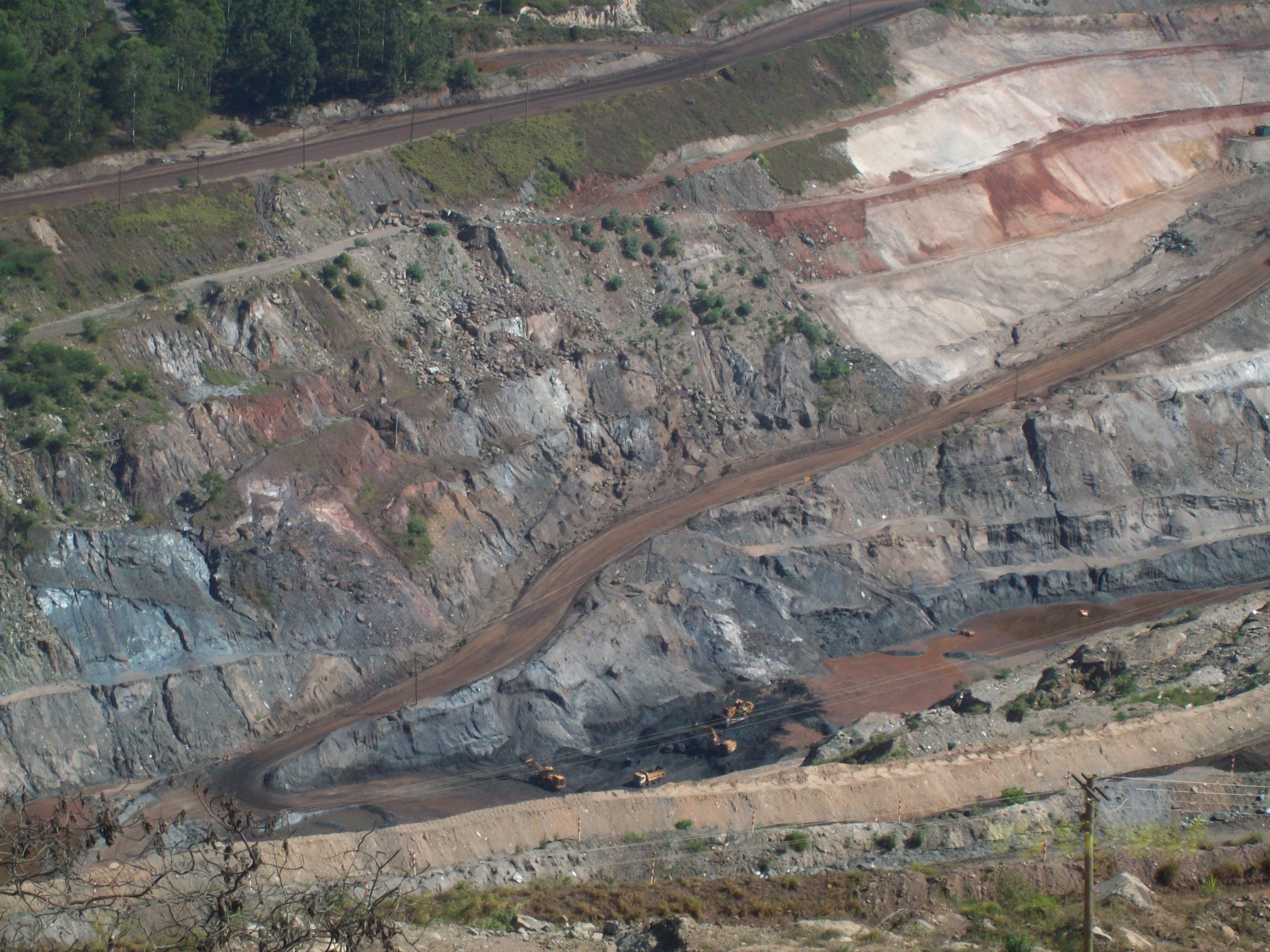
Mina de hierro en Minas Gerais. El país es el segundo productor y exportador mundial de mineral de hierro.

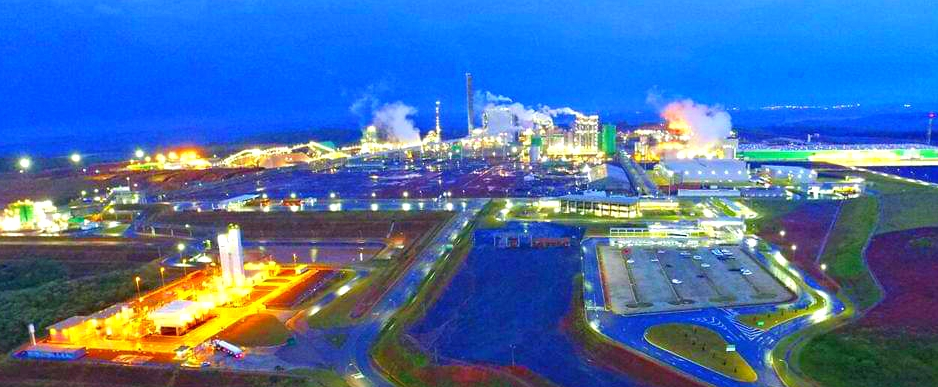
Complejo Klabin en Paraná. Brasil es el segundo mayor productor de celulosa y el octavo mayor productor de papel, siendo un importante exportador de celulosa.

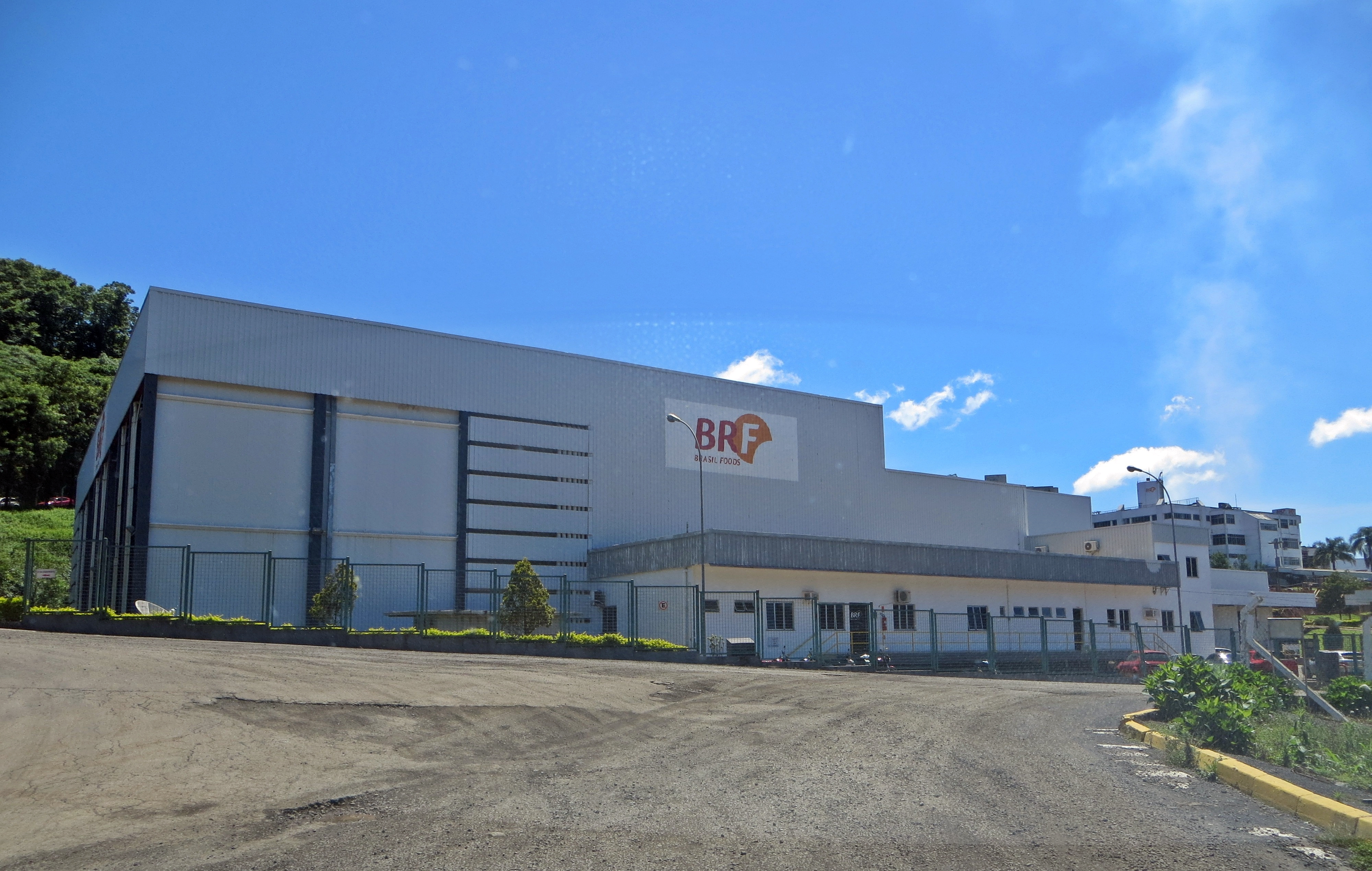
Industria cárnica en Santa Catarina. El país es uno de los 5 principales productores mundiales de carne de res, pollo, cerdo y leche de vaca, siendo un importante exportador de carne.

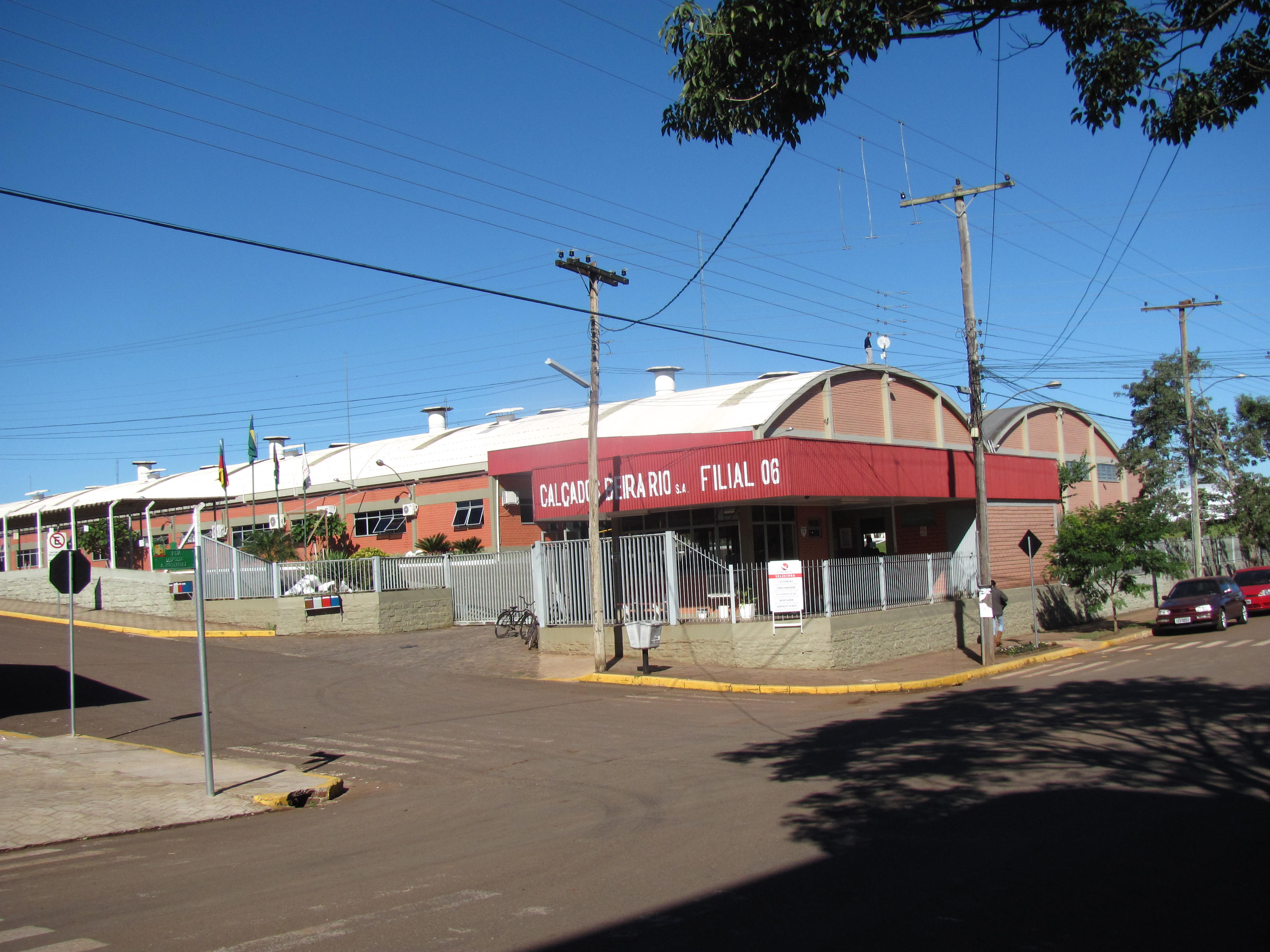
Fábrica de calzados en Rio Grande do Sul, Brasil es el cuarto productor más grande del mundo, siendo exportador de zapatos.

De acuerdo con el Fondo Monetario Internacional y el Banco Mundial, Brasil es la mayor economía de América Latina y la segunda del continente, detrás de Estados Unidos, la novena economía más grande del mundo según su PIB nominal y la octava más grande en términos de paridad de poder adquisitivo (PPA). El país cuenta con varios sectores económicos grandes y desarrollados como el agrícola, minero, manufacturero y el de servicios, así como un gran mercado de trabajo. En años recientes las exportaciones brasileñas han estado creciendo, creando una nueva generación de empresarios magnates. Los principales productos de exportación incluyen aeronaves, equipos electrónicos, automóviles, alcohol, textiles, calzado, hierro, acero, café, jugo de naranja, soya y corned beef. El país ha venido expandiendo su presencia en los mercados financieros internacionales y en los mercados de commodities y forma parte de un grupo de cuatro economías emergentes llamadas BRIC.
En 1994 se fijó una tasa de cambio fija con respecto al dólar para la moneda de Brasil, el real brasileño. Sin embargo, después de la crisis financiera asiática de 1997, la crisis rusa de 1998 y de una serie de eventos adversos que le siguieron, el Banco Central de Brasil alteró temporalmente su política monetaria hacia un régimen de fluctuación administrada, mientras atravesaba la crisis monetaria, hasta que se definió la modificación del régimen de cambio libre fluctuante en enero de 1999. A mediados de 2002, el país recibió un pago de rescate de US$ 30,4 mil millones de Fondo Monetario Internacional. El Banco Central de Brasil pagó el préstamo al FMI en 2005, aunque el plazo para pagar la deuda no vencía hasta 2006. Una de las cuestiones con la que el Banco Central de Brasil recientemente trató fue un exceso de flujos especulativos de capital de corto plazo, lo que pudo haber contribuido a una caída en el valor del dólar frente al real durante este período. No obstante, la inversión extranjera directa (IED) a largo plazo, menos la inversión especulativa en producción, se estimó en US$ 193,8 mil millones para 2007. El monitoreo y control de la inflación actualmente desempeña un papel importante en las funciones del Banco Central para fijar las tasas de interés a corto plazo como una medida de su política monetaria.
Entre las empresas brasileñas más importantes se encuentran: Brasil Foods, Perdigão, Sadia y JBS (sector alimenticio); Embraer (sector aéreo); Havaianas y Calçados Azaleia (calzado); Petrobras (sector petrolero); Companhia Vale do Rio Doce (minería); Marcopolo y Busscar (automóviles); Gerdau (siderúrgica) y Organizações Globo (comunicaciones). Brasil es visto por muchos economistas como un país con un gran potencial de desarrollo, al igual que Rusia, India y China —los países BRIC—. Algunos especialistas en economía, como el analista Peter Gutmann, afirman que en 2050 Brasil podrá alcanzar el nivel de vida estadísticamente obtenido en 2005 en los países de la eurozpna. De acuerdo con datos de Goldman Sachs, en ese mismo año Brasil contará con un PIB de US$ 11 366 000 y una renta per cápita de US$ 49 759, transformándose en la cuarta economía más importante del planeta.
La economía brasileña —recientemente clasificada como «grado de inversión»— es diversa, y abarca la agricultura, la industria y un número variado de servicios. Actualmente el país ha conseguido imponer su liderazgo global gracias al desarrollo de su economía. La fuerza económica que ha demostrado se debe, en parte, al boom mundial en los precios de las commodities y de los mercados para su exportación, como la carne bovina y la soya. Las perspectivas de la economía brasileña también mejoraron gracias al descubrimiento de enormes reservas de petróleo y gas natural en la cuenca de Santos. Al convertirse en una potencia mundial en la agricultura y en recursos naturales, Brasil alcanzó su mayor auge económico de las últimas tres décadas.
En 2007, la agricultura y los sectores asociados, como la silvicultura, explotación forestal y pesca, contabilizaron el 6,1 % del producto interno bruto, un desempeño que pone la agroindustria en una posición destacada en la balanza comercial, a pesar de las barreras comerciales y de las políticas de subsidios adoptadas por los países desarrollados. Según un documento publicado en 2010 por la OMS, Brasil es el tercer exportador más importante de productos agrícolas del mundo, solo por detrás de Estados Unidos y la Unión Europea.
La industria automovilística, del acero, petroquímica, de las computadoras, aeronáutica y de bienes de consumo duraderos contabilizan el 30,8 % del PIB. La actividad industrial está concentrada geográficamente en las áreas metropolitanas de São Paulo, Río de Janeiro, Curitiba, Campinas, Porto Alegre, Belo Horizonte, Manaos, Salvador de Bahía, Recife y Fortaleza. El país es responsable de tres quintos de la producción industrial de la economía sudamericana y participa en diversos bloques económicos, como Mercosur, el G-20 y el Grupo de Cairns.
Brasil comercializa regularmente con más de una centena de países y el 74 % de los bienes exportados son manufacturas o semimanufacturas. Sus mayores socios comerciales son: la Unión Europea (26 %), Mercosur y América Latina (25 %), Asia (17 %) y Estados Unidos (15 %). Posee cierto grado de sofisticación tecnológica, ya que en el país se desarrollan máquinas que van desde submarinos a aeronaves, además de estar presente en la carrera espacial con un Centro de Lanzamiento de Vehículos Ligeros y siendo el único país del hemisferio sur en integrar un equipo de construcción a la Estación Espacial Internacional (EEI). También es pionero en la búsqueda de petróleo en aguas profundas, en donde se encuentra el 73 % de sus reservas. Además, fue la primera economía capitalista en reunir en su territorio las diez mayores empresas ensambladoras de automóviles.
En 2019, Brasil fue el mayor productor mundial de caña de azúcar, soja, café y naranja, el segundo productor de papaya, el tercero productor de maíz, tabaco y piña, el cuarto productor de algodón y yuca, el quinto productor de coco y limón, el sexto productor de cacao y aguacate, noveno productor de arroz, décimo productor de tomate y decimoprimer productor de uva y manzana. El país también es un gran productor de plátano, pero casi toda la producción está destinada al consumo nacional. Por último, Brasil también produce grandes cantidades de frijol, maní, patata, zanahoria, anacardo, mandarina, caqui, fresa, guaraná, guayaba, açaí, nuez de Brasil, yerba mate, entre otros. La caña de azúcar se utiliza para la fabricación de azúcar, pero también para la de etanol que está destinado a operar una flota de vehículos (el sector del etanol es un biocombustible).
En la producción de proteínas animales, Brasil es hoy uno de los países más grandes del mundo. En 2019, el país fue el mayor exportador mundial de carne de pollo. También fue el segundo productor más grande de carne de vacuno, el tercer productor mundial de leche, el cuarto productor mundial de carne de cerdo y el séptimo productor de huevos en el mundo.
En el sector minero, Brasil se destaca en la extracción de mineral de hierro (donde es el segundo exportador mundial), cobre, oro, bauxita (el uno de los 5 mayores productores del mundo), manganeso (uno de los 5 mayores productores del mundo), estaño (uno de los mayores productores del mundo), niobio (concentrados 98 % de las reservas de niobio conocidas en el mundo) y níquel. En cuanto a las piedras preciosas, el Brasil es el mayor productor mundial de amatista, topacio, ágata y uno de los principales productores de turmalina, esmeralda, aguamarina y granate.
El sector secundario se basa en industrias. Brasil es el líder industrial en América Latina. En la industria alimentaria, en 2019, Brasil fue el segundo mayor exportador de alimentos procesados del mundo. En 2016, el país fue el 2.º productor de celulosa en el mundo y el 8.º productor de papel. En la Industria del calzado, en 2019, Brasil ocupó la posición 4.º entre los productores mundiales. En 2019, el país fue el 8.º productor de vehículos y el 9.º productor de acero del mundo. En 2018, la industria química de Brasil fue la 8th del mundo. En Industria textil, Brasil, aunque estaba entre los 5 mayores productores mundiales en 2013, está muy poco integrado en el comercio mundial.
Uno de los casos más importantes de corrupción en Brasil es el de la empresa Odebrecht. Desde la década de 1980, Odebrecht ha gastado varios miles de millones de dólares en forma de sobornos para sobornar a los parlamentarios a fin de que voten a favor del grupo. A nivel municipal, la corrupción de Odebrecht tenía como objetivo "estimular las privatizaciones", particularmente en la gestión del agua y del alcantarillado.

### Turismo
El turismo en Brasil es una actividad importante en varias regiones del país. Con 6 306 000 visitantes extranjeros en 2015, Brasil es el primer destino del mercado turístico internacional en América del Sur y ocupa el segundo lugar en América Latina en términos de turistas internacionales, después de México.
Los gastos de los turistas extranjeros que visitan Brasil alcanzaron los 4,9 mil millones de dólares en la primera mitad de 2011, un 15,5 % más que en el mismo periodo en 2010.
El país abarcó el 3,4 % del flujo turístico internacional en el continente americano en 2010. En 2005, el turismo contribuyó con el 3,2 % de los ingresos nacionales derivados de bienes y servicios, y fue el responsable de la creación de 7 % de los empleos directos e indirectos. En 2006, se estima que 1,87 millones de personas fueron empleadas en el sector: 768 000 empleos formales (41 %) y 1,1 millones de puestos informales (59 %). El turismo nacional representa una parte fundamental del sector, contabilizando 51 millones de viajes en 2005.

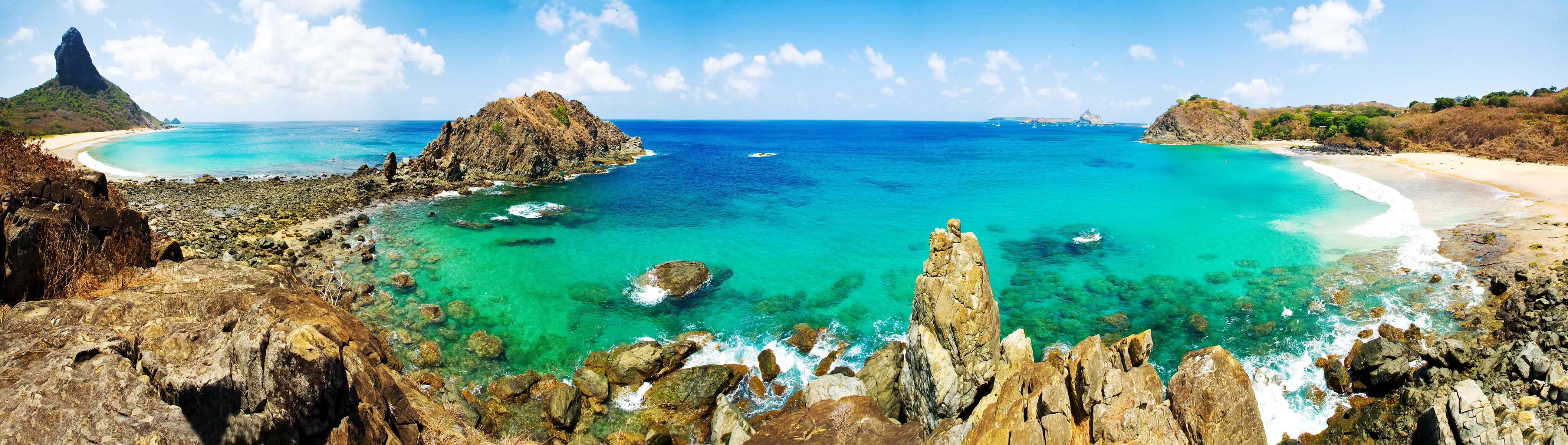
Panorámica de Fernando de Noronha, Pernambuco.

## Ciencia y tecnología

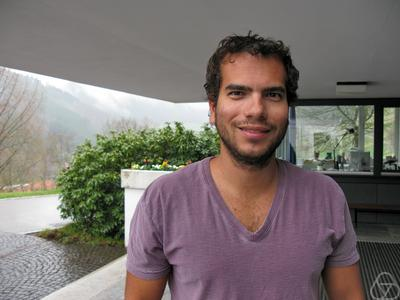
El brasileño Artur Ávila fue el primer latinoamericano y lusófono en ganar la Medalla Fields, del campo de las matemáticas. PhD del IMPA (Instituto Nacional de Matemática Pura e Aplicada), en Río de Janeiro.

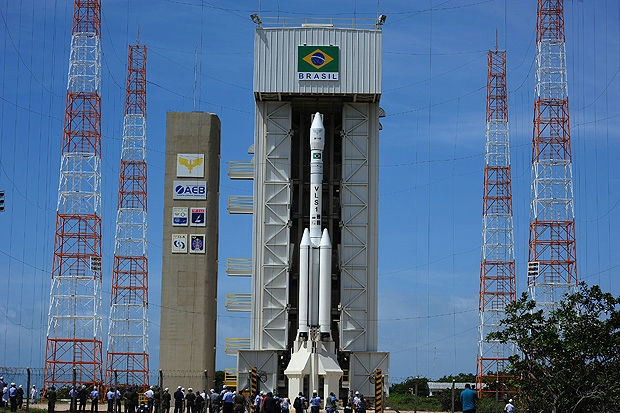
Vehículo Lanzador de Satélites en el Centro de Lanzamiento de Alcântara (CLA).

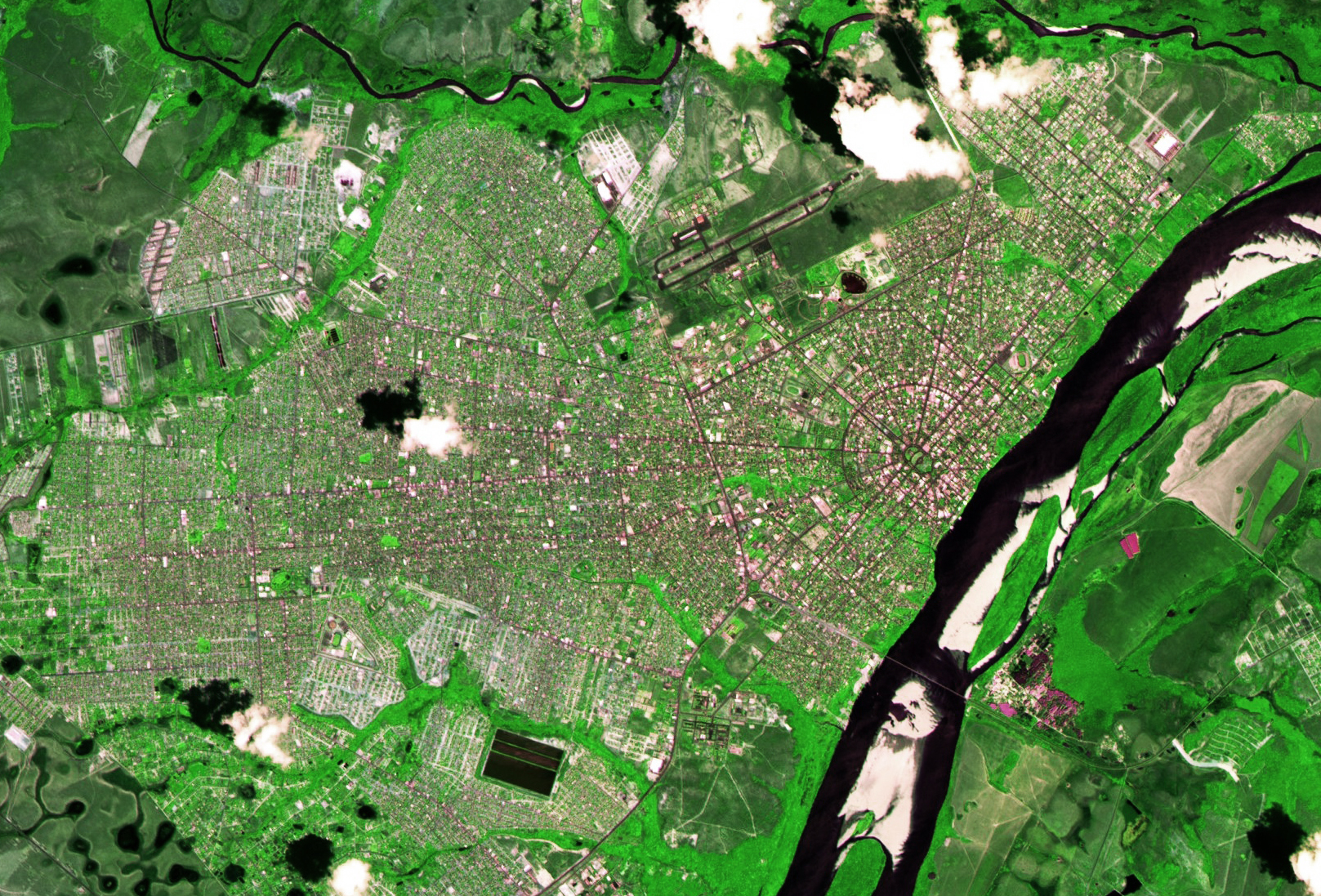
Imagen de satélite de Boa Vista, Roraima por el satélite CBERS-4.

La producción científica brasileña comenzó en las primeras décadas del siglo XIX, cuando la familia real y la nobleza portuguesa, guiadas por el príncipe-regente Juan VI de Portugal, llegaron a Río de Janeiro huyendo de la invasión del ejército de Napoleón Bonaparte a Portugal. Hasta entonces, Brasil había sido una colonia portuguesa sin universidades ni organizaciones científicas, en contraste con las colonias americanas del Imperio español, que a pesar de tener un importante porcentaje de población analfabeta, contaban con un número considerable de universidades desde el siglo XVI.
El Consejo Nacional de Desarrollo Científico y Tecnológico (CNPq) es la agencia del gobierno encargada de dirigir, administrar y fomentar el desarrollo y promoción de las actividades científicas y tecnológicas. No obstante, la investigación tecnológica en Brasil es realizada en gran parte por las universidades públicas e institutos de investigación. Algunos de los centros de desarrollo tecnológico brasileños más notables son los institutos Oswaldo Cruz (FIOCruz), Butantan, Empresa Brasileira de Pesquisa Agropecuária y el INPE.
Brasil cuenta con uno de los programas espaciales más desarrollados de América Latina a través de su Agencia Espacial Brasileña (AEB), apoyado por el polo aeroespacial y tecnológico ubicado principalmente en la región de São José dos Campos con fabricantes de alta tecnología como Embraer o Avibras. Su centro de lanzamiento, el Centro de Lanzamiento de Alcântara (CLA), hace lanzamientos suborbitales regulares y ha firmado también contrato con empresas privadas como Virgin Orbit para utilización de su infraestructura para lanzamientos espaciales.
El país ha desarrollado y produce una serie de vehículos espaciales desde la familia Sonda, hoy retirados y reemplazados por los VS, clase de vehículos suborbitales capaces de vuelos científicos de microgravedad en altitudes de hasta 950 km con carga útil de hasta media tonelada y que cuentan con decenas de vuelos desde el país o por otras agencias espaciales como la DLR alemana. También ha proyectado y construido una serie de satélites de observación y otros fines científicos. También ha realizado el primer vuelo del motor Scramjet del vehículo hipersónico 14-X, lanzado desde el CLA como carga útil de un cohete VSB-30 V32

El 14 de octubre de 1997, la Agencia Espacial Brasileña firmó un acuerdo con la NASA para proporcionar piezas para la EEI. Este acuerdo le dio la posibilidad para que el 30 de marzo de 2006 Marcos Pontes, a bordo del vehículo Soyuz, se transformara en el primer astronauta brasileño en orbitar el planeta. En junio de 2021, el Ministerio de Ciencia y Tecnología (MCTI) y la AEB firmaron el convenio que oficializa la participación de Brasil en el Programa Artemisa. Fue el primero en Sudamérica en adherirse a los Acuerdos de Artemisa y el décimo en participar oficialmente en la colaboración. Los funcionarios del gobierno brasileño dicen que el país producirá y desarrollará equipos robóticos para ayudar con la exploración lunar. 

Acelerador de partículas Sirius.

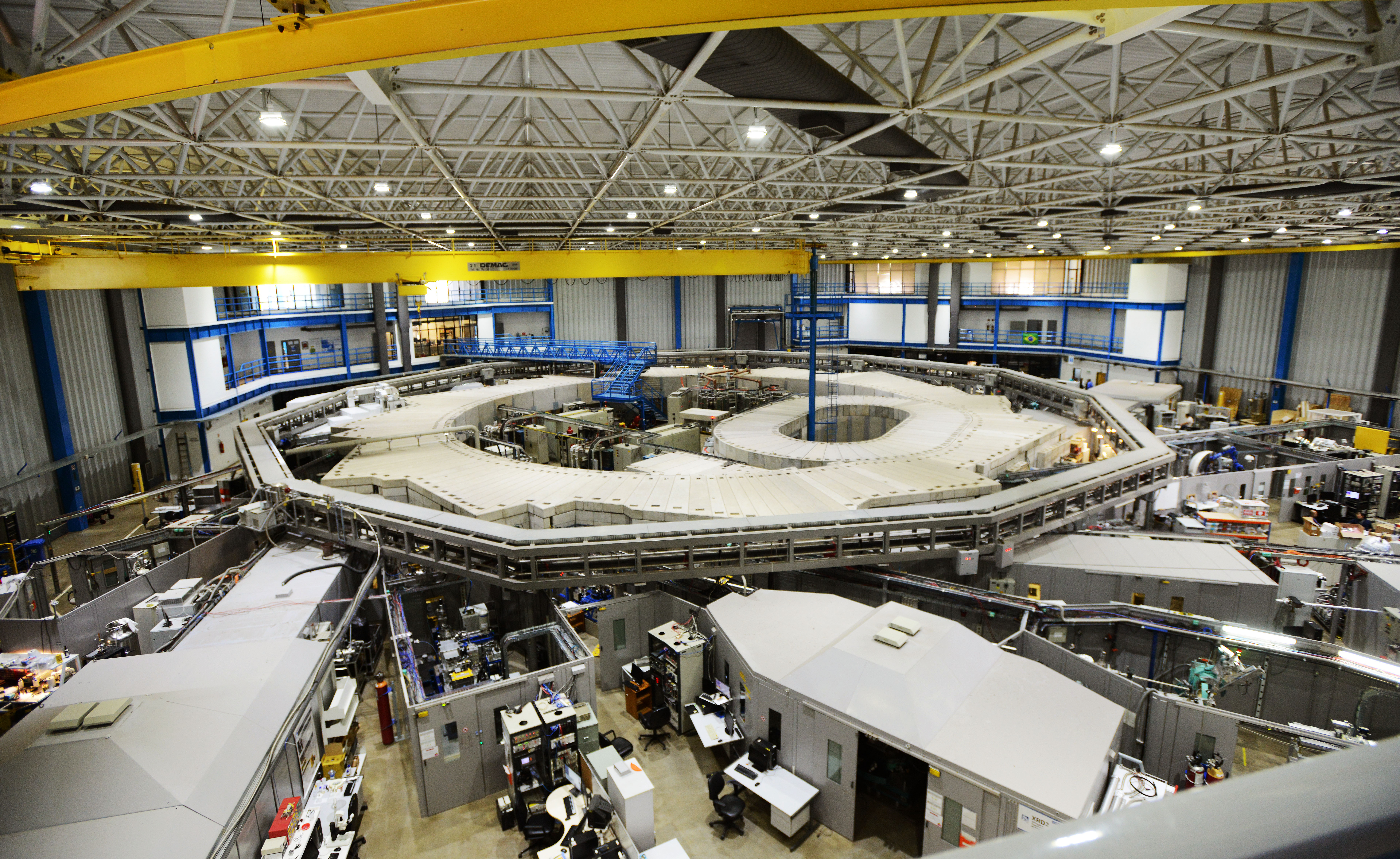
Acelerador UVX, anterior al Sirius, en Laboratorio Nacional de Luz Sincrotrón.

El uranio enriquecido en la Fábrica de Combustible Nuclear de Resende, en el estado de Río de Janeiro, atiende la demanda energética de la nación y también ha sido exportado el combustible nuclear en forma de polvo de UO2 enriquecido al 4,15 % para Argentina, para uso en el reactor nuclear Atucha y el reactor modular Carem-25. El país está construyendo su primer submarino nuclear, el SSN Álvaro Alberto, un desarrollo de los submarinos Clase Riachuelo que están en carrera de producción.
También es uno de los países con aceleradores de partículas sincrotrón en operación, el instrumento de investigación para la física, la química, la ciencia de materiales y la biología se ubica en la ciudad de brasileña de Campinas el acelerador de partículas Sirius, con un anillo magnético de 518 metros y 3 GeV de potencia.
El país es el único en Latinoamérica a tener supercomputadoras en la lista del Top500, ranking mundial de las computadoras más potentes, el más potente es el Pegaso inaugurado en 2022 por la empresa Petrobras que tiene una capacidad de procesamiento de 21 PetaFlops, 678 Terabytes de RAM y una red de 400 Gbps, el equipamiento casi duplica la capacidad de las supercomputadoras actuales Dragon (14 Petaflops) y Atlas (8,9 Petaflops) combinadas.
Brasil también realiza experimentos en el área de fusión nuclear, contando con tres tokamaks (reactores experimentales para el estudio del plasma de fusión) y el INPE (Instituto Nacional de Investigaciones Espaciales) opera el ETE (Experimento esférico Tokamak) diseñado y construido en el país.
Son brasileños un gran número de personalidades científicas e inventores de diversas áreas del conocimiento, como los padres Bartolomeu Lourenço de Gusmão, Roberto Landell de Moura y Francisco João de Azevedo, Alberto Santos Dumont, Conrado Wessel, Mário Schenberg, José Leite Lopes, Leopoldo Nachbin, Paulo Ribenboim, César Lattes, Andreas Pavel, Nélio José Nicolai, Nelson Bardini, Vital Brasil, Carlos Chagas, Oswaldo Cruz, Henrique da Rocha Lima, Mauricio Rocha e Silva y Euryclides Zerbini.
La ciencia de Brasil en el período 2011 a 2016, publicó más de 250 000 artículos en la base de datos de Web of Science en todas las áreas del conocimiento, con uno de los mayores crecimientos de producción científica entre todas las naciones y alcanzó el 11.º puesto entre los productores de conocimiento del mundo, aportando el 2,12 % de los artículos de 183 países. Según el Índice mundial de innovación, a cargo de la Organización Mundial de la Propiedad Intelectual, en 2024, Brasil se ubicó en lugar 50 en innovación entre 133 países del mundo; mientras que en 2023, ocupó el lugar 49 y el lugar 54 en 2022.

## Infraestructura

### Transportes

Sistema de carreteras en Brasil, con autovías resaltado en rojo. El Estado de São Paulo, que tiene el control del estado de las carreteras federales en su territorio, hacen su red de carreteras de los mejores del país, gracias a este hecho.

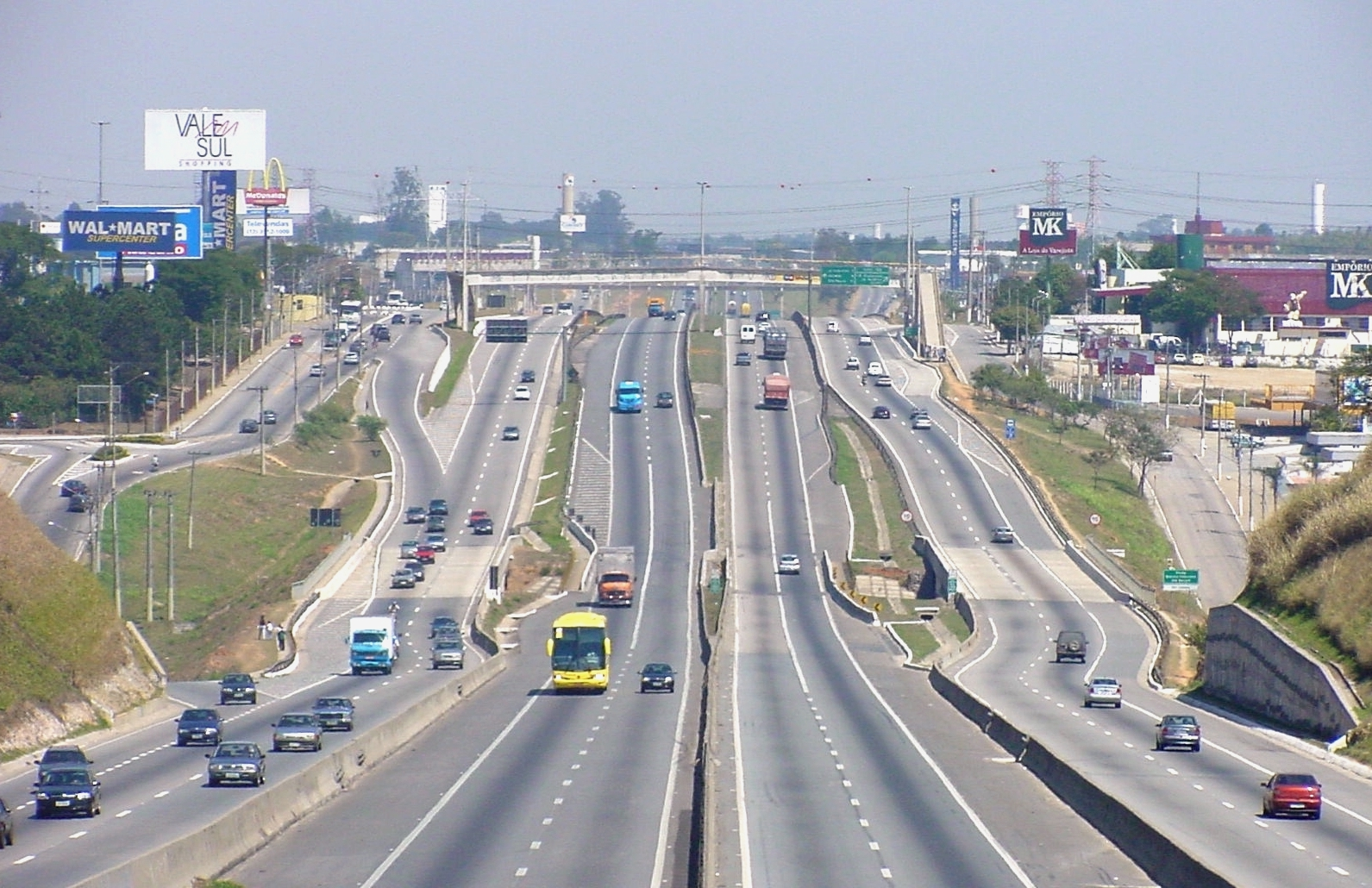
BR-116 en São José dos Campos, São Paulo, la mayor carretera pavimentada del país, con 4385 km de extensión.

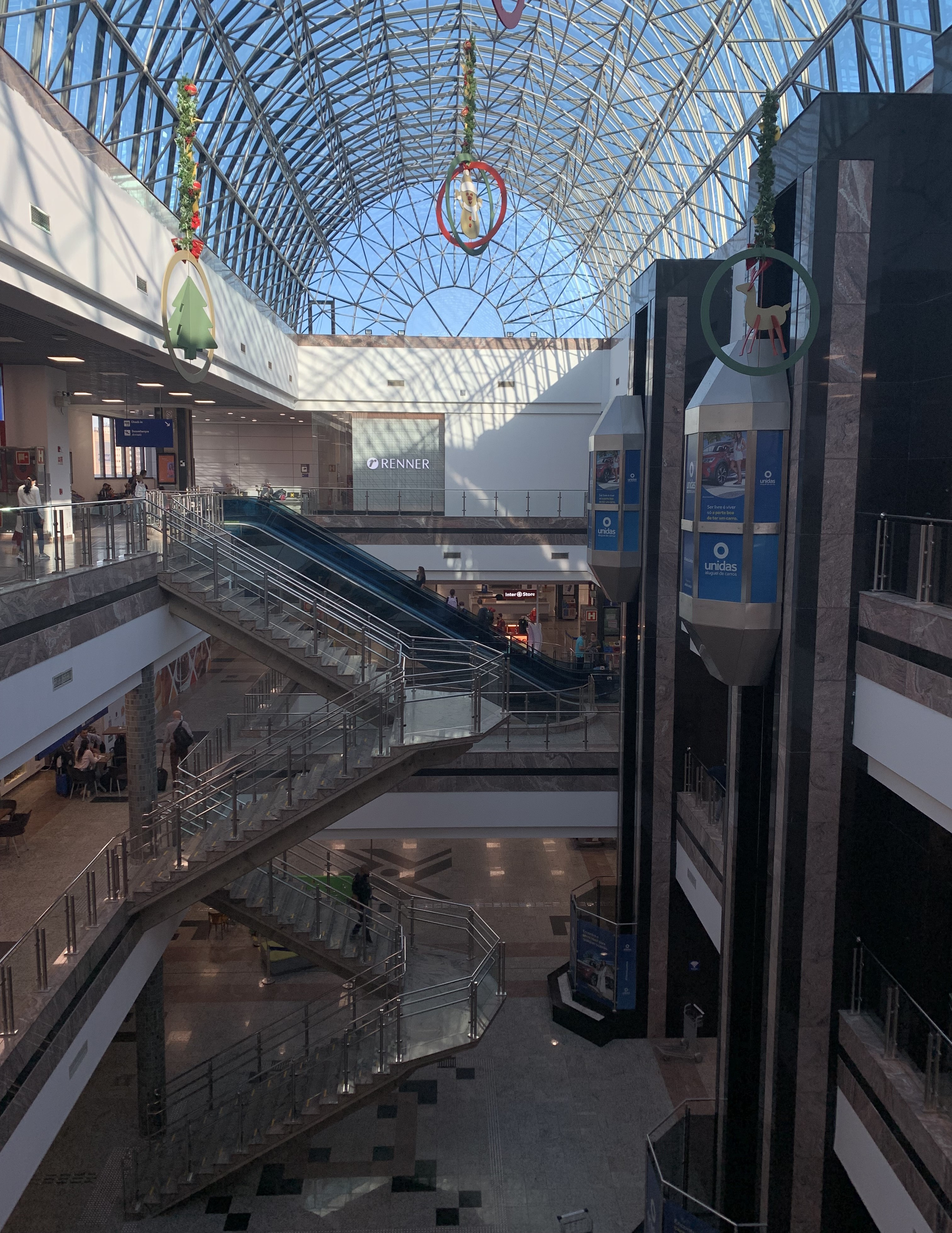
Aeropuerto Internacional de Porto Alegre, en el estado de Río Grande del Sur.

Con una red de caminos de cerca de 1,8 millones km, de los cuales 215 000 km están pavimentadas, las carreteras son la principal vía de comunicación para el transporte de carga y de pasajeros. Las primeras inversiones para la construcción de carreteras se dieron en la década de 1920, en el gobierno de Washington Luís, aunque Vargas y Gaspar Dutra le dieron continuidad al proyecto. El presidente Juscelino Kubitschek (1956–1961), quien concibió y construyó la capital Brasilia, fue otro impulsor de la construcción de caminos. Kubitschek también fue responsable de la instalación de los grandes fabricantes de automóviles en el país —Volkswagen, Ford y General Motors llegaron a Brasil durante su gobierno—, de modo que uno de los puntos utilizados para atraerlos fue, evidentemente, el apoyo a la construcción de carreteras. Con los años, en el país se instalaron otros grandes fabricantes de automóviles, como Fiat, Renault, Peugeot, Citroën, Chrysler, Mercedes-Benz, Hyundai y Toyota. Esto permite que Brasil sea el séptimo país más importante en la industria automovilística.
El país tiene alrededor de 17 000 km de autopistas, 5000 km solo en el Estado de São Paulo. Actualmente es posible viajar desde Río Grande, en el extremo meridional del país, hasta Brasilia (2580 km) o Casimiro de Abreu, en el Estado de Río de Janeiro (2045 km), solo en carreteras divididas.
Existen cerca de cuatro mil aeropuertos y aeródromos en Brasil, 721 de estos son pistas pavimentadas, incluyendo las áreas de desembarque. Es el segundo país con mayor número de aeropuertos en el mundo, solo detrás de Estados Unidos. El Aeropuerto Internacional de Guarulhos, localizado en la Región Metropolitana de São Paulo, es el aeropuerto más grande y más importante a nivel nacional, gran parte de este movimiento se debe al tráfico de mercancías y pasajeros del país y al hecho de que el aeropuerto une a São Paulo a prácticamente todas las grandes ciudades del mundo. Brasil tiene 34 aeropuertos internacionales y 2464 regionales.
Brasil posee una extensa red ferroviaria de 28 857 km de extensión, la décima más grande del mundo. El gobierno brasileño ya propuso un proyecto del Tren de Alta Velocidad de Río-São Paulo, un tren bala que uniría las dos principales metrópolis del país, pero nunca se llevó a cabo. Hay 37 puertos importantes en Brasil, de entre los cuales el más grande es el Puerto de Santos. La red fluvial brasileña es una de las más grandes del mundo, con una extensión de 50 000 km de ríos navegables.

### Energía

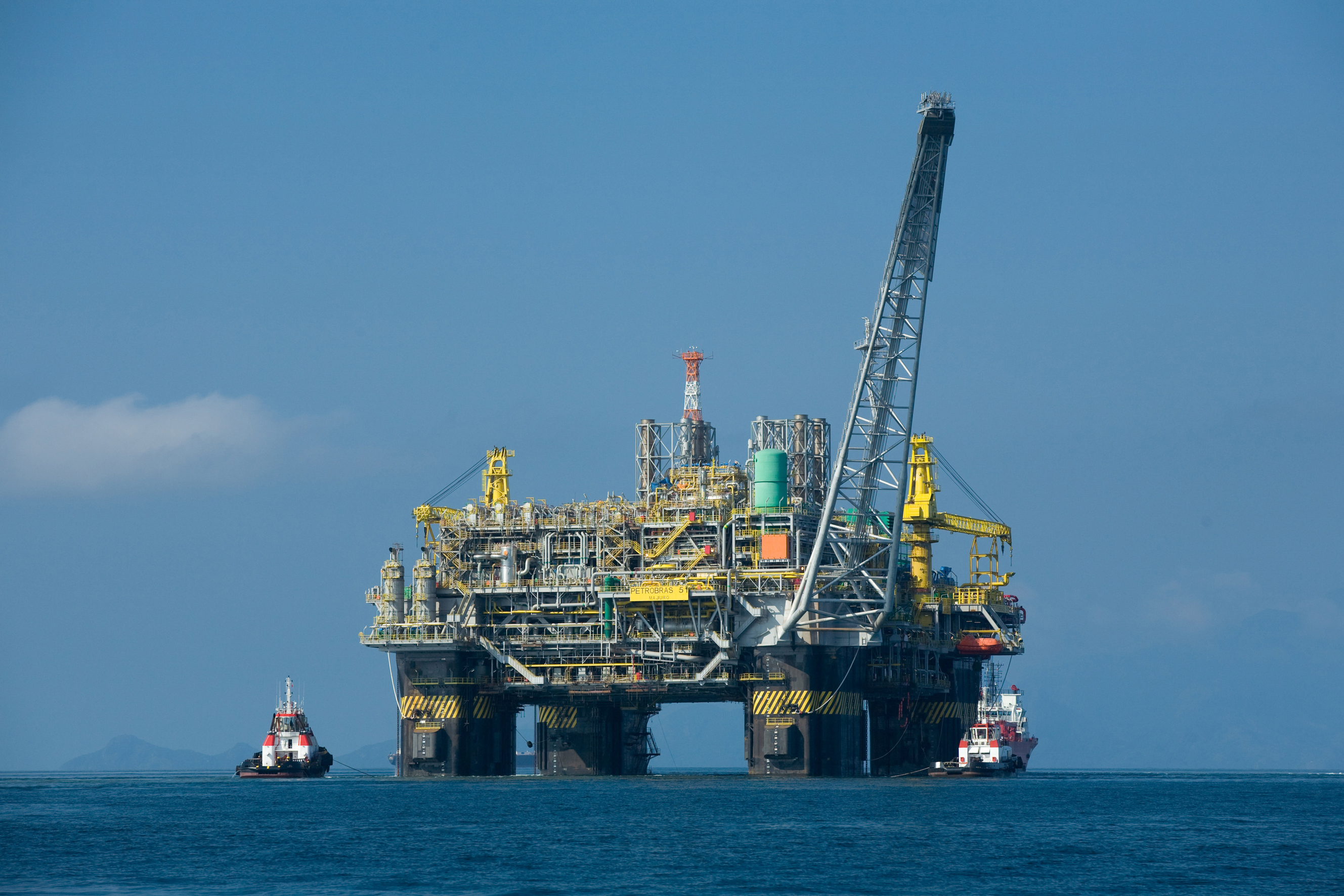
Plataforma petrolífera P-51 de la paraestatal brasileña Petrobras. Desde 2006 el país es autosuficiente en la producción de petróleo.

Brasil es el décimo consumidor más importante de energía del planeta y el tercero más grande del hemisferio occidental, detrás de Estados Unidos y Canadá. La generación de energía está basada en fuentes renovables, sobre todo la energía hidroeléctrica y el etanol, así como de fuentes no renovables de energía, como el petróleo y el gas natural.
A fines de 2021, Brasil tenía 181,5 GW de energía instalada. También a fines de 2021, en términos de energía renovable instalada, fue el 2° país del mundo en términos de energía hidroeléctrica instalada (109,4 GW) y biomasa (15,8 GW), el 7° país del mundo en términos de energía eólica instalada (21,1 GW) y el decimocuarto país del mundo en términos de energía solar instalada (13,0 GW), en camino de convertirse también en uno de los 10 principales del mundo en energía solar (a octubre de 2022 ya estaba en el top 10, con 21 GW instalados). A finales de 2021, Brasil era el cuarto mayor productor de energía eólica del mundo (72 TWh), solo por detrás de China, EE. UU. y Alemania, y el 11.º mayor productor de energía solar del mundo (16,8 TWh). En 2017 fue el 2.º mayor productor de energía hidroeléctrica del mundo.
La principal característica de la matriz energética brasileña es que es mucho más renovable que la global. Mientras que en 2019 la matriz mundial estaba compuesta solo en un 14% por energía renovable, la de Brasil estaba en un 45%. El petróleo y los productos derivados del petróleo constituyeron el 34,3% de la matriz; derivados de la caña de azúcar, 18%; energía hidráulica, 12,4%; gas natural, 12,2%; leña y carbón vegetal, 8,8%; energías renovables variadas, 7%; carbón mineral, 5,3%; nuclear, 1,4%, y otras energías no renovables, 0,6%.
En la matriz de energía eléctrica, la diferencia entre Brasil y el mundo es aún mayor: mientras que el mundo solo tenía el 25% de energía eléctrica renovable en 2019, Brasil tenía el 83%. La matriz eléctrica brasileña estaba compuesta por: energía hidráulica, 64,9%; biomasa, 8,4%; energía eólica, 8,6%; energía solar, 1%; gas natural, 9,3%; derivados del petróleo, 2%; nuclear, 2,5%; carbón y derivados, 3,3%.
En cuanto al petróleo, el gobierno brasileño se ha embarcado en un programa durante décadas para reducir la dependencia del petróleo importado, que anteriormente representaba más del 70% de las necesidades de petróleo del país. Brasil se volvió autosuficiente en petróleo en 2006-2007. En 2021, el país cerró el año como el 7.º productor de petróleo en el mundo, con un promedio cercano a los 3 millones de barriles diarios, convirtiéndose en exportador del producto. A principios de 2020, en la producción de petróleo y gas natural, el país superó por primera vez los 4 millones de barriles de petróleo equivalente por día. En enero de este año se extrajeron 3,168 millones de barriles de petróleo por día y 138,753 millones de metros cúbicos de gas natural. Brasil posee la segunda reserva de petróleo bruto más grande de América del Sur y es uno de los productores de petróleo que más aumentaron su producción en los últimos años.
Por su parte, la energía nuclear representa cerca del 3 % de la producción energética.
A lo largo de las últimas tres décadas Brasil ha trabajado para crear una alternativa viable a la gasolina. El programa Pró-álcool tuvo su origen en la década de 1970 en respuesta a la inestabilidad de los precios del petróleo, aprovechando las ganancias intermitentes. De cualquier forma, la mayoría de los brasileños utiliza los llamados «vehículos de combustible flexible», que funcionan con etanol o gasolina, permitiendo al consumidor abastecerse con la opción más barata en el momento, muchas veces el etanol.
Los países con gran índice de consumo de combustible como India y China están siguiendo el progreso de Brasil en esta área. Sumado a lo anterior, países como Japón y Suecia están importando etanol brasileño para ayudar a cumplir sus obligaciones ambientales estipuladas en el Protocolo de Kioto.

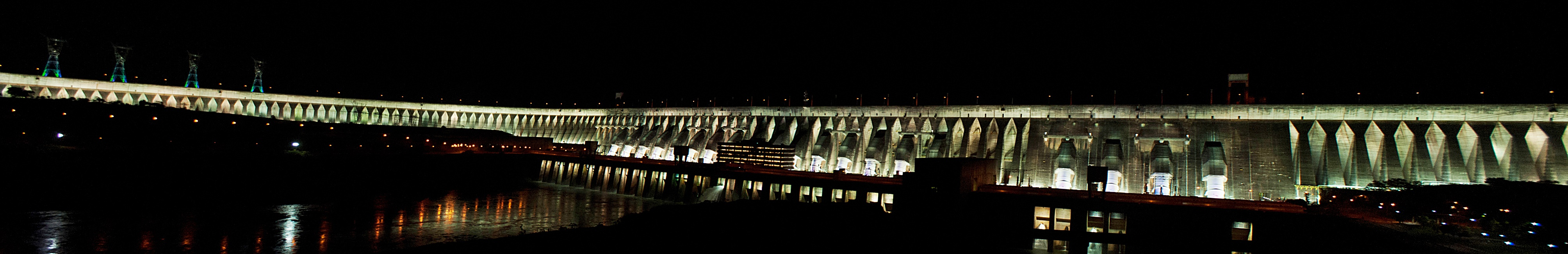
Vista panorámica de la Represa de Itaipú, en la Frontera entre Brasil y Paraguay. En 2015, era la mayor hidroeléctrica del mundo en generación de energía. Aproximadamente el 75 % de la matriz energética brasileña, una de las más limpias del mundo, proviene de la hidroelectricidad.

### Medios de comunicación
Los medios impresos brasileños tienen su origen en 1808, con la llegada de la familia real portuguesa al territorio nacional, ya que anteriormente estaba prohibida cualquier actividad de edición, tanto para la publicación de periódicos como de libros. La imprenta brasileña nació oficialmente en Río de Janeiro el 13 de mayo de 1808, con la creación de «Impressão Régia», hoy «Imprensa Nacional», por el príncipe regente Juan VI de Portugal.

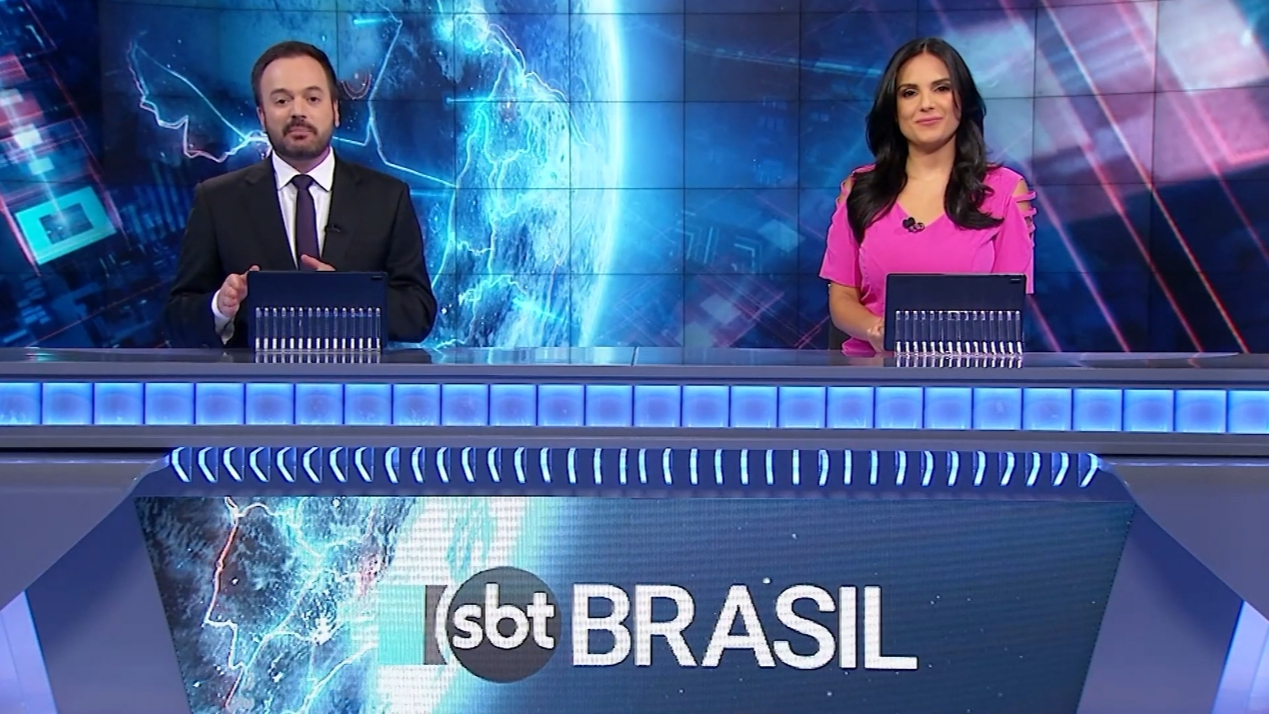
El programa SBT Brasil del SBT.

La Gazeta do Rio de Janeiro, el primer diario publicado en lo que hoy es Brasil, comenzó a circular el 10 de septiembre de 1808. Actualmente los medios impresos se han consolidado como un medio de comunicación masiva con la fundación de varios periódicos que hoy se encuentran entre los más vendidos en el país y en el mundo, como Folha de S. Paulo, O Globo y Estado de S. Paulo, al igual que las publicaciones de las editoriales Abril y Globo.
La radio surgió en Brasil el 7 de septiembre de 1922,[cita requerida] siendo un discurso del entonces presidente Epitácio Pessoa la primera transmisión hecha en el país; sin embargo, el verdadero comienzo de la radio ocurrió el 20 de abril de 1923 con la creación de la «Sociedad de Radio de Río de Janeiro». En la década de 1930 comenzó la era comercial de la radio, con la autorización para incluir publicidad en la programación, iniciando la contratación de artistas y el desarrollo técnico para el sector. En el siguiente decenio, con el surgimiento de las radionovelas y de la popularización de la programación, comenzó la llamada «época de oro» de la radio brasileña que provocó un impacto en aquella sociedad semejante al que la televisión produce hoy. Con la introducción de la televisión, la radio sufrió varias transformaciones, de modo que los programas de humor, los artistas, las novelas y los programas en vivo fueron sustituidos por música y servicios públicos.
La televisión empezó oficialmente en Brasil el 18 de septiembre de 1950, introducida por Assis Chateaubriand, quien fundó el primer canal de televisión en el país, la TV Tupi. Desde entonces la industria de la televisión ha ido creciendo, al mismo tiempo que se crearon varias redes de emisoras como Globo, Record, SBT, Bandeirantes y RedeTV. La televisión aún representa un factor importante en la cultura popular moderna de la sociedad brasileña. La televisión digital comenzó el 2 de diciembre de 2007, inicialmente en la ciudad de São Paulo.

## Demografía

Mapa de la densidad de población de Brasil (2022).

La población de Brasil, conforme a lo registrado en el censo de población de 2022, es de 203 080 756 millones de habitantes —23,86 hab/km²—, con una proporción de hombres y mujeres de 0,95:1 y 84,36 % de la población definida como urbana. La población está fuertemente concentrada en las regiones Sudeste (80,3 millones de habitantes) y Noreste (53,0 millones de habitantes), mientras que las dos regiones más extensas, el Centro-Oeste y el Norte que conforman el 64,12 % del territorio brasileño, cuentan con apenas 29,8 millones de habitantes.
La población de Brasil aumentó significativamente entre 1940 y 1970, debido a un declive en la tasa de mortalidad, al mismo tiempo que la tasa de natalidad también presentó un ligero descenso en el mismo periodo. En la década de 1940, la tasa de crecimiento demográfico anual fue de 2,4 %, subiendo a 3,0 % en 1950 y permaneciendo en 2,9 % en 1960; la esperanza de vida subió de 44 a 54 años y hasta 72,6 años en la década de 2010. La tasa de crecimiento demográfico tendió a disminuir desde 1960, de 3,04 % entre los años 1950-1960 a 1,13 % en 2011, y probablemente caerá hasta un valor negativo, de −0,29 %, en 2050, completando así la transición demográfica.
Las áreas metropolitanas más grandes son las de São Paulo, Río de Janeiro y Belo Horizonte —todas en la región Sureste— con 20,8, 11,9 y 6,9 millones de habitantes, respectivamente. Casi todas las capitales estatales son las ciudades más grandes de sus respectivos estados, con excepción de Vitória, capital de Espírito Santo, y Florianópolis, la capital de Santa Catarina. También existen varias áreas metropolitanas importantes que no pertenecen a la capital de algún estado, como Campinas, Santos, Vale do Paraíba (en São Paulo), Vale do Aço (en Minas Gerais) y Vale do Itajaí (en Santa Catarina).
El natural de Brasil se denomina brasileño o brasileña, aunque en el habla corriente de varios países hispanos limítrofes con Brasil, también se usa con carácter de sinónimo tanto brasilero como brasilera, así como también se usan estos dos términos en otros diferentes contextos, al utilizarlos por ejemplo como adjetivo o como sustantivo. Véase que en la formación de gentilicios en idioma español, se usan ambas terminaciones -eño, -ero.

### Grupos étnicos

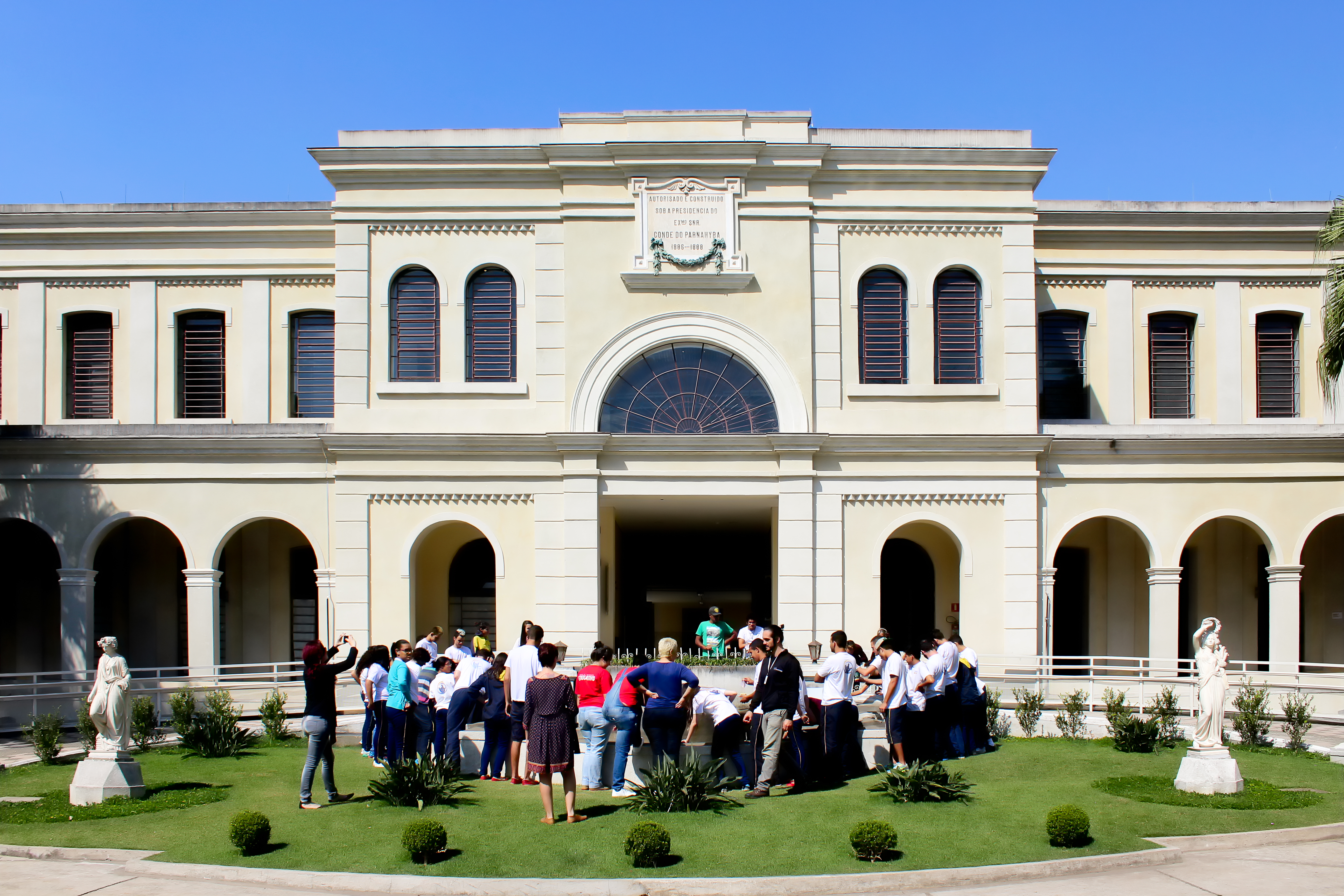
Museo de la Inmigración del Estado de São Paulo en el barrio de Mooca, en São Paulo.

De acuerdo con el censo de 2022, 43,5 % de la población (cerca de 90,6 millones) se definió como blanco, 45,3 % (cerca de 92,1 millones) como pardo, 10,2 % (cerca de 20,7 millones) como negros, 1,1 % (cerca de 850 000) como asiático y 0,8 % (cerca de 1,7 millones como indígena, mientras que el 0,07 % (cerca de 133 000) no declararon su raza. En 2007, la Fundação Nacional do Índio reveló la existencia de 67 diferentes tribus aisladas, en comparación con las 40 que había en 2005, lo que convierte a Brasil en el país con mayor número de pueblos aislados en el mundo.

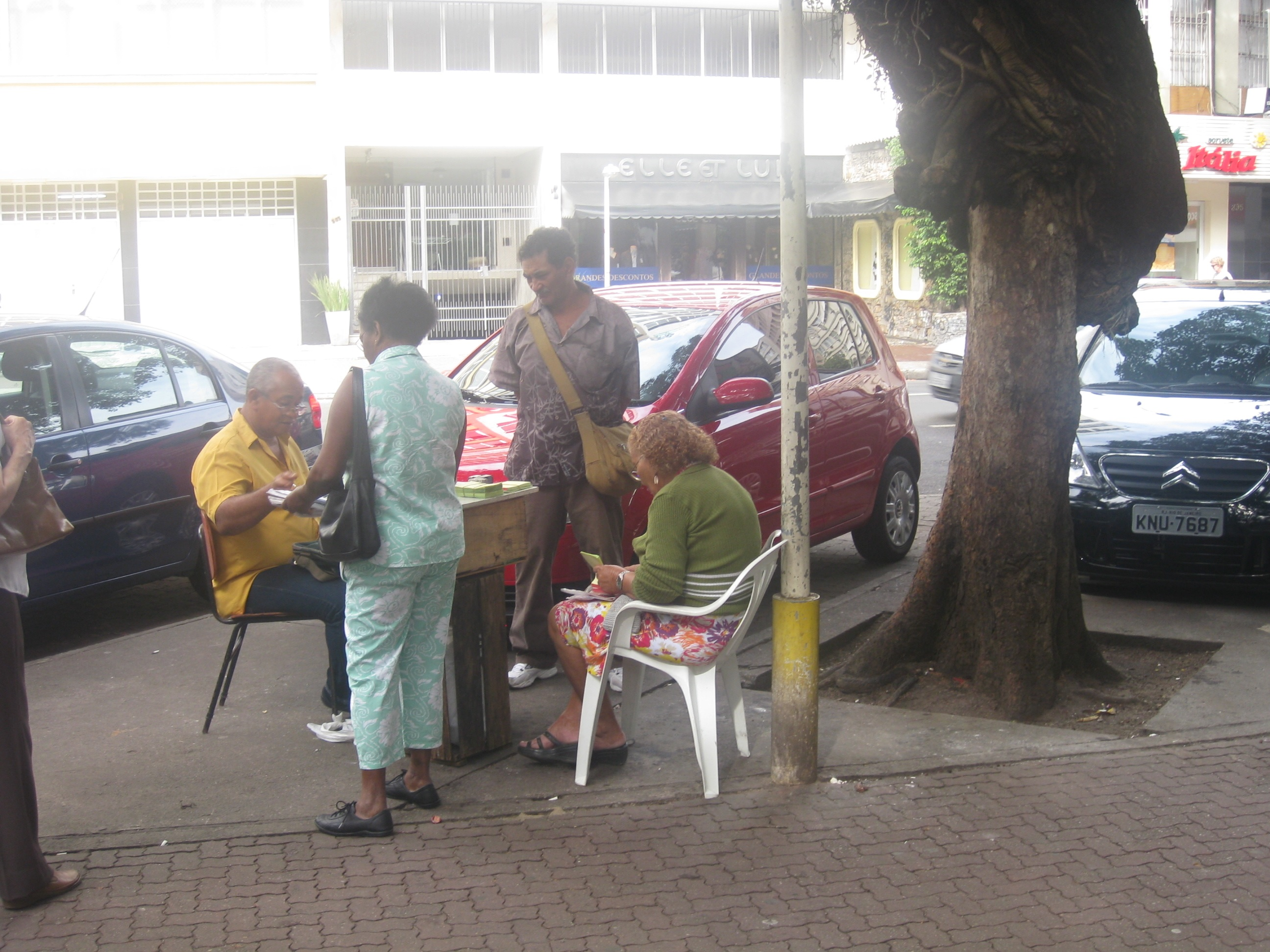
Brasileños en Río de Janeiro.

La mayoría de los brasileños descienden de los pueblos indígenas del país, colonos portugueses, inmigrantes europeos y esclavos africanos. Desde la llegada de los portugueses en 1500, se realizaron un número considerable de uniones entre estos tres grupos. La población parda es una categoría amplia que incluye caboclos (descendientes de blancos e indios), mulatos (descendientes de blancos y negros) y zambos (descendientes de negros e indios). Los pardos y mulatos conforman la mayor parte de la población de las regiones Norte, Noreste y Centro-Oeste. La población mulata se concentra generalmente en la costa este de la región Nordeste, desde Bahía hasta Paraíba, en el norte de Maranhão, el sur de Minas Gerais y el este de Río de Janeiro. En el siglo XIX Brasil abrió sus fronteras a los inmigrantes, y entre 1808 y 1972, más de cinco millones de personas de más de 60 países emigraron hacia Brasil, la mayoría procedente de Portugal, Italia, España, Alemania, Japón y Medio Oriente.
En Brasil viven cerca de 240 tribus que totalizan unas 900 000 personas, aunque la mayoría de los indígenas se concentran en el norte. Además, se trata del país en el que vive la mayor cantidad de tribus no contactadas de todo el mundo. Según FUNAI, la Fundación Nacional del Indio, se calcula que los grupos de indígenas aislados que viven en la selva amazónica brasileña rondan los 77.

### Idioma

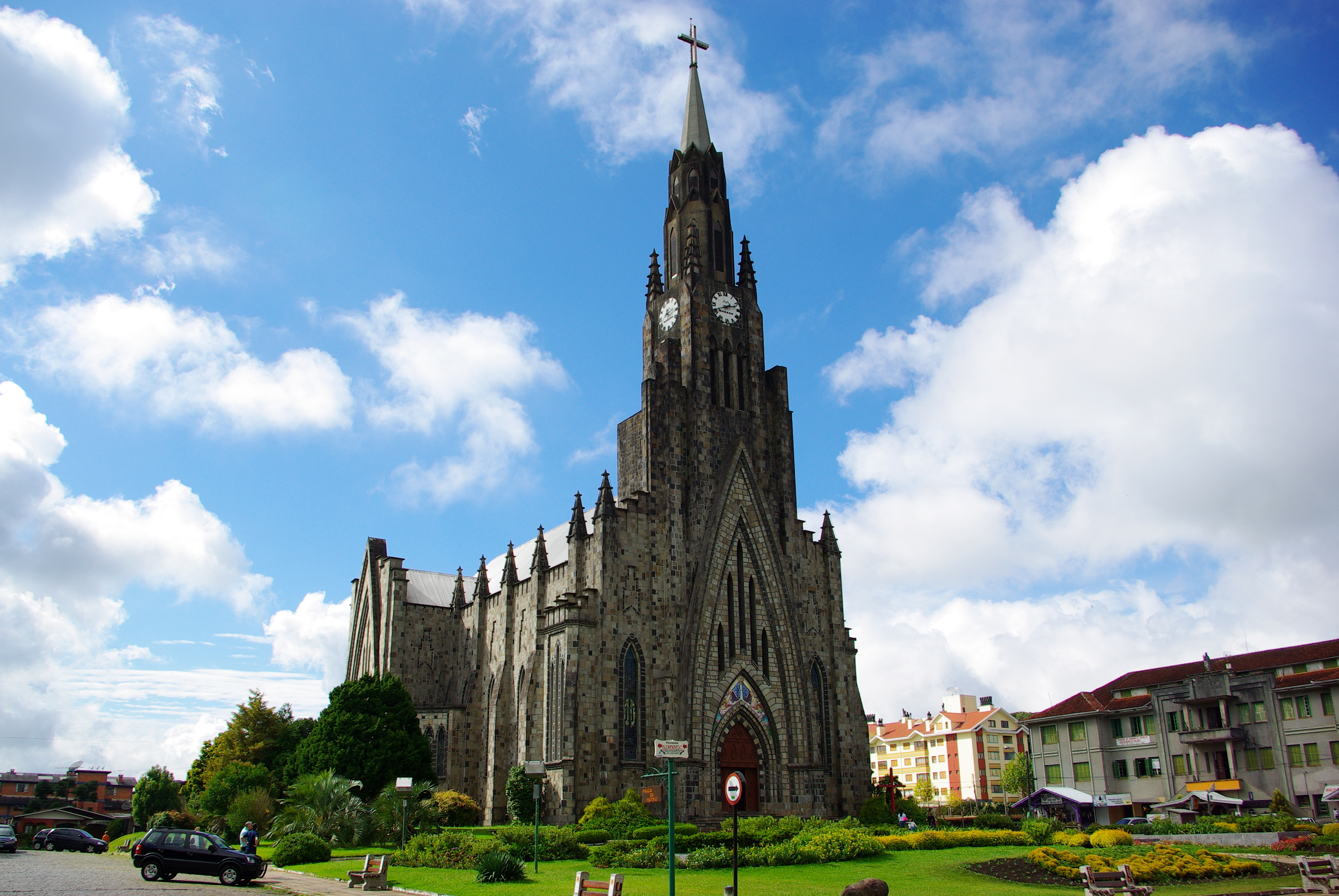
Catedral de Piedra en Canela, Río Grande del Sur. En la región, un dialecto alemán es uno de los principales idiomas.

El idioma oficial de Brasil es el portugués, que es hablado por casi toda la población y prácticamente es la única lengua usada en los medios de comunicación, negocios y para fines administrativos. Las excepciones a esto son el municipio de São Gabriel da Cachoeira, donde el ñe'engatú, una lengua indígena sudamericana, cuenta con el estatus de cooficial junto con el portugués, y los municipios de Santa Maria de Jetibá y Pomerode, donde el alemán también posee el estatus de cooficial. En años recientes, ha cobrado fuerza la tendencia de cooficializar otros idiomas en los municipios poblados por inmigrantes o los indígenas del país, por medio de peticiones del Inventário Nacional da Diversidade Linguística (Inventario Nacional de la Diversidad Lingüística) —instituido por un decreto del presidente Lula da Silva el 9 de diciembre de 2010—, quien analiza las propuestas de oficialización de estas lenguas en el país.
Brasil es el único país americano cuya lengua materna es el portugués, lo que convierte a este idioma en una parte importante de la identidad nacional brasileña y le proporciona una cultura nacional distinta a la de sus vecinos de habla hispana. El portugués de Brasil tuvo su propio desarrollo, tuvo influencia principalmente por las lenguas amerindias y africanas. Como resultado, el portugués brasileño es un poco diferente, principalmente en la fonología, al portugués europeo y de otros países lusófonos. En 2008, la Comunidad de Países de Lengua Portuguesa (CPLP), que incluye representantes de todos los países donde el portugués es el idioma oficial, llegaron a un acuerdo para hacer del portugués una lengua internacional en vez de dividir los dos dialectos divergentes de la misma lengua. A todos los países de la CPLP se les dio el plazo de 2009 a 2014 para adoptar los cambios necesarios.
Los idiomas minoritarios están presentes en todo el país; hay 180 lenguas autóctonas que predominan en las áreas remotas, y hay otras lenguas que son habladas por los inmigrantes y sus descendientes. Existen comunidades significativas de hablantes de alemán (en su mayor parte del hunsrückisch, un dialecto del alto alemán) y véneto (principalmente el talian, la variante local) en el sur del país, las cuales están influenciadas por el idioma portugués.

### Religión
| Religión en Brasil (2020)         | Religión en Brasil (2020)         | Religión en Brasil (2020) | Religión en Brasil (2020) | Religión en Brasil (2020) |
| --------------------------------- | --------------------------------- | ------------------------- | ------------------------- | ------------------------- |
| Religión                          | Religión                          |                           | Porcentaje                | Porcentaje                |
| Catolicismo                       | Catolicismo                       |                           | 64.6 %                    | 64.6 %                    |
| Protestantismo                    | Protestantismo                    |                           | 22.2 %                    | 22.2 %                    |
| Agnosticismo+Ateísmo+sin religión | Agnosticismo+Ateísmo+sin religión |                           | 8 %                       | 8 %                       |
| Otras Creencias                   | Otras Creencias                   |                           | 3.2 %                     | 3.2 %                     |
| Espiritismo                       | Espiritismo                       |                           | 2 %                       | 2 %                       |

La constitución establece la libertad de culto y la separación Iglesia-Estado, haciendo de Brasil un Estado oficialmente aconfesional. La legislación prohíbe cualquier tipo de intolerancia religiosa, aunque la Iglesia católica goza de un estatus más privilegiado. Lo anterior puede relacionarse al hecho de que el catolicismo es la fe predominante en el país, de modo que Brasil posee la mayor población católica del mundo.
De acuerdo con el censo de 2010, las religiones con más seguidores en Brasil son el catolicismo, que representa 64,6 % de la población (123 millones), el protestantismo en sus diferentes vertientes (históricos y pentecostales), con el 22,2 % (42,3 millones) y el espiritismo, seguido por el 2 % (3,8 millones). El 8 % (15,3 millones) no sigue ninguna religión (ateos, agnósticos, deístas, etc.).

### Educación

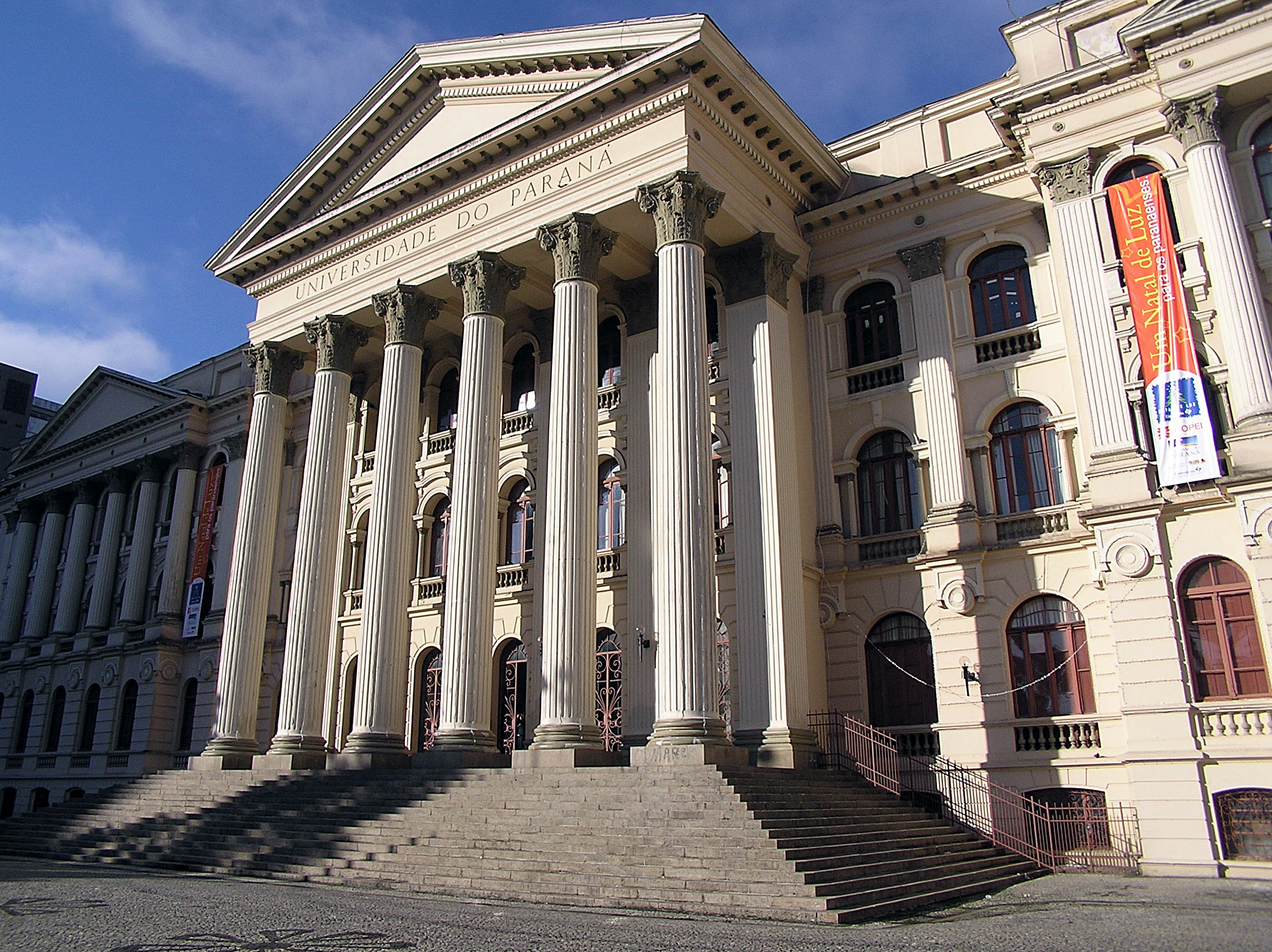
Universidad Federal de Paraná, una de las universidades más antiguas del país, fundada en 1912.

La Constitución Federal y la Ley de Directrices y Bases de la Educación Nacional (LDB) determinan que el gobierno federal, los estados o Distrito Federal y los municipios deben gestionar y organizar sus respectivos sistemas de enseñanza. Cada uno de estos sistemas de educación pública es responsable de su propia manutención, que genere fondos, o bien, los mecanismos y fuentes de recursos financieros. La nueva constitución reserva el 25 % del presupuesto del Estado y 18 % de los impuestos federales y tasas municipales para la educación.
Según datos del PNUD, en 2007 la tasa de alfabetización era de 90 %, lo que significa que 14,1 millones de brasileños son analfabetos; el analfabetismo funcional ascendió al 21,6 %. El analfabetismo predomina más en el Nordeste, donde el 19,9 % de la población no sabe leer ni escribir. El estudio del PNUD también reveló que el porcentaje de personas en la escuela era del 97 % en el grupo de edad de 6 a 14 años, y del 82,1 % en personas de entre 15 a 17 años; el tiempo promedio total de estudio entre los mayores de 10 años fue de 6,9 años.
La educación superior comienza con la graduación de la escuela secundaria, que puede ofrecer opciones de especialización en diferentes carreras académicas o profesionales. Dependiendo de la escuela, los estudiantes pueden mejorar sus antecedentes escolares con cursos de posgrado Stricto sensu o Lato sensu. Para asistir a una institución de educación superior es obligatorio, por la Ley de Directrices y Bases de la Educación, concluir todos los niveles de enseñanza de educación preescolar, básica y media, siempre y cuando el alumno no padezca de alguna discapacidad, ya sea física, mental, visual o auditiva.

### Salud

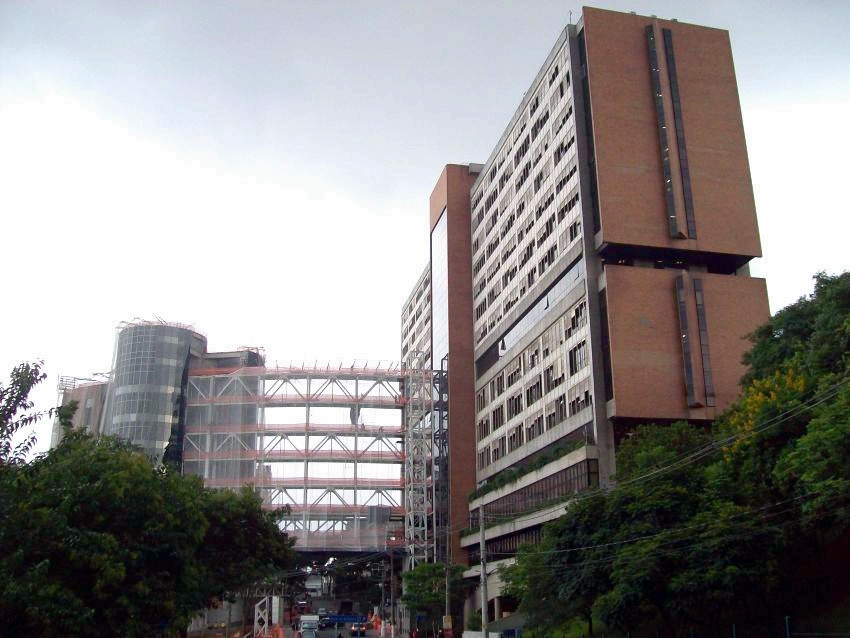
El Hospital Albert Einstein de São Paulo es una de las unidades de salud más conocidas en Brasil.

El sistema de salud pública brasileño —Sistema Único de Saúde— es administrado por todos los niveles del gobierno, mientras que los sistemas de salud privados cumplen un papel complementario. Los servicios de salud pública son universales, ya que se ofrecen a todos los brasileños residentes de manera gratuita. No obstante, la construcción y mantenimiento de centros de salud y hospitales se financia con los impuestos, de modo que el país gasta anualmente cerca del 9 % de su PIB en gastos de salud. En 2009, en el territorio brasileño existían 1,72 médicos y 2,4 camas de hospitales por cada 1000 habitantes.
Pese a todos los progresos realizados desde el establecimiento del sistema de salud universal en 1988, aún existen varios problemas en la salud pública de Brasil. En 2006, entre los principales puntos a resolver se encontraban las elevadas tasas de mortalidad infantil (2,51 %) y materna (73,1 muertes por cada 1000 nacimientos). El número de muertes por enfermedades no transmisibles como las enfermedades cardiovasculares (151,7 muertes por cada 100 000 habitantes) y el cáncer (72,7 muertes por cada 100 000 habitantes) también tienen un impacto considerable en la salud de la población brasileña. Finalmente, algunos factores externos, pero prevenibles como los accidentes automovilísticos, la violencia y el suicidio provocaban el 14,9 % de todos los decesos en el país.

## Cultura

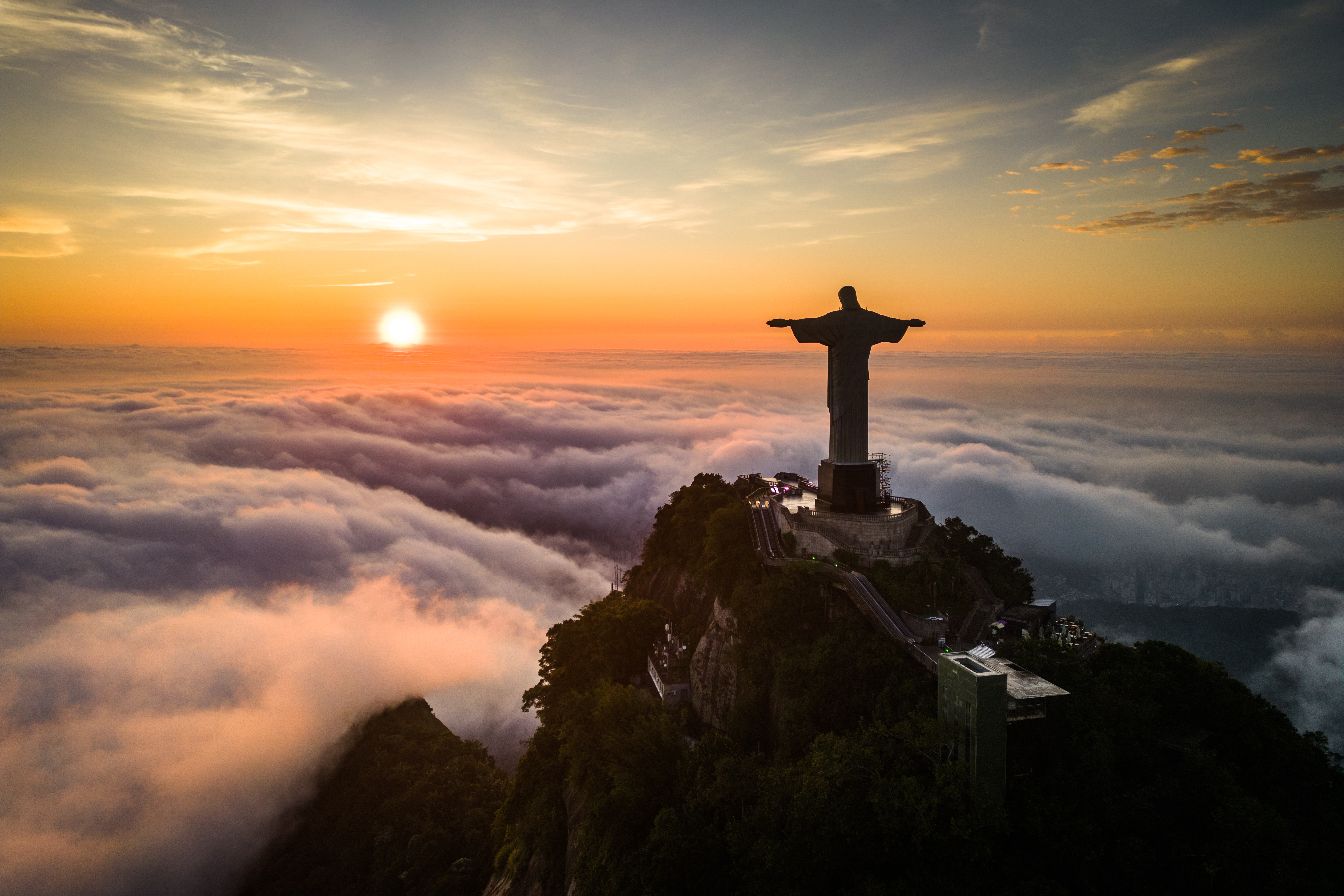
La estatua del Cristo Redentor en Río de Janeiro se ha convertido en un símbolo de hospitalidad de la ciudad y de Brasil en el resto del mundo.

La cultura de Brasil es una síntesis de la influencia de los diversos pueblos y etnias que formaron el pueblo brasileño. No existe una cultura brasileña perfectamente homogénea, sino más bien un mosaico de diferentes aspectos culturales que juntos forman la cultura de Brasil.
Aunque el pueblo brasileño es un mosaico étnico, casi todos hablan el mismo idioma (portugués brasileño, además de muchos otros, principalmente indígenas) y la mayoría son cristianos, con gran predominio de católicos. Esta igualdad lingüística y religiosa es un hecho poco común en un país tan grande como Brasil, especialmente en comparación con los países del Viejo Mundo.
La cultura de Brasil es el resultado de la mezcla de las tradiciones y costumbres propias de los tres grupos que dieron forma a la identidad nacional actual: los amerindios nativos, los colonizadores portugueses, los inmigrantes africanos y europeos. La base de la cultura brasileña se deriva de la cultura portuguesa, a causa de sus fuertes lazos con el Imperio portugués. Entre la herencia cultural portuguesa aún presente en el país se encuentran el idioma portugués, el catolicismo y los estilos arquitectónicos coloniales. De manera similar, aún persisten algunos rasgos culturales que fueron fuertemente influenciados por las tradiciones y costumbres africanas, indígenas y de otros países europeos. Algunos aspectos específicos o regionales de su cultura y arte también fueron influenciados por las contribuciones de los italianos, alemanes y otros inmigrantes europeos que llegaron en gran número a las regiones Sur y Sudeste. Los amerindios influenciaron el idioma y la gastronomía del país, mientras que los africanos también dejaron su marca en la música, la danza y la religión.

### Fiestas

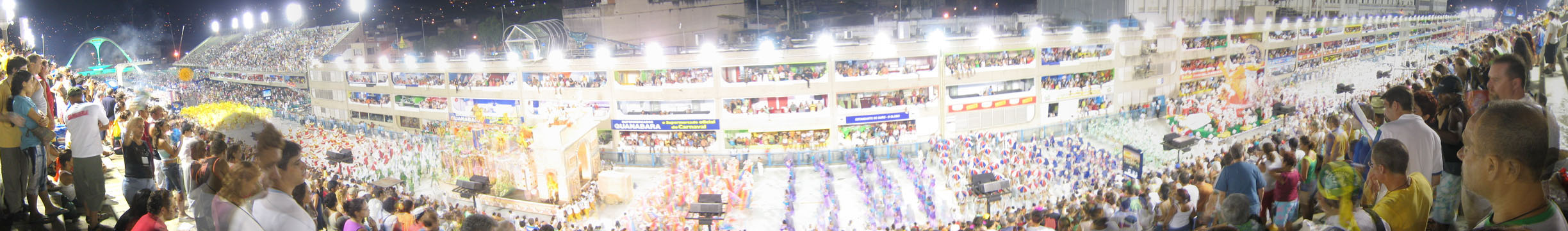
El carnaval de Río de Janeiro es la fiesta más importante de la ciudad.

| Fecha           | Festividad                                       | Nombre local               | Notas |
| --------------- | ------------------------------------------------ | -------------------------- | --- |
| 1 de enero      | Año nuevo                                        | Confraternização Universal | Inicio del año civil. |
| Febrero-marzo   | Carnaval                                         | Carnaval                   | Fiesta popular que precede la Cuaresma, celebrado anualmente el martes anterior al miércoles de Ceniza. Aunque no es un feriado nacional, en algunos estados no se labora el lunes anterior al festival, formando así los cuatro días de carnaval. |
| Marzo-abril     | Viernes Santo                                    | Sexta-Feira Santa          | Festivo móvil cristiano que conmemora la muerte de Cristo. |
| 21 de abril     | Tiradentes                                       | Tiradentes                 | En homenaje al mártir de la Conspiración Minera. |
| 1 de mayo       | Día de los Trabajadores                          | Dia do Trabalhador         | En homenaje a todos los trabajadores. |
| Mayo-junio      | Corpus Christi                                   | Corpus Christi             | Festividad de la Iglesia católica en el que se conmemora el Sacramento de la Eucaristía. Se celebra 60 días después del Domingo de Resurrección.                                                                                                   |
| 7 de septiembre | Día de la Independencia                          | Independência              | Proclamación de la Independencia del Imperio portugués. |
| 12 de octubre   | Día de Nuestra Señora de la Concepción Aparecida | Nossa Senhora Aparecida    | Celebración de la «Patrona de Brasil». |
| 2 de noviembre  | Conmemoración de los Fieles Difuntos             | Finados                    | Día en memoria de los muertos. |
| 15 de noviembre | Proclamación de la República                     | Proclamação da República   | Aniversario de la transformación del Imperio en República. |
| 25 de diciembre | Navidad                                          | Natal                      | Celebración tradicional navideña. |

### Gastronomía

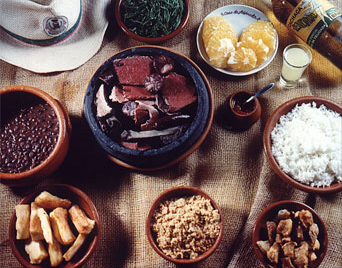
La feijoada es considerada "plato nacional".

La cocina brasileña varía mucho dependiendo cada región, de modo que refleja la mezcla de las poblaciones nativas y de los inmigrantes. Esto ha definido una gastronomía nacional marcada por la preservación de estas diferencias regionales. Entre los mejores ejemplos están la feijoada, considerado el plato nacional; churrasco, tutu de feijão, galinhada, moqueca, polenta y acarajé. Brasil cuenta con una gran variedad de aperitivos, con: pão de queijo, coxinha, buñuelos de bacalao, pastel, empada, quibe y esfirra y de dulces como el brigadeiro, paçoca, quindim, cajuzinho, goiabada, sagu, y la pamonha. Las bebidas nacionales son el café, el guaraná y la cachaza, una bebida destilada originaria de Brasil. Esta bebida se destila a partir de la caña de azúcar y es el ingrediente principal del cóctel nacional, la caipiriña.
A pesar de la variedad de platos, una comida brasileña típica consiste de arroz con frijoles, acompañados de carne de res o de cerdo y también una ensalada, o un huevo hervido o frito, papas fritas, o farofa, hecho de harina maíz o de yuca y se sazona con sal, básicamente, podría tener el orégano, la cebolla frita y el tocino frito. Gracias al clima tropical que predomina en gran parte de su territorio, en Brasil se cultivan una gran variedad de frutas, tales como el mango, la papaya, el azaí, el cupuazú, la naranja, el cacao, el marañón, la guayaba, el maracuyá y la piña. De todos estos frutos se obtienen jugos y extractos que son utilizados para la fabricación de chocolates, caramelos, helados y otros postres. Al igual que en otros países industrializados, la presencia de empresas multinacionales que ofrecen comida rápida ha ido en aumento, lo que provoca cambios en la alimentación y nutrición de la población brasileña, principalmente en áreas urbanas.

## Deporte

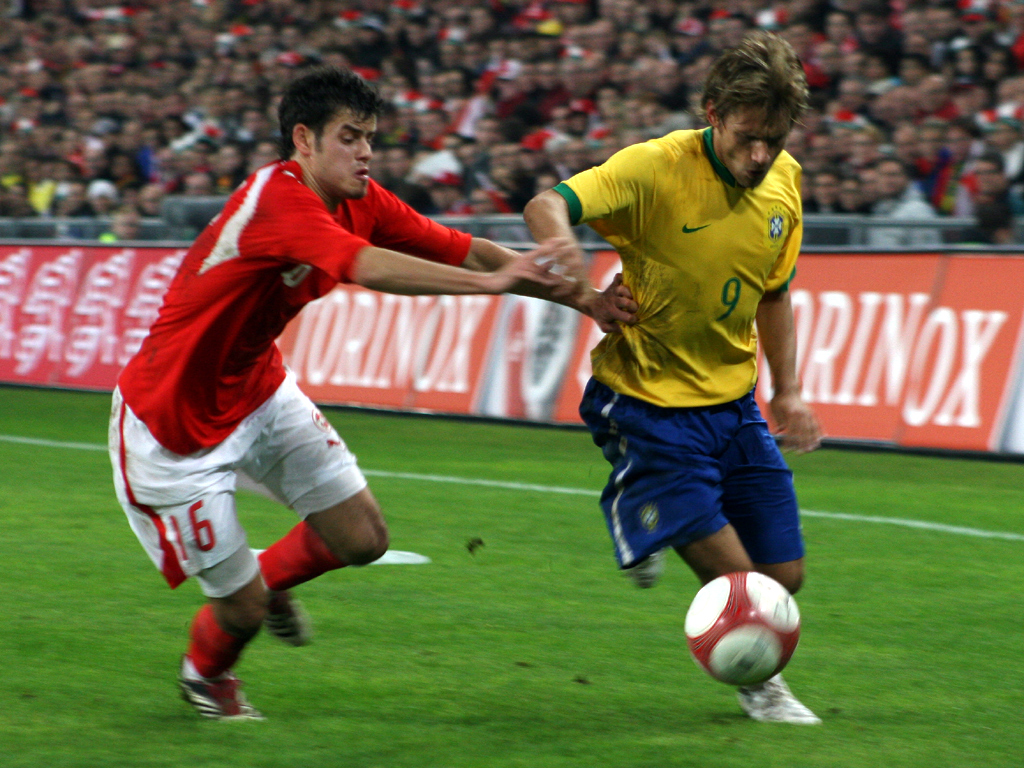
El fútbol es el deporte más popular en Brasil.

El fútbol es el deporte más popular en Brasil. La selección de fútbol ha ganado en cinco ocasiones la Copa Mundial de Fútbol de la FIFA, en 1958, 1962, 1970, 1994 y en 2002; además cuenta con nueve victorias en la Copa América, ganando las ediciones de 1919, 1922, 1949, 1989, 1997, 1999, 2004, 2007 y 2019. El voleibol, el fútbol sala, el baloncesto, el skate, el surf, el automovilismo y las artes marciales como la capoeira reconocida como el arte marcial nacional, también gozan de gran popularidad en el país.

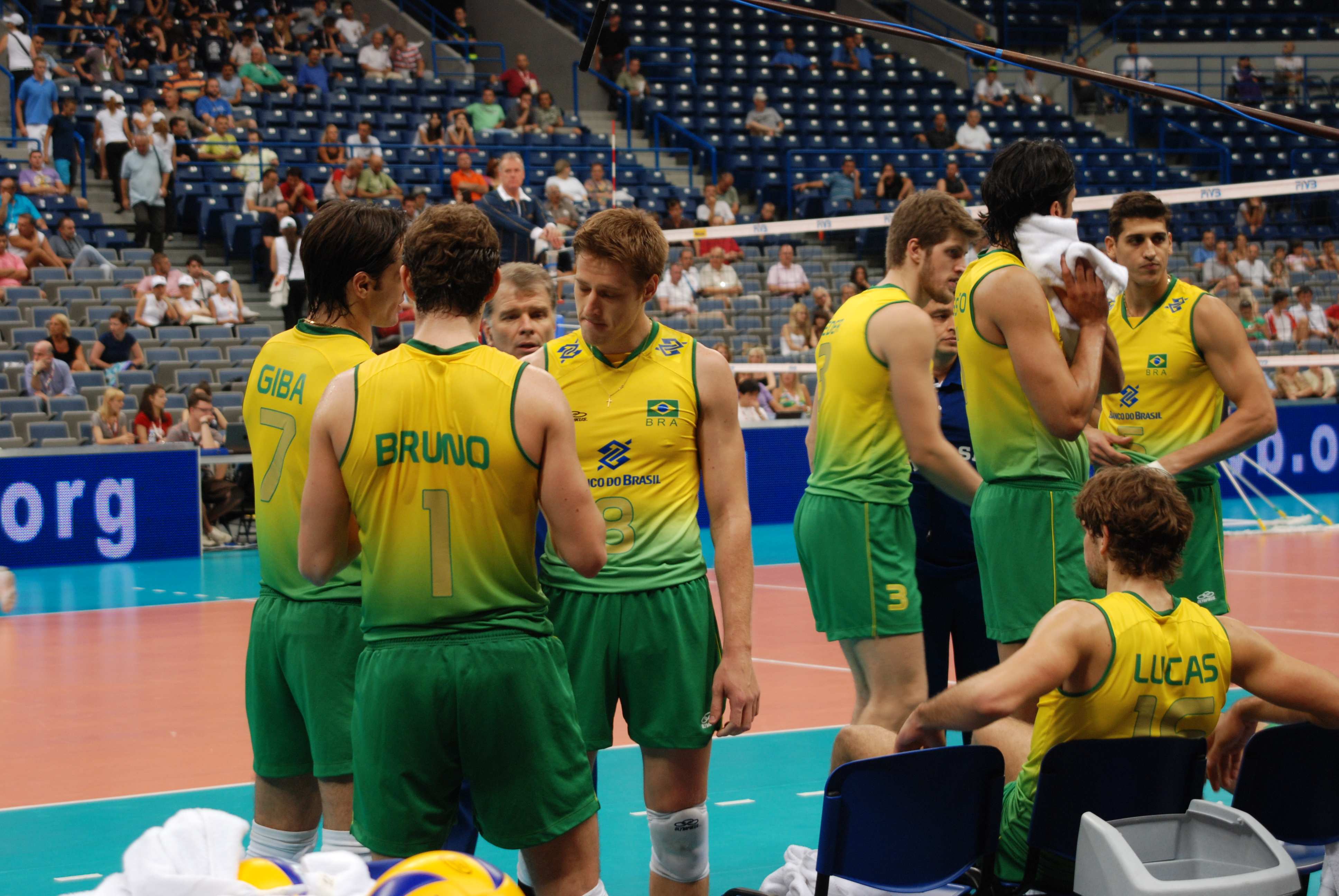
Selección de voleibol de Brasil (2009).

Aunque no son tan practicados y tan seguidos como los deportes citados anteriormente, el tenis, el balonmano, la natación y la gimnasia han encontrado muchos seguidores brasileños a lo largo de las últimas décadas. Algunas variaciones de estos deportes tuvieron su origen en Brasil, como el fútbol playa o el fútbol sala.
En las artes marciales, los brasileños han desarrollado prácticas como la capoeira, el vale tudo, y el jiu-jitsu brasileño. En el automovilismo, tres pilotos brasileños ganaron ocho veces el campeonato mundial de Fórmula 1: Emerson Fittipaldi en 1972 y 1974; Nelson Piquet en 1981, 1983 y 1987 y Ayrton Senna en 1988, 1990 y 1991.
Brasil ha organizado varios eventos deportivos de gran escala. La nación organizó y fue sede de los Juegos Olímpicos de 2016, que se realizaron en la ciudad de Río de Janeiro; de la Copa Mundial de Fútbol de 1950 y de la Copa Mundial de Fútbol de 2014; de los Juegos Panamericanos de 1963 en São Paulo y de los Juegos Panamericanos de 2007 en Río de Janeiro; del Campeonato Mundial de Baloncesto de 1954 y del Campeonato Mundial de Baloncesto de 1963, en Río; del Campeonato Mundial de Natación en Piscina Corta de 1995 en Río; del Campeonato Mundial de Voleibol Masculino de 1960, del Campeonato Mundial de Voleibol Masculino de 1990 e del Campeonato Mundial de Voleibol Femenino de 1994; del Campeonato Mundial de Judo de 1965, del Campeonato Mundial de Judo de 2007 y del Campeonato Mundial de Judo de 2013; del Campeonato Mundial de Vóley Playa de 2003; del Campeonato Mundial de Balonmano Femenino de 2011; del Campeonato Mundial de Karate de 1998, de la Copa Mundial de fútbol sala de la FIFA 2008, de la Copa Mundial de Fútbol Playa FIFA 2005, 2006 y 2007, del Campeonato Mundial de Piragüismo en Eslalon de 1997, 2007 y 2018, del Campeonato Mundial de Esgrima de 2016; fue cinco veces anfitrión de la Copa América, siendo la más reciente la Copa América 2019. Además, el país acoge anualmente el Gran Premio de Brasil en el Autódromo José Carlos Pace, localizado en São Paulo; un torneo de tenis ATP 500, el Rio Open; la Carrera de San Silvestre; el Grande Prêmio Brasil en equitación, en el Hipódromo de La Gávea, y otros torneos.
Algunos de los deportistas más famosos de la historia de Brasil son: Pelé, Garrincha, Neymar Jr., Ronaldo Nazario, Ronaldinho, Kaká, Roberto Carlos, Rivaldo, Romário, Cafu y Taffarel en fútbol; César Cielo, Ricardo Prado, Gustavo Borges y Ana Marcela Cunha en natación; Maria Esther Bueno, Gustavo Kuerten, Marcelo Melo y Bruno Soares en tenis; Ayrton Senna, Emerson Fittipaldi, Rubens Barrichello, Nelson Piquet y Felipe Massa en la Fórmula 1; Oscar Schmidt y Hortência Marcari en baloncesto; Torben Grael, Robert Scheidt, Martine Grael y Kahena Kunze en vela; Arthur Zanetti y Rebeca Andrade en gimnasia artística; Éder Jofre y Acelino Freitas en el boxeo; Adhemar Ferreira da Silva, Joaquim Cruz, Maurren Maggi, Thiago Braz y Alison dos Santos en atletismo; Rodrigo Pessoa en ecuestre; Aurélio Miguel, Sarah Menezes y Rogério Sampaio en judo; Isaquias Queiroz en piragüismo; Bob Burnquist, Sandro Dias, Rayssa Leal y Pedro Barros en patineta; Falcão en fútbol sala; Gabriel Medina, Ítalo Ferreira y Filipe Toledo en surf; Sandra Pires, Jackie Silva, Emanuel Rego, Ricardo Santos, Bruno Oscar Schmidt, Alison Cerutti en voleibol de playa; Hugo Calderano en tenis de mesa; Marcus Vinicius D'Almeida en tiro con arco; Douglas Brose en karate; Anderson Silva, José Aldo, Rodrigo Minotauro, Vitor Belfort, Lyoto Machida, Royce Gracie, Amanda Nunes en MMA.
Hasta los Juegos Olímpicos de Tokio 2020, Brasil había ganado 145 medallas en la historia de los Juegos Olímpicos, todas en las ediciones de verano. Hay 34 medallas de oro, 39 de plata y 71 de bronce, lo que lo convierte en el país sudamericano con el mejor récord en la historia de los Juegos Olímpicos modernos y el cuarto mayor ganador de las Américas detrás de Estados Unidos, Canadá y Cuba, respectivamente. También es uno de los pocos países que tiene un atleta que recibió la medalla Pierre de Coubertin: Vanderlei Cordeiro de Lima. El país ya ha ganado medallas de oro olímpicas en 13 deportes diferentes: vela, atletismo, voleibol, judo, voleibol de playa, fútbol, natación, tiro, gimnasia, boxeo, skateboard, surf y ecuestre.

### Lectura adicional
- Alves, Maria Helena Moreira (1984). Estado e oposição no Brasil (1964-1984) (en portugués). Petrópolis: Editora Vozes.
- Narloch, Leandro (2010). Guia Politicamente Incorreto da História do Brasil (en portugués). Brasil: Leya. ISBN 9788562936067.
- Departamento de Estado de los Estados Unidos. «Background Note: Brazil» (en inglés). Archivado desde el original el 29 de junio de 2011. Consultado el 12 de diciembre de 2011.
- Baer, Werner (1990). A economia brasileira (en portugués). São Paulo: Nobel.
- Bellos, Alex (2003). Futebol: Brasil em Campo (en portugués). Rio de Janeiro: Jorge hagar Ed.
- Bethell, Leslie (1987). Colonial Brazil (en inglés). Cambridge: CUP.
- Costa, João Cruz (1956). Contribuição a história das ideias no Brasil: O desenvolvimento da filosofia no Brasil e a evolução histórica nacional (en portugués). Rio de Janeiro: J. Olympio.
- Fausto, Boris (1999). A Concise History of Brazil (en inglés). Cambridge: CUP.
- Furtado, Celso (2007). Formação econômica do Brasil (en portugués). São Paulo: Companhia das Letras.
- Leal, Victor Nunes (1976). Coronelismo, enxada e voto: O município e o regime representativo no Brasil (en portugués). São Paulo: Editora Alfa Ômega.
- Malathronas, John (2003). Brazil: Life, Blood, Soul (en inglés). Chichester: Summersdale.
- Martínez-Lara, Javier (1995). Building Democracy in Brazil: The Politics of Constitutional Change (en inglés). Macmillan.
- Prado Júnior, Caio (1992). Formação do Brasil Contemporâneo: Colônia (en portugués). São Paulo: Brasiliense.
- Schneider, Ronald (1995). Brazil: Culture and Politics in a New Economic Powerhouse (en inglés). Boulder Westview.
- Skidmore, Thomas E. (1974). Black Into White: Race and Nationality in Brazilian Thought (en inglés). Oxford: Oxford University Press.
- Wagley, Charles (1963). An Introduction to Brazil (en inglés). Nueva York: Columbia University Press.
- The World Almanac and Book of Facts: Brazil (en inglés). Nueva York: World Almanac Books. 2006.